# Neumünster
Neumünster (niederdeutsch Niemünster und Neemünster) ist eine kreisfreie Stadt und ein Oberzentrum in der Mitte Schleswig-Holsteins. Mit 79.809 Einwohnern (31. Dezember 2024) ist Neumünster nach Kiel, Lübeck, Flensburg und Norderstedt die fünftgrößte Stadt im nördlichsten deutschen Bundesland. Die Holstenhallen und die Stadthalle machen die Stadt zu einem bedeutenden Messestandort Schleswig-Holsteins.
Urkundlich zum ersten Mal 1127 als Augustiner-Stift „Wippenthorp im Gau Faldera“ erwähnt, war Neumünster lange ein Zentrum der deutschen Tuch- und Lederindustrie und ist seit alters her ein wichtiger Verkehrsknotenpunkt. Ab 1870 im Besitz der Stadtrechte, gehört die große Mittelstadt an Schwale und Stör seit Mai 2012 zur Metropolregion Hamburg.

## Geographie

### Geographische Lage
Das Stadtgebiet von Neumünster erstreckt sich am östlichen Rand der naturräumlichen Haupteinheit der Holsteinischen Vorgeest (Nr. 698) in Nähe des Übergangs zu dem sich in nordöstlicher Richtung fortsetzenden nordwestlichen Teilbereichs des Holsteinischen Hügel- und Seenlandes (Nr. 702) des Schleswig-Holsteinischen Hügellandes am oberen Flusslauf der Stör und der im Stadtgebiet von rechts einmündenden Schwale.

### Stadtgliederung
Neumünster ist in folgende Stadtteile gegliedert: Böcklersiedlung-Bugenhagen, Brachenfeld-Ruthenberg, Einfeld, Faldera, Gadeland, Gartenstadt, Stadtmitte, Tungendorf und Wittorf.

#### Böcklersiedlung-Bugenhagen
Mit Mitteln aus dem European Recovery Program wurde am 5. März 1950 von Hans Böckler der Grundstein für die Böcklersiedlung gelegt. Auf einem Teil des Flugplatzes wurden auf 70 von der Bundesvermögensverwaltung zur Verfügung gestellten Hektar Grund 800 Wohnungen gebaut. Zahlreiche Bewohner kamen aus den Nissenhütten am Ehndorfer Platz. Der Kantplatz wurde als Kommunikationszentrum und Ladenzeile errichtet. Bald wurden Banken, Geschäfte, Kirche, Kindergarten und Schule errichtet. Die Straßennamen wurden in Anlehnung an die deutschen Ostgebiete gewählt, aus denen viele der Bewohner stammten. Nach 50 Jahren wurden die eher einfachen Wohnungen saniert, es wurden unter anderem kleine Wohnungen zu größeren zusammengelegt und Balkone angebaut. 2007 lebten in dem Stadtteil 6626 Menschen. Die Böcklersiedlung besitzt vier Schulen: Die Hans-Böckler-Schule, die Walther-Lehmkuhl-Schule, die Immanuel-Kant-Schule und die Wilhelm-Tanck-Schule.

#### Brachenfeld-Ruthenberg
Das ehemalige Bauerndorf Brachenfeld östlich des Stadtzentrums wurde 1938 nach Neumünster eingemeindet. Dort befinden sich einige Villen, die im Zusammenhang mit der Papier- und Tuchindustrie erbaut wurden. Eine von ihnen, die Villa Wachholtz, beherbergt heute den Skulpturenpark der Herbert Gerisch-Stiftung, welcher auch Schauplatz von Konzerten des Schleswig-Holstein Musik Festivals ist. (Siehe Liste der Kulturdenkmale in Neumünster/Bauliche Anlage, Gründenkmale und Teile von baulichen Anlagen#Stadtmitte) Der Brachenfelder Bürgerverein existiert seit 1904. 1966 begann die Planung für die Siedlung Ruthenberg, die Anfang der 1980er Jahre mit dem B-Plan 88 erschlossen und bebaut wurde. 2007 lebten im Stadtteil Brachenfeld-Ruthenberg 10.573 Einwohner.

#### Einfeld
Einfeld ist der nördlichste Stadtteil Neumünsters. Im Stadtteil liegt der Einfelder See. Im 9. Jahrhundert entstand dort eine Wallburg. 1970 wurde Einfeld eingemeindet. 2007 hatte Einfeld 6117 Einwohner.

#### Faldera

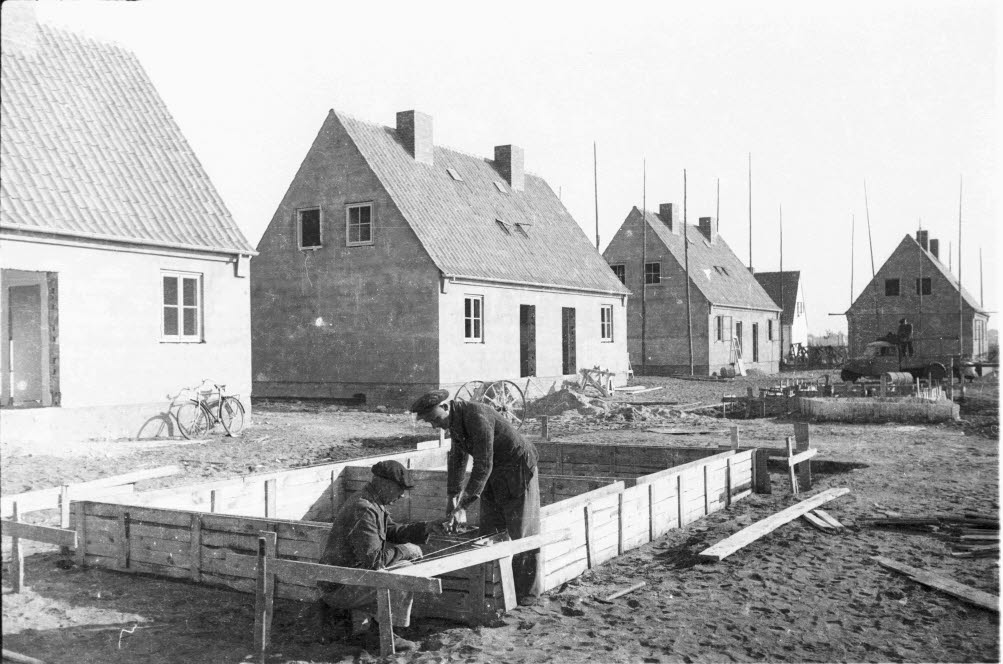
Bau von Wohnhäusern in Faldera 1951

Faldera war eine der ersten Bezeichnungen für die Siedlung Neumünster. Zeitweise war die Bezeichnung Exer von Exerzierplatz für das Gebiet des heutigen Faldera gebräuchlich. Nach dem Zweiten Weltkrieg bestanden hier Nissenhütten für Flüchtlinge. In Eigenhilfe und Zusammenarbeit mit Wohnungsbaugesellschaften wurden ganze Straßenzüge bebaut. Der Stadtteil Faldera wurde für vorbildliche Kleinsiedlungen ausgezeichnet. 8734 Menschen bewohnten im Jahr 2007 Faldera.

#### Gadeland
Gadeland liegt im Südosten Neumünsters. Die Stör fließt durch Gadeland. 1141 wurde der Ort erstmals urkundlich erwähnt, 1938 und 1970 wurde er nach Neumünster eingemeindet. 2007 hatte Gadeland 5718 Einwohner.

#### Gartenstadt
Zum Stadtteil gehören unter anderem das Industriegebiet am Stover und die Holstenhallen. Die Geschichte der Gartenstadtsiedlung begann am 4. Juli 1910 mit der Gründung der Gartenstadtgesellschaft. Stadtbaurat Wilhelm Junglöw und Regierungsrat Ludwig Rintelen waren auf die garden cities in den Vororten von London aufmerksam geworden und übernahmen die Gartenstadt-Idee. Außerhalb der Industriestadt Neumünster wurden auf großen Grundstücken 46 Häuser errichtet. Im Zuge des Ersten Weltkriegs und der Inflation endete das Bauvorhaben und die Gartenstadtidee wurde in Neumünster nicht weiter angewendet.
1968 entstanden unter dem Titel Neue Gartenstadt zum Teil mit Eigenleistung 37 Einfamilienhäuser. Zudem wurden Hochhäuser errichtet. 2007 betrug die Einwohnerzahl des Stadtteils Gartenstadt 5321.

#### Stadtmitte

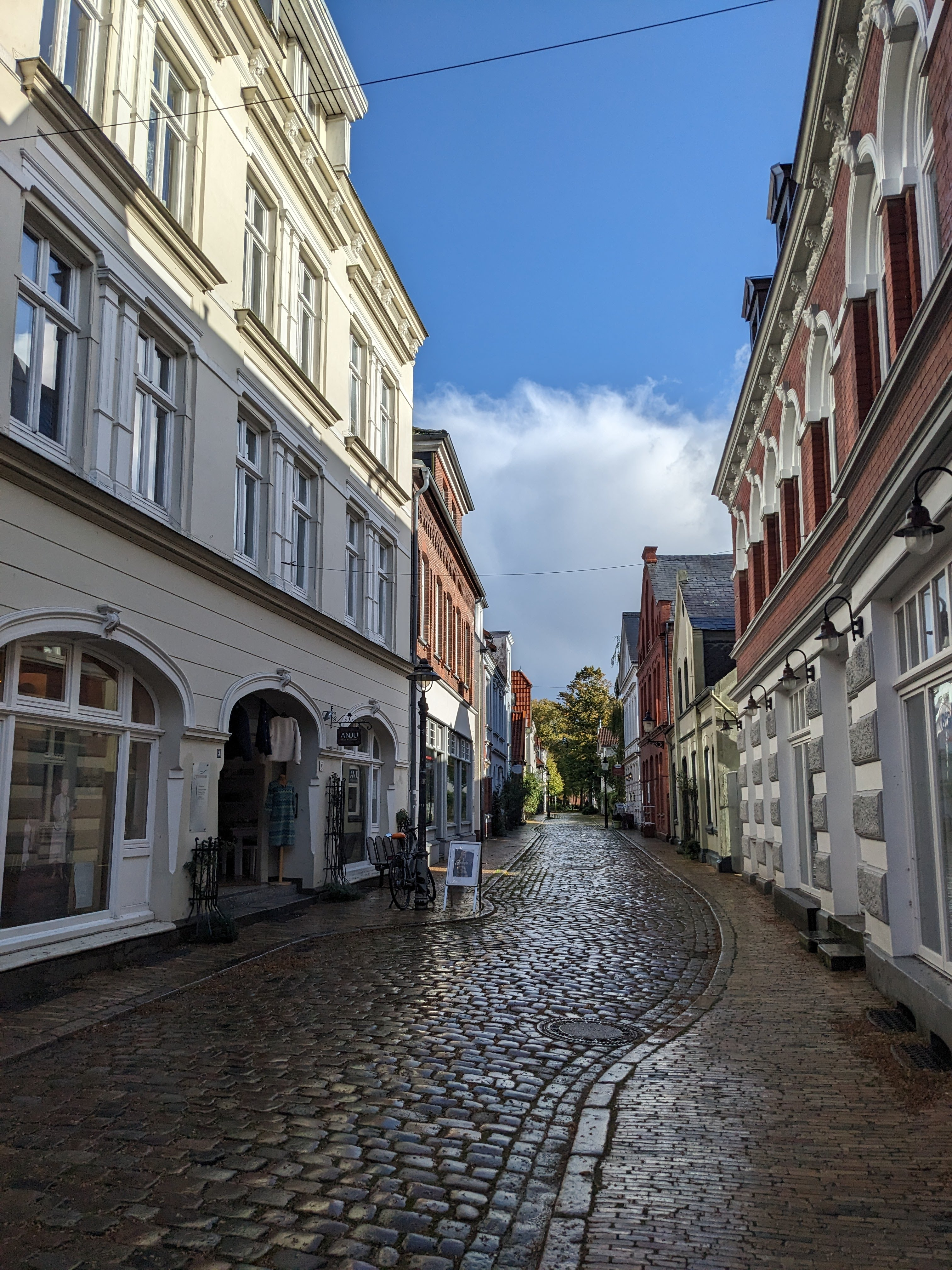
Der Fürsthof in der Stadtmitte beherbergt unter anderem das älteste Haus Neumünsters

Heute wird das Gebiet zwischen Sedanstraße im Nordwesten, Dithmarscher Straße im Süden, Hebbelstraße im Osten und Ascheberger Bahn im Norden als Stadtmitte bezeichnet. Hierzu gehört unter anderem das Alte Rathaus. In der Stadtmitte finden sich viele Geschäfte und kulturelle Einrichtungen. Der historische Stadtkern Neumünsters gehört ebenfalls zu diesem Stadtteil. Im Zuge der Industrialisierung verlor dieser Bereich seinen dörflichen Charakter. Zwischen Kieler Straße und Christianstraße befindet sich in diesem Stadtteil ein Vicelinviertel genanntes Gebiet, das häufig als sozialer Brennpunkt betrachtet wird. Dort besteht ein Quartiersmanagement. Der Austausch von Menschen mit Migrationshintergrund und Deutschstämmigen soll gefördert werden. In der Stadtmitte lebten 2003 19.849 Einwohner, davon 3.029 Ausländer. Vier Jahre später lebten dort 18.875 Menschen.

#### Tungendorf
Tungendorf liegt im Nordosten Neumünsters, südlich des Stadtteils Einfeld. Es besteht aus den Teilen Tungendorf-Dorf und Tungendorf Siedlung, die 1970 bzw. 1938 nach Neumünster eingemeindet wurden. 2007 hatte der Stadtteil 9882 Einwohner.

#### Wittorf
Wittorf liegt im Südwesten Neumünsters. Die Schwale mündet hier in die Stör. 1938 wurde Wittorf eingemeindet. 2007 lebten dort 5809 Menschen.

### Nachbargemeinden
Das Stadtgebiet von Neumünster ist umgeben von den folgenden Gemarkungen:
| Krogaspe, Loop              |                                             | Bordesholm                      |
| Wasbek, Ehndorf, Padenstedt | Kompassrose, die auf Nachbargemeinden zeigt | Großharrie, Tasdorf, Bönebüttel |
|                             | Großenaspe, Boostedt                        | Groß Kummerfeld                 |

### Geologie

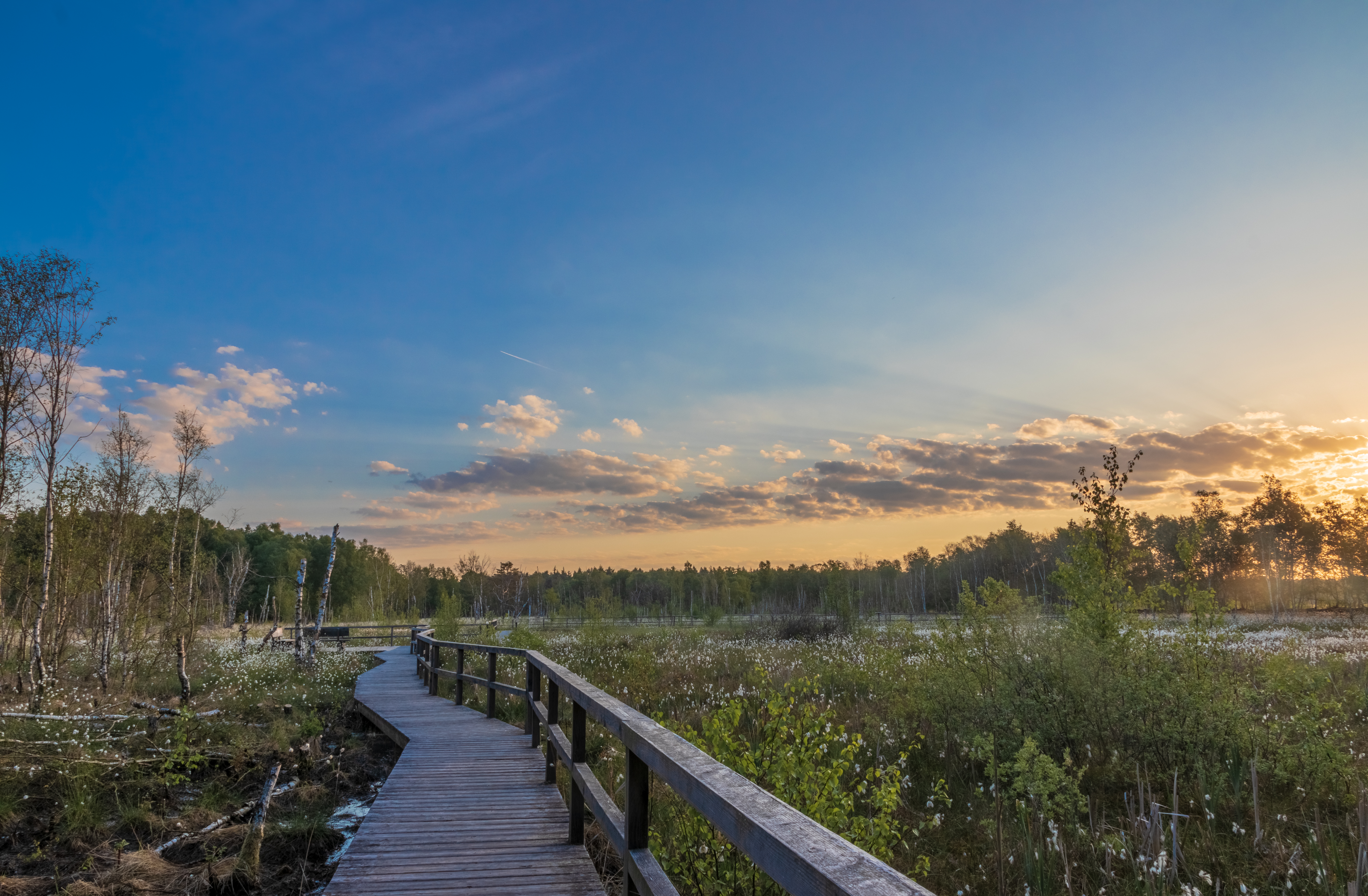
Das Dosenmoor ist ein Überbleibsel der letzten Eiszeit

Das Gemeindegebiet von Neumünster lagert geologisch auf einem flach reliefierten Sander im holsteinischen Bereich des schleswig-holsteinischen Geestrückens. Dieser Teil, die sogenannte Neumünstersche Schmelzwasserebene, entstand durch Schmelzwasserablagerungen des sich während der Weichseleiszeit bis in diesen Bereich sich ausdehnenden fennoskandischen Eisschild und die darin befindlichen Sande. Der Austritt der Schmelzwasser erfolgte beim Abschmelzen durch drei weiträumig angeordnete Gletschertore (gelegen (im Norden) bei Timmaspe und Einfeld sowie etwas weiter entfernt im Osten bei Bornhöved).

### Klima
Durch seine Lage in Mitteleuropa hat Neumünster ein humides kühlgemäßigtes Übergangsklima, das weder sehr kontinental noch sehr maritim ist. Die Temperatur liegt im Jahresmittel bei 8,1 °C, es fallen 775 Millimeter Niederschlag pro Jahr. Trockenster Monat ist der Februar mit 47 Millimetern Niederschlagsmenge, niederschlagsreichster Monat ist der August mit 84 Millimetern. Kältester Monat ist Januar mit durchschnittlich 0,1 °C, wärmster Monat ist der Juli mit durchschnittlich 16,6 °C.
|                        | Jan  | Feb  | Mär  | Apr  | Mai  | Jun  | Jul  | Aug  | Sep  | Okt  | Nov | Dez  |   |      |
| Mittl. Temperatur (°C) | 0,1  | 0,2  | 2,9  | 6,8  | 11,3 | 14,6 | 16,6 | 15,8 | 13,3 | 9,0  | 4,4 | 1,6  | ⌀ | 8,1  |
| Mittl. Tagesmax. (°C)  | 2,3  | 2,7  | 6,1  | 11,0 | 16,1 | 19,5 | 21,1 | 20,2 | 17,7 | 12,3 | 6,7 | 3,7  | ⌀ | 11,7 |
| Mittl. Tagesmin. (°C)  | −2,0 | −2,3 | −0,3 | 2,7  | 6,6  | 9,8  | 12,1 | 11,5 | 8,9  | 5,7  | 2,1 | −0,4 | ⌀ | 4,6  |
|                        |      |      |      |      |      |      |      |      |      |      |     |      |   |      |
| Niederschlag (mm)      | 63   | 47   | 49   | 48   | 54   | 67   | 80   | 84   | 69   | 65   | 74  | 75   | Σ | 775  |

| −2,0 |

| −2,3 |

| −0,3 |

| 2,7 |

| 6,6 |

| 9,8 |

| 12,1 |

| 11,5 |

| 8,9 |

| 5,7 |

| 2,1 |

| −0,4 |

| −2,0 |

| −2,3 |

| −0,3 |

| 2,7 |

| 6,6 |

| 9,8 |

| 12,1 |

| 11,5 |

| 8,9 |

| 5,7 |

| 2,1 |

| −0,4 |

| N i e d e r s c h l a g | 63  | 47  | 49  | 48  | 54  | 67  | 80  | 84  | 69  | 65  | 74  | 75  |
|                         | Jan | Feb | Mär | Apr | Mai | Jun | Jul | Aug | Sep | Okt | Nov | Dez |

## Geschichte

### Mittelalter
Im Jahre 1111 war Adolf von Schauenburg vom sächsischen Herzog Lothar von Supplinburg mit der Grafschaft Holstein belehnt worden. Der Gau Faldera war ein holsteinischer Grenzgau, der nördlich an Gebiete der Dänen und östlich an Gebiete der slawischen Abodriten grenzte. Im Gau Faldera befand sich ein als Wippenthorp im Gau Faldera urkundlich erwähnter Ort. Hier errichtete der Missionar Vizelin 1127 ein Augustiner-Stift. Der heutige Name Neumünster ist auf das von Vizelin erbaute Kloster Novum Monasterium (das „Neue Münster“) zurückzuführen, dessen Name erstmals 1136 urkundlich erwähnt ist. Vizelin wurde von Erzbischof Adalbert von Bremen das Recht zur Mission im Slawenland bis zur Peene verliehen. Vizelin erhielt auch die zur Kirche in Wippendorf gehörigen Einkünfte übertragen. Das Kloster der Augustiner siedelte um 1330 nach Bordesholm um. Neumünster kam 1261 zur (Teil-)Grafschaft Holstein-Itzehoe und von 1291 bis 1459 zu Holstein-Rendsburg.
Mitte des 15. Jahrhunderts tritt mit Tideken Wittorpe der erste Vertreter der herrschaftlichen Familie Wittorf auf, die bis zum Ende des 16. Jahrhunderts viele Amtmänner und Vögte für Amt und Kirchspiel Neumünster stellt.
Nach dem Niedergang der Holsteiner Linien der Schauenburger wurde 1460 der dänische König Christian I. von der holsteinischen Ritterschaft zum neuen Grafen von Holstein gewählt. Christian I. erreichte 1474, dass das sächsische Lehen (Grafschaft Holstein) zum reichsunmittelbaren Herzogtum Holstein erhoben wurde.
1498 gründeten Augustiner-Nonnen ein Kloster auf der so genannten Klosterinsel, einer ehemaligen Flussinsel der Schwale, die heute im Stadtzentrum liegt. Dieses Kloster wurde 1566 nach der Reformation aufgelöst.
Neumünster lag am östlichen Ast des Ochsenwegs, der die Kimbrische Halbinsel in Nord-Süd-Richtung durchzog. Ferner durchquerte der Handelsweg Lübsche Trade in Ost-West-Richtung das Gebiet Neumünsters.

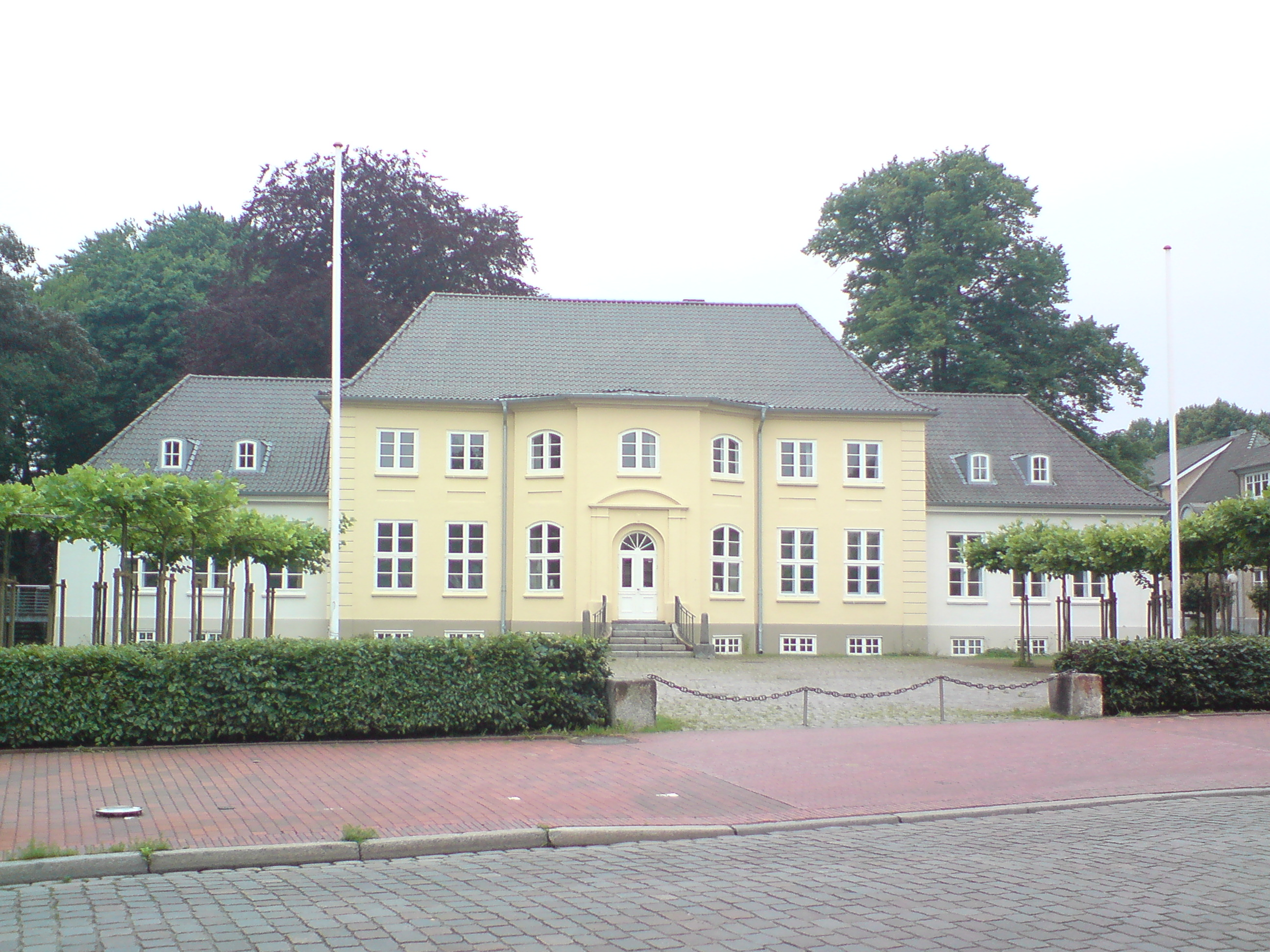
Das Caspar-von-Saldern-Haus wurde 1745 errichtet.

### Frühe Neuzeit
Für die Fischzucht und den Betrieb von Mühlen wurde etwa 1503 durch Mönche erstmals die Schwale angestaut. Dabei entstand der Mühlenteich in der heutigen Innenstadt. Ein Jahr darauf brannte der Flecken, heute Kleinflecken, ab.
Bei der Aufteilung der Herzogtümer Schleswig und Holstein unter Christian III. von Dänemark und Norwegen kam das Amt Neumünster 1544 zusammen mit den Ämtern Kiel und Bordesholm an das Teilherzogtum Schleswig-Holstein-Gottorf.
1637 brannte ein Großteil der Häuser aus unbekannter Ursache ab; darunter auch das Haus der Familie von Wittorp am Großflecken. Im Jahr darauf verkaufen die Wittorp allen Grundbesitz und alle herrschaftlichen Rechte an den Landesherrn und starben noch vor Ende des 17. Jahrhunderts aus.
Zu Beginn des 18. Jahrhunderts verkehrte eine in etwa wöchentlich laufende Frachtpost von Neumünster über Fehmarn nach Kopenhagen. 1709 wurde der Kleinflecken, der verwaltungsmäßig auch nach Umzug des Klosters noch zum Amt Bordesholm gehörte, dem Amt Neumünster zugeschlagen.
Nachdem bereits der Vater von Caspar von Saldern 1720–1722 Amtsvorsteher in Neumünster war, nahm Caspar diese Funktion selbst von 1737 bis 1748 ein. 1745 baute er – teilweise selbst finanziert – das heutige Caspar-von-Saldern-Haus. Mit Wirksamwerden des Vertrags von Zarskoje Selo 1773 wurde Neumünster wie alle anderen Teile von Holstein-Gottorf Bestandteil des Dänischen Gesamtstaats.
Die große Zeit Neumünsters als Tuchmacherstadt wurde 1760 mit Gründung der „Privilegierten Wollzeugfabrique“ auf der Klosterinsel eingeleitet. Es war die erste Fabrik, die in Neumünster entstand.
Der Großflecken löste 1769 den Kleinflecken gänzlich als Marktplatz ab. Bis 1948 fanden hier nun alle Märkte statt. Darunter war ein seit 1764 einmal in der Woche genehmigter Markt, der zuvor nur einmal jährlich am Todestag Johannes des Täufers stattfand.
1780 vernichtete ein Großbrand alle Häuser an der Plöner Straße und einen Teil der Häuser am Großflecken (insgesamt 46 Häuser).

### 19. Jahrhundert

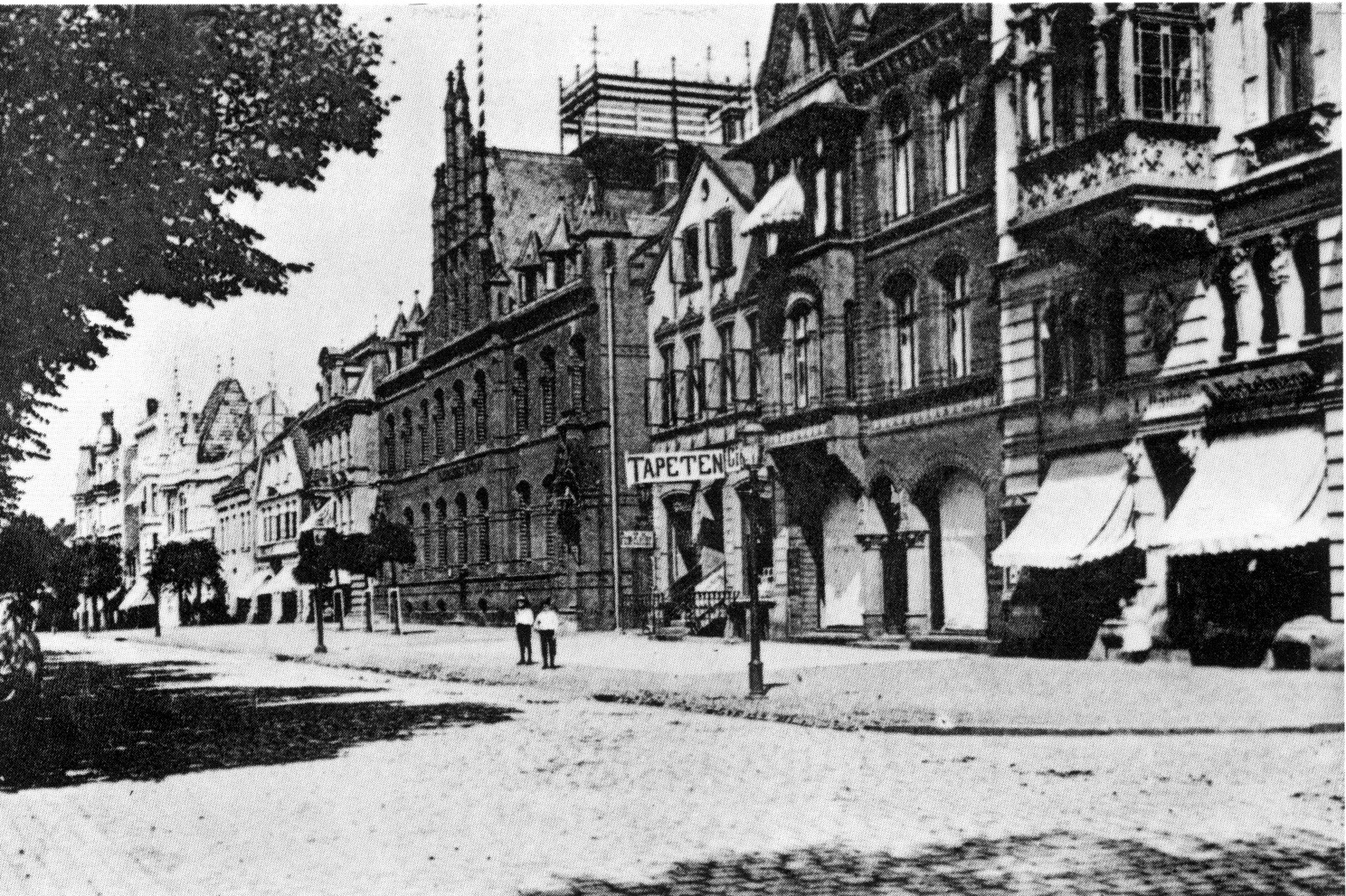
Stadtbild Ende des 19. Jahrhunderts

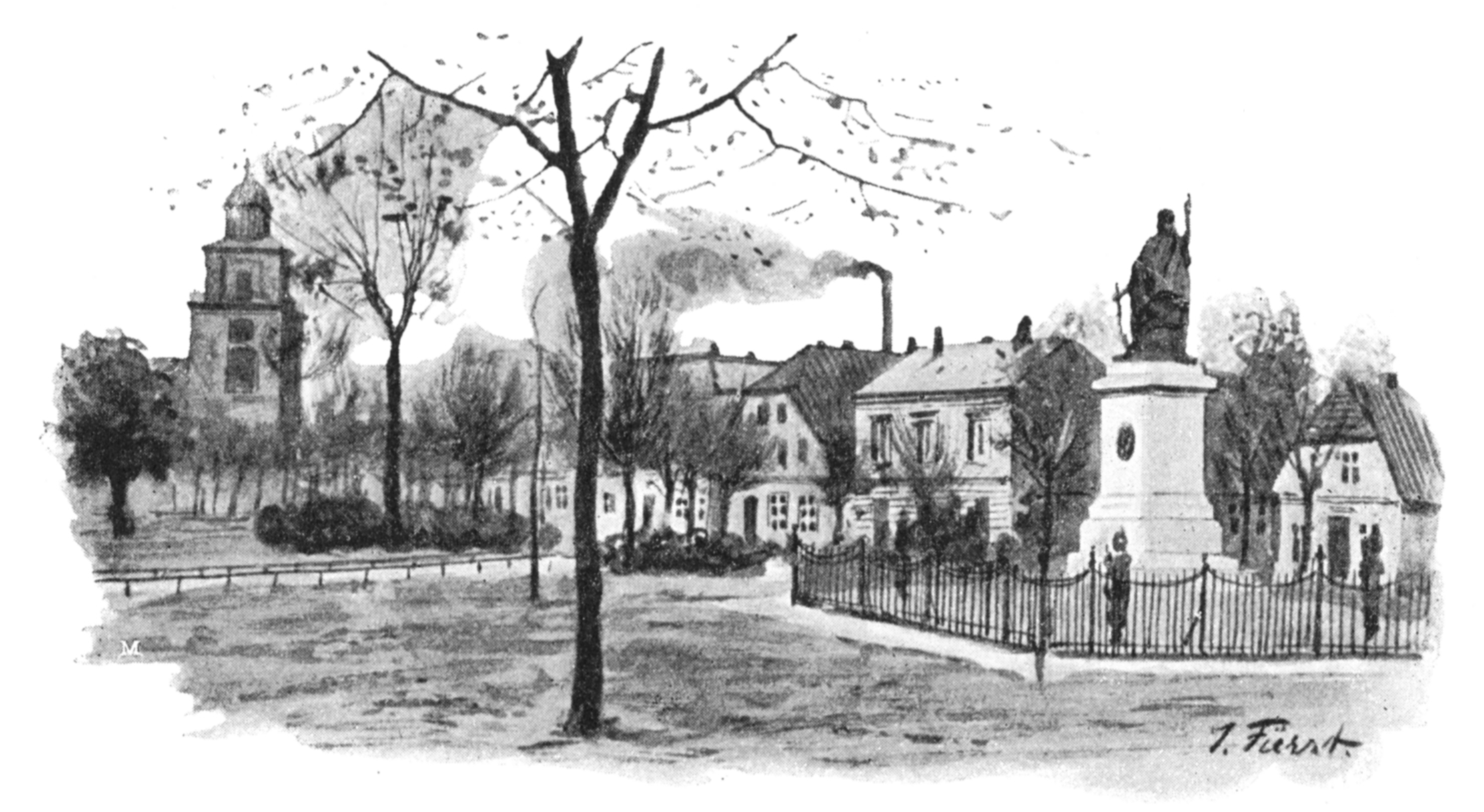
Park in Neumünster um 1895

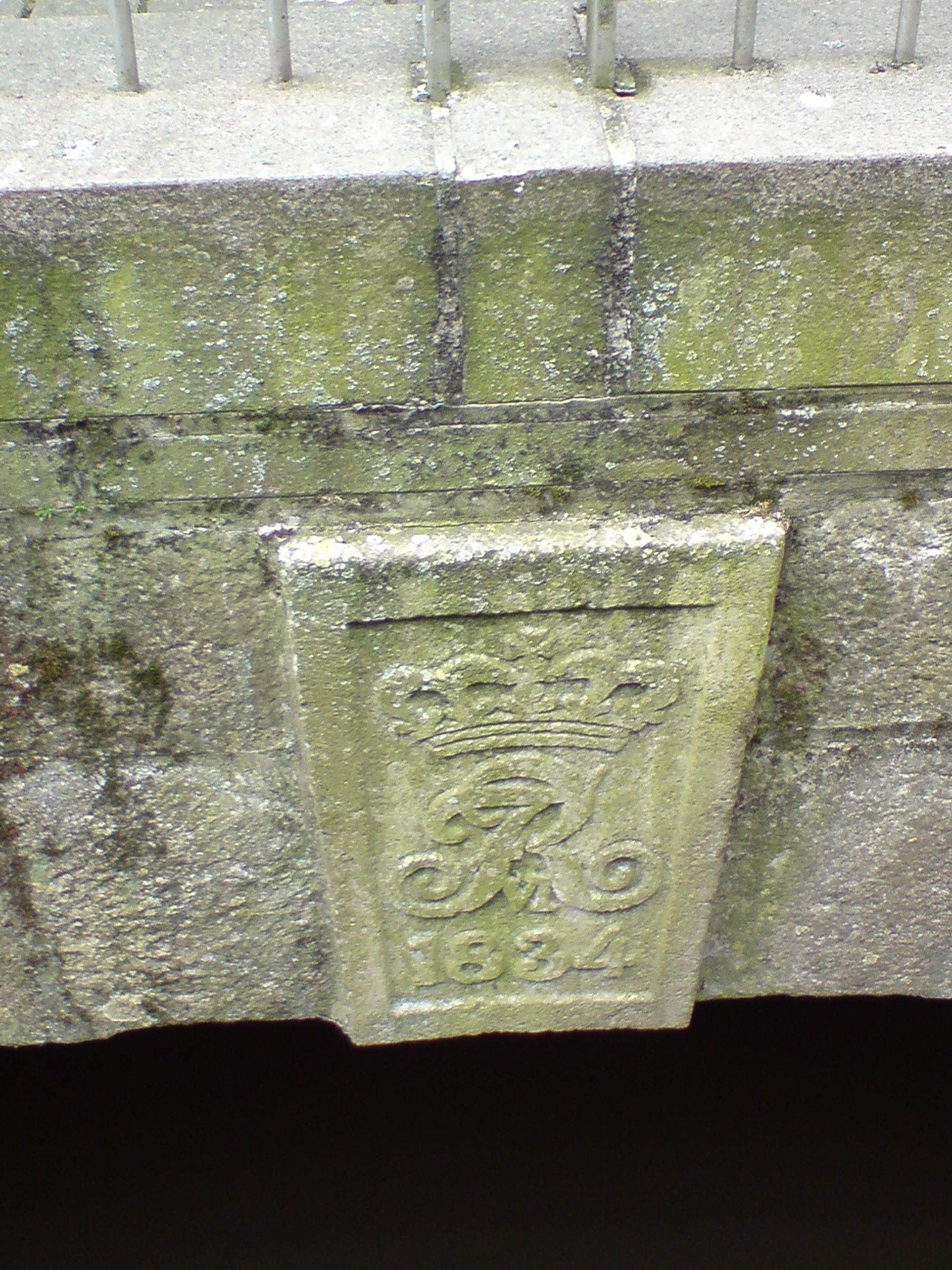
Schlussstein an der Kieler Brücke mit dem Monogramm Friedrichs VI. von Dänemark

Im Jahre 1808 nahmen spanisch-französische Truppen Napoleons Quartier in Neumünster. Durch ihre hohen Ansprüche belasteten sie die Stadt stark.
Die Schulpflicht gibt es in Neumünster seit 1813. Zunächst wurden zwei „Vorbereitungsschulen“ eingerichtet.
Nach der Auflösung des Heiligen Römischen Reiches und den Napoleonischen Kriegen wurde das Herzogtum Holstein 1815 Teil des Deutschen Bundes, wurde aber weiterhin in Personalunion vom dänischen König regiert.
Die Post, die ein großer Wirtschaftsfaktor der Stadt war, beschloss 1816, in Neumünster eine „Extrapoststation“ und Anschlussstellen an die schnellen Postkutschen unter anderem nach Kiel und Altona einzurichten. Kurz darauf wurde ein täglicher Postverkehr eingeführt. Reiter und Kutscher lieferten jeden Tag bis zu fünf Zustellungen.
1817 fielen einem Brand, der am Großflecken entstand, einige Häuser zwischen Teich und Lütjenstraße zum Opfer.
In Neumünster begann das Industriezeitalter 1824, als die Tuchfabrik Renck eine Dampfmaschine aus England importierte. Drei Jahre später wurde die Fabrik jedoch von einem Feuer vernichtet, woraufhin 150 Menschen ihre Arbeit verloren. Die Fabrik wurde aber wieder aufgebaut und war bis 1884 in Betrieb und im Besitz von Detlev Anton Renck. Dessen Sohn, der Tuchmacher Hans Lorenz Renck (1840–1893) baute später die erste vollstufige Tuchfabrik auf und vereinigte damit alle Produktionsschritte in einem Haus.
Der Grundstein für die Vicelinkirche am Kleinflecken wurde 1828 gelegt. Am 11. Mai 1834 wurde die Vicelinkirche eingeweiht. Der Baumeister war Christian Frederik Hansen. Gleichzeitig wurde eine Armenschule für Kinder sozial schwacher Eltern eingerichtet. Es gab auch eine „Fabrikschule“ für Kinder, die Kinderarbeit verrichteten. Die Fabrikschule wurde 1893 geschlossen, als die Arbeit von schulpflichtigen Kindern verboten wurde.
Durch den Ort führte ab 1832 die Altona-Kieler Chaussee. Diese rund 94 Kilometer lange Landstraße ließ der damalige Landesherr, König Friedrich VI. von Dänemark, zwischen 1830 und 1832 erbauen. Die offizielle Einweihung erfolgte 1834 (siehe Schlussstein der Kieler Brücke). Die alte Bundesstraße 4 folgte im Neumünsteraner Gebiet der Chaussee. Meilensteine sind in Einfeld, in Tungendorf, an der Altonaer Straße vor der Holstenschule und zwischen Wittorf und Brokenlande vorhanden.
Der Industrielle Renck setzte sich sehr für eine Eisenbahnverbindung zwischen Neumünster und Rendsburg ein. Nach fünfjährigen Bemühungen ging 1845 die Strecke in Betrieb, nachdem bereits 1844 die erste Neumünsteraner Eisenbahn auf der Strecke Kiel–Neumünster–Altona eröffnet worden war.
Nachdem am 20. Juli 1846 einige Kieler Professoren auf dem Großflecken die Bevölkerung dazu aufgerufen hatten, sich gegen die dänische Obrigkeit aufzulehnen, entstand bis 1848 nach und nach das sogenannte vaterländische Aufbegehren gegen die dänische Herrschaft. Nach anfänglicher Unterstützung schloss Preußen jedoch 1850 einen Sonderfrieden mit Dänemark, so dass Holstein und Schleswig auf sich allein gestellt waren. Die Truppen der beiden Herzogtümer unterlagen 1851 endgültig dem dänischen Heer.
1852 beendete die erste Wasserleitung wenigstens teilweise den Zustand, dass Wasser aus Brunnen oder Flüssen geholt werden musste.
1857 wurde der Rencks Park am südöstlichen Rand der Klosterinsel angelegt.
1860 wurden in Neumünster Hausnummern eingeführt. Ein Jahr darauf wurde ein Eisenbahnausbesserungswerk eingerichtet, das sich im Laufe der Jahrzehnte zu einem der größten Arbeitgeber in der Stadt entwickelte.
Nach dem Deutsch-Dänischen Krieg 1864 und dem Deutschen Krieg 1866 wurde Neumünster 1867 wie ganz Holstein Teil der preußischen Provinz Schleswig-Holstein.
Im Jahre 1870 erhielt Neumünster das Stadtrecht. Die Entwicklung der Stadt im zweiten Teil des 19. Jahrhunderts wurde wesentlich geprägt durch die weiter aufstrebende Textilindustrie und den Ausbau zu einem Eisenbahnknotenpunkt im Zentrum Holsteins. Durch die gute Eisenbahnanbindung an den Hamburger Hafen, über den sowohl Rohhäute wie auch Gerbstoffe in großen Mengen importiert wurden, sowie durch das Fehlen einer restriktiven Wassergesetzgebung in Schleswig-Holstein bis 1913 konnte sich eine bedeutende Lederindustrie entwickeln.
Zur Silhouette Neumünsters gehörten bis in die 1970er Jahre zahlreiche Fabrikschornsteine. Das Stadtwappen zeigt dies bis heute.
1869 erfolgte die Gründungsversammlung der ersten Freiwilligen Feuerwehr Neumünster und am 1. Juli 1914 die Gründung der Berufsfeuerwehr Neumünster.

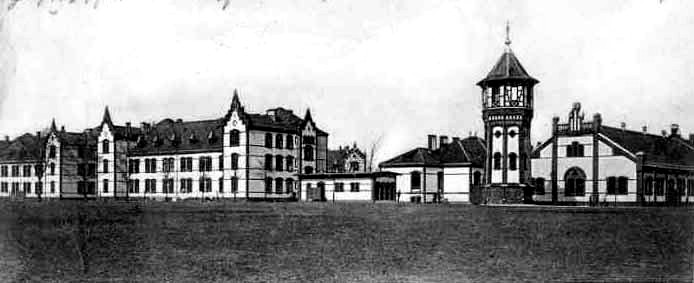
Kaserne des Regiments (sog. Neue Kaserne) in Neumünster 1906

1871 wurde die Holstenschule als Privatschule für Jungen aus dem höheren Bürgerstand gegründet. Auch die Gründung der Privaten Höheren Mädchenschule, die heute Klaus-Groth-Schule Neumünster heißt und seit 1925 staatlich ist, fiel in diese Zeit.
1872 wurde die erste ständige Garnison nach Neumünster verlegt. Nach dem Abzug im Jahre 1897 wurde schließlich das Infanterie-Regiment Nr. 163, es bildete zusammen mit seinem Schwesterregiment Lübeck die 81. Infanterie-Brigade der 17. Division des IX. Armee-Korps – während des Ersten Weltkriegs 17. Reserve-Division der Nordarmee – in einer eigens hierfür errichteten Kaserne (die spätere Sick-Kaserne) stationiert, wo es bis zur Auflösung nach dem Ersten Weltkrieg verblieb.
Das erste große Warenhaus, eine Filiale der heutigen Karstadt AG, wurde um 1891 eröffnet, jedoch 1944 komplett zerstört und erst 1964 an anderer Stelle neu errichtet.

### Frühes 20. Jahrhundert
1901 wurde Neumünster kreisfreie Stadt. 1903 wurden die Volksbank eG Neumünster und 1910 die Badeanstalt in der Klosterstraße eröffnet.
Im Ersten Weltkrieg war Neumünster wegen seiner Tuch-, Leder- und auch Metallindustrie von strategischer Bedeutung. Im Steckrübenwinter 1917 verhungerten dennoch viele Menschen.
Zwischen 1913 und Mitte der 1920er Jahre stieg die Zahl der Arbeitskräfte von knapp 5.200 auf über 10.100. Der Anteil der Arbeitskräfte in der Tuchindustrie fiel gleichzeitig von 45,8 auf 35,4 %, der Anteil der Beschäftigten in der Lederindustrie stieg von 32,7 auf 45,3 %. Zu den größten Lederfabriken gehörten Adler & Oppenheimer (später Norddeutsche Lederwerke) und Emil Köster in Wittorf und Gadeland. 
Der Tuchfabrikant Hans Lorenz Renck stiftete 1870 der Stadt Neumünster der Rencks Park. der 1921 allen Bürgern geöffnet wurde.
In Folge der Landvolkbewegung in Schleswig-Holstein kam es in den Jahren 1929/30 zu einem zehnmonatigen Boykott der Stadt durch die landvolkbewegten Bauern, der die Stadt an den Rand des Ruins führte. Das Geschehen wurde dann von Hans Fallada in seinem 1931 erschienenen Roman Bauern, Bonzen und Bomben verarbeitet, wobei er im Roman die betroffene Stadt nicht Neumünster, sondern „Altholm“ nannte.

### Zeit des Nationalsozialismus
In Neumünster wurde am 1. März 1925 die schleswig-holsteinische NSDAP unter dem späteren Gauleiter Hinrich Lohse gegründet. Die Partei hatte in der überwiegend nationalkonservativ ausgerichteten Bevölkerung Schleswig-Holsteins und Neumünsters viel Erfolg. Auch in Neumünster kamen die Nationalsozialisten an die Macht. Die mächtigste Person in Neumünster war der NSDAP-Kreisleiter Hans Christian Hingst, der 1941 von seinem NSDAP-Gauleiter Lohse ins Reichskommissariat Ostland berufen wurde. Hingst zur Seite stand der SS-Hauptsturmführer Hinrich Möller als Polizeidirektor. Mit der Übernahme der Polizei durch einen SS-Funktionär war der Rechtsstaat in Neumünster vollständig beseitigt worden. Alle demokratisch oder auch nur rechtsstaatlich gesinnten Beamten und Funktionäre der Stadt wurden abgesetzt. Kommunisten und andere als Staatsfeinde angesehene Personen kamen zur angeblichen Schutzhaft in ein Konzentrationslager, in Neumünster diente dazu das Polizeigefängnis. Schon bald verübten einige der neuen Machthaber die ersten Morde. Unter Beteiligung Möllers wurden Anfang 1934 im Polizeigefängnis die beiden im Gefängnis einsitzenden Kommunisten Christian Heuck und Rudolf Timm ermordet.
Auch in Neumünster verfolgten NS-Funktionäre und -Aktivisten Juden. 1930 hatten etwa 30 Einwohner jüdischen Glauben. Gemäß den Nürnberger Gesetzen von September 1935 galten für das Jahr 1933 etwa 70 Menschen als Juden. Beim Judenboykott (1. April 1933) wurden jüdische Geschäfte gewalttätig boykottiert, gleichzeitig wurden jüdische Beamte entlassen oder in den Ruhestand versetzt (siehe Arierparagraf). Die meisten jüdischen Rechtsanwälte mussten ihren Beruf aufgeben. Schon 1933 kam es im Zuge von „Arisierungen“ zu Übernahmen von Geschäften, die Juden gehörten. 1935 kam es wieder zu größeren anti-jüdischen Gewaltaktionen.
Auch in Neumünster wurden während der Reichspogromnacht in der Nacht zwischen dem 9. und 10. November 1938 die jüdischen Einwohner durch SA- und SS-Leute in ihrem Schlaf überfallen. Ihre Geschäfte wurden zerstört. Die SA- und SS-Leute drangen mit Gewalt und Gebrüll in die Wohnungen der Juden – Kinder, Frauen und Männer – ein und schlugen das Inventar kurz und klein und/oder warfen es auf die Straße. Zusätzlich wurden die Betten aufgeschnitten und die Federn ausgeschüttet, Fensterscheiben wurden zerschlagen. Häufig wurden Opfer misshandelt. Alle jüdischen Männer wurden bei dieser Aktion festgenommen. Die SA führte die verhafteten „Aktionsjuden“ tagsüber in einem Prangerumzug durch die Stadt. Die Frau des 1942 im KZ Wewelsburg ermordeten Heinz Baronowitz berichtete, dass ihr Mann dabei ein um den Hals gehängtes Plakat mit dem Text tragen musste: Ich habe von [sic] Rath ermordet. Die Männer wurden einige Monate im Konzentrationslager Sachsenhausen interniert. Zum Ende 1939 hatten bis auf ein knappes Dutzend alle jüdischen Einwohner Neumünster verlassen müssen.
Auch die Kirche war mehrheitlich regimetreu. In der Vicelinkirche hingen z. B. riesige Hakenkreuzbanner links und rechts vom Altar. Richard Steffen, der Propst in Neumünster ab 1933 war NSDAP-Mitglied und glühender Gefolgsmann der Nazis. Er amtiert bis 1966 als Propst in Neumünster. Besonders der evangelische Pastor Ernst Biberstein, bereits 1926 Mitglied der NSDAP, tat sich unrühmlich hervor. Er trat 1936 in die SS ein und 1938 aus der Kirche aus. Während des Krieges befehligte er als Chef des SS-Einsatzkommandos in der Ukraine die Ermordung von ca. 2.000 bis 3.000 Menschen, darunter überwiegend Juden.
Ein bedeutendes Unternehmen der deutschen Lederindustrie, die Adler & Oppenheimer AG, wurde 1940/41 „arisiert“, d. h. den jüdischen Inhabern abgenommen, und in Norddeutsche Lederwerke AG umbenannt. Die in Neumünster und anderen Orten Schleswig-Holsteins verbliebenen jüdischen Einwohner wurden im Spätherbst 1941 nach Riga in das Hinrich Lohse unterstehende Reichskommissariat Ostland deportiert, das als deutsches Herrschaftsgebiet eingerichtet worden war, nachdem Deutschland am 22. Juni 1941 die Sowjetunion überfallen hatte. Dort wurden diese Menschen unter widrigen Lebensumständen im Ghetto Riga oder im Lager Jungfernhof untergebracht und später ermordet.
Das NS-Regime begann bald nach der Machtübernahme die Aufrüstung der Wehrmacht. 1934 wurde Neumünster erneut Garnisonsstadt. Das Infanterie-Regiment Nr. 46 und ein Teil des Artillerie-Regiments Nr. 66 bezogen die alte Sick- und die neue Hindenburg-Kaserne (die später die 6. Panzergrenadierdivision der Bundeswehr aufnahm) sowie die ebenfalls neu errichtete Scholtz-Kaserne (benannt nach dem Artilleriegeneral Friedrich von Scholtz).
Zwischen 1935 und 1938 wurde im Westen der Stadt der 240 Hektar große Flugplatz Neumünster gebaut. Die Holstenhallen (heute eine moderne Mehrzweckhalle, in der unter anderem die jährliche Baumesse NordBau stattfindet) wurde 1939 als Viehversteigerungshalle gebaut und dann ab August 1939 als Flugzeugmontagehalle genutzt.
Einen ersten Flugzeugangriff der Alliierten gab es in Neumünster 1941.
Bis zum 25. April 1945 folgten sieben weitere Luftangriffe, der schwerste davon am 13. April 1945. Neumünster wurde insgesamt zu 20 bis 30 Prozent zerstört.
Zum Kriegsende wurde Neumünster zur „Offenen Stadt“ erklärt und am 3. Mai 1945 kampflos britischen Truppen übergeben. Einen Tag später kapitulierten alle deutschen Truppen in Nordwestdeutschland, den Niederlanden und Dänemark. Am 8. Mai endete der Zweite Weltkrieg in Europa mit der Bedingungslosen Kapitulation der Wehrmacht.

### Neumünster nach dem Kriegsende

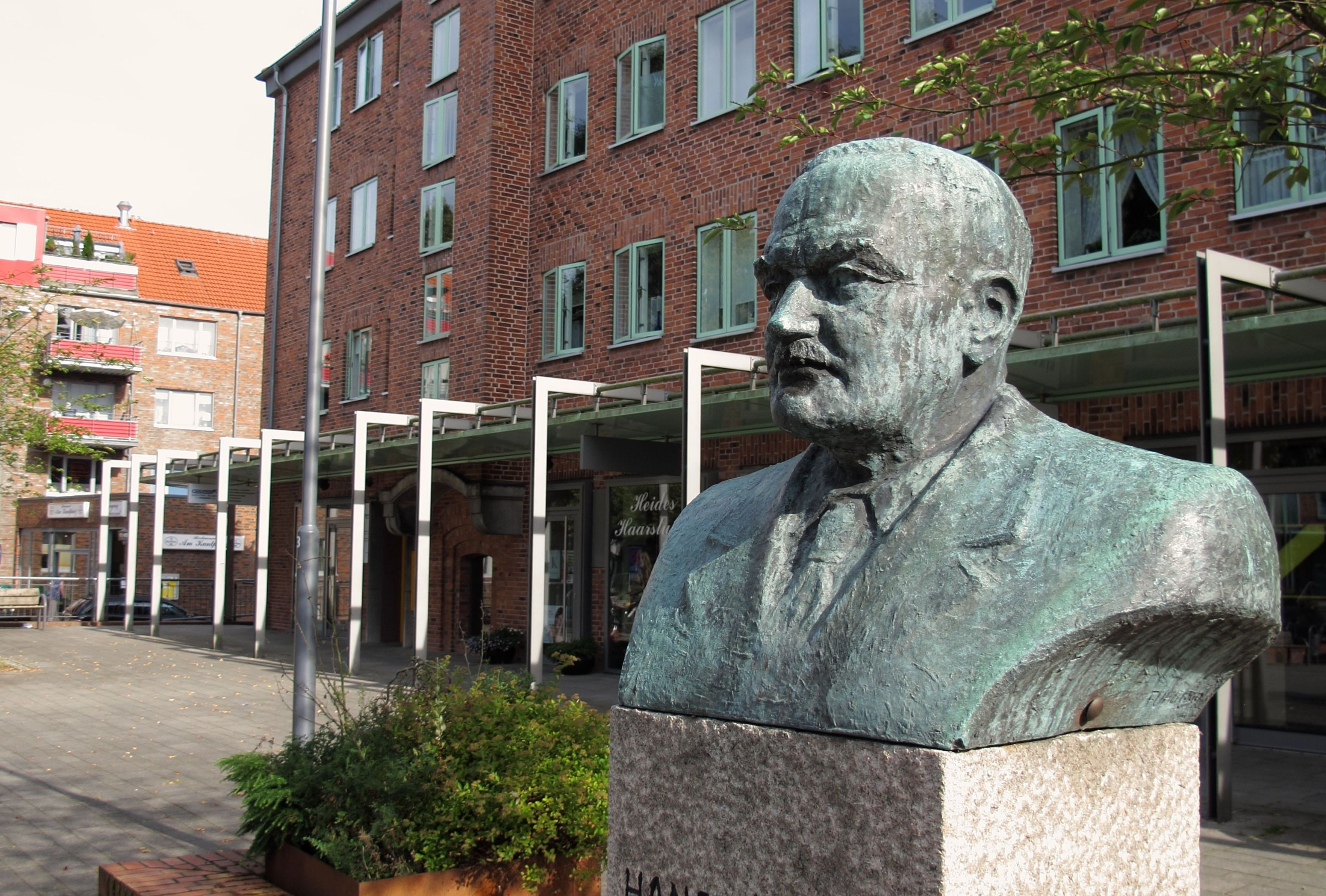
Die Büste Hans Böcklers erinnert an den Namensgeber der Böcklersiedlung

Wie auch das restliche Schleswig-Holstein, gehörte Neumünster mit dem Kriegsende zur britischen Besatzungszone. Da „die Alliierten bei Kriegsende nicht wussten, ob die deutsche Bevölkerung auch total kapitulieren“ würde, errichteten die britischen Besatzer für ihre Zone 1945 in Neumünster-Gadeland in der Lederfabrik Emil Köster KG das Civil Internment Camp No. 1. Interniert wurden dort alle Personen, bei denen man vermutete, dass sie wichtige Funktionäre der NSDAP gewesen waren. Im Herbst 1945 saßen dort 11.000 Menschen ein. Unter ihnen „befand sich ein vergleichsweiser hoher Anteil mutmaßlicher Kriegsverbrecher, nach denen der britische Geheimdienst – meist erfolgreich – suchte“. Von den anderen wurden viele schon bald wieder freigelassen, da den Briten nicht genug Unterlagen über die vielen Belasteten zur Verfügung standen. Das Lager wurde im Herbst 1946 aufgelöst, die restlichen 6.000 Insassen wurden in das Internierungslager Eselheide bei Paderborn verlegt.
Zur gleichen Zeit erlebte Neumünster eine Flüchtlingswelle. Um dem Zustrom Herr zu werden, verfügte auch Neumünster eine Wohnraumbewirtschaftung für noch bewohnbare Unterkünfte und quartierte dort Neuankömmlinge bei den Haushalten ein. 1947 hatte Neumünster 66.945 Einwohner; davon waren 16.375 Vertriebene oder Flüchtlinge, also fast jeder Vierte. Um dem Wohnraummangel nachhaltig zu begegnen, wurde ab 1950 ein Großteil des Militärflugplatzgeländes in eine Neubausiedlung, den neuen Stadtteil Böcklersiedlung, umgewandelt. Diese wurde nach Hans Böckler benannt, dem ersten DGB-Vorsitzenden, der zum Baubeginn persönlich den Grundstein setzte.
Während der Zeit von 1933 bis 1945 waren manche Straßen nach nationalsozialistischen Größen und sogenannten „Märtyrern“ umbenannt worden. Letzteres waren Mitglieder meistens von SA- und SS-Gruppen, die während der Weimarer Republik in der Phase der Erlangung der Macht vor 1933 bei meistens selbst angezettelten gewaltsamen Auseinandersetzungen mit Angehörigen demokratischer Parteien oder Kommunisten ums Leben gekommen waren.
- Martin Martens, SS-Mann aus Wattenbek, der 1931 bei einer Schießerei mit KPD-Leuten und Reichsbannerleuten auf dem Gänsemarkt ums Leben kam.
- Adolf Hitler, „Führer“ des Deutschen Reichs von 1933 bis 1945.
- Dietrich Eckart (1868–1923), Chefredakteur des Völkischen Beobachters und früher Vertrauter Hitlers.
- Wilhelm Gustloff (1895–1936), Landesgruppenleiter der NSDAP-Auslandsorganisation in der Schweiz, 1936 von einem jüdischstämmigen deutschsprachigen jugoslawischen Studenten erschossen, der ein Zeichen gegen die Diskriminierung der Juden in Deutschland setzen wollte.
- Hans Schemm (1891–1935), Kultusminister in Bayern, Gauleiter der bayerischen Ostmark und Leiter des Nationalsozialistischen Lehrerbunds, starb bei einem Flugzeugabsturz.

Durch die britischen Besatzungsmächte wurden in der Zeit von 1945 bis 1947 einige Straßennamen nach den lokal eingesetzten Militärpersonen benannt. Einige dieser Personen konnten identifiziert werden:
- Colonel Combe, Mitglied der Militärregierung in Neumünster.
- Colonel Crompton, Kommandant des Militärgouvernements Neumünster.
- Major Norton, erster britischer Stadtkommandant.
- Pat Wilson, amerikanischer Luftwaffen- und Verwaltungsoffizier.
- Tremsletts kann wohl als eine fiktive Person angesehen werden, denn die Gartenallee hatte zuvor keinen anstößigen Namen. Es stand aber hier ein Verhörzentrum der Briten. In einer Laune gaben die Offiziere dieser Straße den Namen, der als „Allee der Zitternden“ gedeutet werden kann.

| 1937                 | 1940                                          | 1947              | heute            |
| -------------------- | --------------------------------------------- | ----------------- | ---------------- |
| Martin-Martens-Platz | Martin-Martens-Platz                          | Gänsemarkt        | Gänsemarkt       |
| Adolf-Hitler-Platz   | Adolf-Hitler-Platz                            | Burt-Platz        | Jugendspielplatz |
| Kuhberg              | Adolf-Hitler-Straße                           | Campbell-Straße   | Kuhberg          |
| Großflecken          | Adolf-Hitler-Straße [Ost], Großflecken [West] | Crompton-Straße   | Großflecken      |
| Plöner Straße        | Plöner Straße                                 | Combe-Straße      | Plöner Straße    |
| Carlstraße           | Straße der S.A.                               | Norton-Straße     | Carlstraße       |
| Feldstraße           | Dietrich-Eckart-Straße                        | Pat-Wilson-Straße | Feldstraße       |
| Ringstraße           | Wilhelm-Gustloff-Straße                       | Sage-Straße       | Ringstraße       |
| Schulstraße          | Hans-Schemm-Straße                            | Schulstraße       | Schulstraße      |
| 163er Straße         | 163er Straße                                  | Hewitt-Straße     | Wippendorfstraße |
| Gartenallee          | Gartenallee                                   | Tremsletts-Alley  | Gartenallee      |

### Nach Gründung der Bundesrepublik
Im Mai 1962 begannen die Arbeiter der vier großen Neumünsteraner Betriebe der Lederindustrie Streiks für die erstmalige Einführung der 40-Stunden-Woche. Nach dem erfolgreichen Streik setzte sich in der Branche die 40-Stunden-Woche in der Bundesrepublik Deutschland durch. Der industrielle Strukturwandel in der Tuch- und Lederindustrie erreichte Neumünster indes ebenfalls bereits in den 1960er Jahren. Die Lederproduktion geriet in wirtschaftliche Schwierigkeiten und in der allgemeinen Wirtschaftskrise von 1966 stellte die Norddeutsche Lederwerke AG die Produktion ein.
Nach den Eingemeindungen von 1970 erreichte die Einwohnerzahl mit rund 87.000 ihren bisherigen Höchststand. Die Stadtfläche verdoppelte sich auf 71,57 km².
Der wirtschaftliche Strukturwandel nach dem Zweiten Weltkrieg äußerte sich im Niedergang der Leder- und Tuchindustrie, die bis Ende der 1960er Jahre (Leder) bzw. 1992 (Tuch) vollständig aus dem städtischen Wirtschaftsleben verschwanden.
Mit der Räumung der drei im Stadtgebiet befindlichen Kasernen zwischen 1994 und 2003 endete die Geschichte Neumünsters als Garnisonsstadt.

### Eingemeindungen
- 1. April 1938: Brachenfeld, Wittorf, Teile von Gadeland und Tungendorf (Tungendorf Stadt)
- 26. April 1970: Einfeld, Gadeland und Tungendorf (Tungendorf Dorf)

### Einwohnerentwicklung

Einwohnerentwicklung Neumünsters von 1803 bis 2016

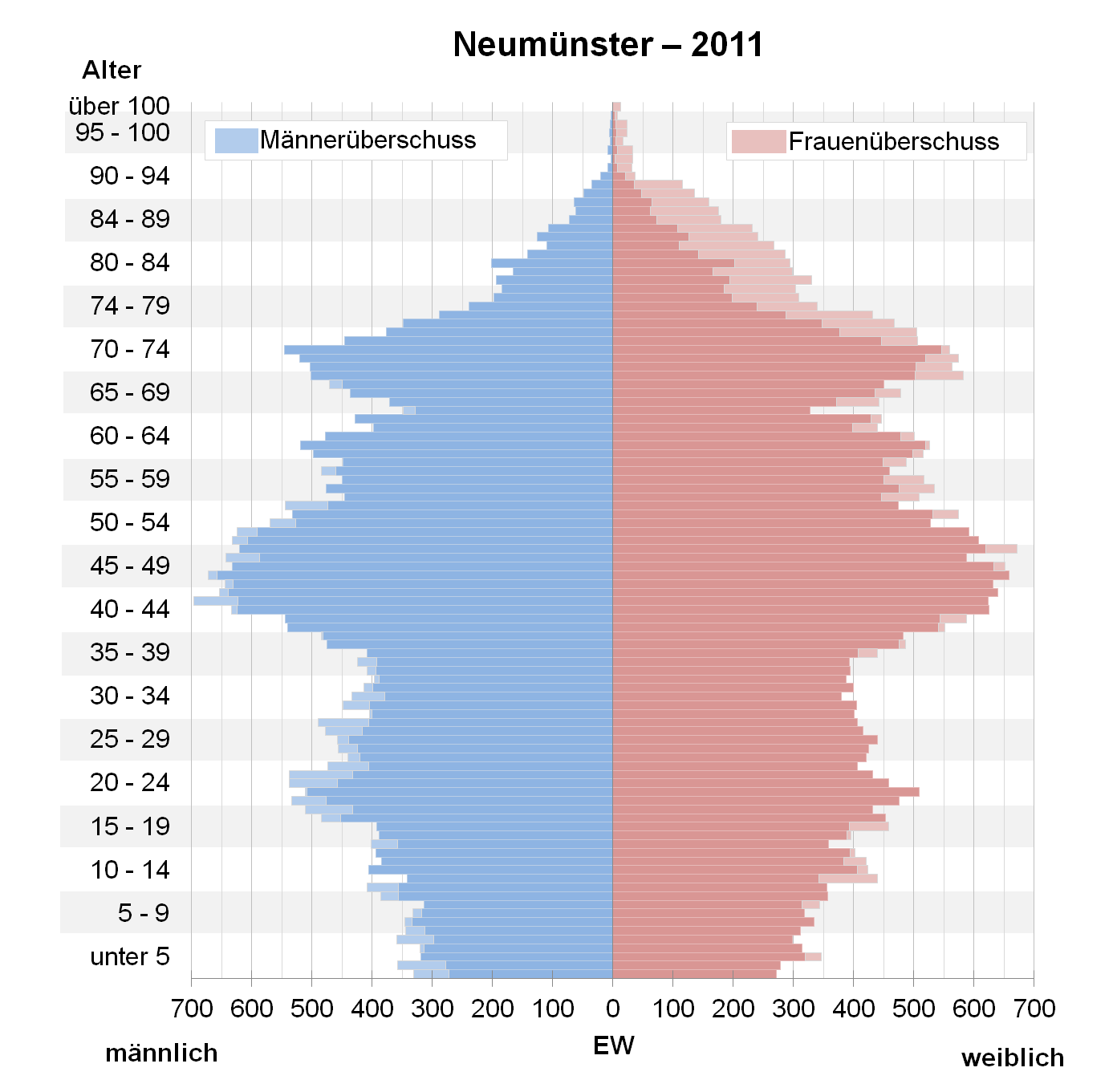
Bevölkerungspyramide für Neumünster (Datenquelle: Zensus 2011)

Bis Anfang des 19. Jahrhunderts hatte Neumünster nur wenige hundert Einwohner. Die Bevölkerung wuchs nur langsam und ging durch die zahlreichen Kriege, Seuchen und Hungersnöte auch immer wieder zurück. Erst mit dem Beginn der Industrialisierung wuchs die Bevölkerung der Stadt sehr schnell. Lebten 1803 erst 2.600 Menschen in der Stadt, so waren es 1900 bereits 27.000. Bis 1939 verdoppelte sich diese Zahl – auch durch die Eingemeindung mehrerer Orte am 1. April 1938 – auf 54.000.
Kurz nach dem Zweiten Weltkrieg führten die vielen Flüchtlinge und Vertriebenen aus den deutschen Ostgebieten innerhalb eines Jahres zu einem Anstieg der Einwohnerzahl um rund 10.000 Personen auf 66.000 im Oktober 1946. Auch danach wuchs die Bevölkerung der Stadt weiter. Im Jahre 1972 erreichte die Bevölkerungszahl auf Grund der 1970 erfolgten Eingliederung von Einfeld, Gadeland und Tungendorf mit 86.745 ihren historischen Höchststand. Am 30. Juni 2005 betrug die „Amtliche Einwohnerzahl“ für Neumünster nach Fortschreibung des Statistischen Amtes für Hamburg und Schleswig-Holstein 78.333 (nur Hauptwohnsitze und nach Abgleich mit den anderen Landesämtern). Die Einwohnerzahl per 31. Dezember 2012 betrug laut Angaben des Statistischen Amtes für Hamburg und Schleswig-Holstein 76.951. Eine aktuelle Übersicht der einzelnen Stadtteile per 2012 ist zurzeit nicht möglich.
Die folgende Übersicht zeigt die Einwohnerzahlen nach dem jeweiligen Gebietsstand. Dabei handelt es sich um Volkszählungsergebnisse (¹) oder amtliche Fortschreibungen des Statistischen Landesamtes. Die Angaben beziehen sich ab 1871 auf die „Ortsanwesende Bevölkerung“, ab 1925 auf die Wohnbevölkerung und seit 1987 auf die „Bevölkerung am Ort der Hauptwohnung“. Vor 1871 wurde die Einwohnerzahl nach uneinheitlichen Erhebungsverfahren ermittelt.
| Jahr               | Einwohner |
| ------------------ | --------- |
| 13. Februar 1803 ¹ | 2.588     |
| 1. Februar 1835 ¹  | 3.732     |
| 1. Dezember 1871 ¹ | 8.628     |
| 1. Dezember 1875 ¹ | 10.100    |
| 1. Dezember 1880 ¹ | 11.600    |
| 1. Dezember 1885 ¹ | 13.659    |
| 1. Dezember 1890 ¹ | 17.539    |
| 2. Dezember 1895 ¹ | 22.489    |
| 1. Dezember 1900 ¹ | 27.335    |
| 1. Dezember 1905 ¹ | 31.439    |
| 1. Dezember 1910 ¹ | 34.555    |

| Jahr                 | Einwohner |
| -------------------- | --------- |
| 1. Dezember 1916 ¹   | 31.658    |
| 5. Dezember 1917 ¹   | 31.034    |
| 8. Oktober 1919 ¹    | 36.173    |
| 16. Juni 1925 ¹      | 39.844    |
| 16. Juni 1933 ¹      | 40.332    |
| 17. Mai 1939 ¹       | 54.094    |
| 31. Dezember 1945    | 57.473    |
| 29. Oktober 1946 ¹   | 66.185    |
| 13. September 1950 ¹ | 73.481    |
| 25. September 1956 ¹ | 72.134    |
| 6. Juni 1961 ¹       | 75.045    |

| Jahr              | Einwohner |
| ----------------- | --------- |
| 31. Dezember 1965 | 74.542    |
| 27. Mai 1970 ¹    | 86.013    |
| 31. Dezember 1975 | 84.777    |
| 31. Dezember 1980 | 80.145    |
| 31. Dezember 1985 | 78.280    |
| 25. Mai 1987 ¹    | 79.771    |
| 31. Dezember 1990 | 80.743    |
| 31. Dezember 1995 | 82.028    |
| 31. Dezember 2000 | 79.831    |
| 30. Juni 2005     | 78.333    |
| 31. Dezember 2010 | 76.830    |

| Jahr              | Einwohner |
| ----------------- | --------- |
| 1. Februar 2011 ¹ | 78.786    |
| 31. Dezember 2011 | 76.939    |
| 31. Dezember 2012 | 76.951    |
| 31. Dezember 2013 | 77.058    |
| 31. Dezember 2014 | 77.588    |
| 31. Dezember 2015 | 79.197    |
| 31. Dezember 2016 | 79.680    |
| 31. Dezember 2017 | 79.335    |

## Religion

### Konfessionsstatistik
Laut Zensus 2011 waren 49,7 % der Einwohner evangelisch und 6,5 % römisch-katholisch. 43,9 % gehörten anderen Konfessionen oder Religionsgemeinschaften an oder waren konfessionslos. Der Anteil der Protestanten und Katholiken an der Gesamtbevölkerung ist in den folgenden elf Jahren um rund 12 % gesunken. Gemäß dem Zensus 2022 waren (Stand Mai 2022) 38,4 % der Einwohner evangelisch, 5,7 % katholisch und 55,9 % waren konfessionslos, gehörten einer anderen Glaubensgemeinschaft an oder machten keine Angabe.

### Christentum

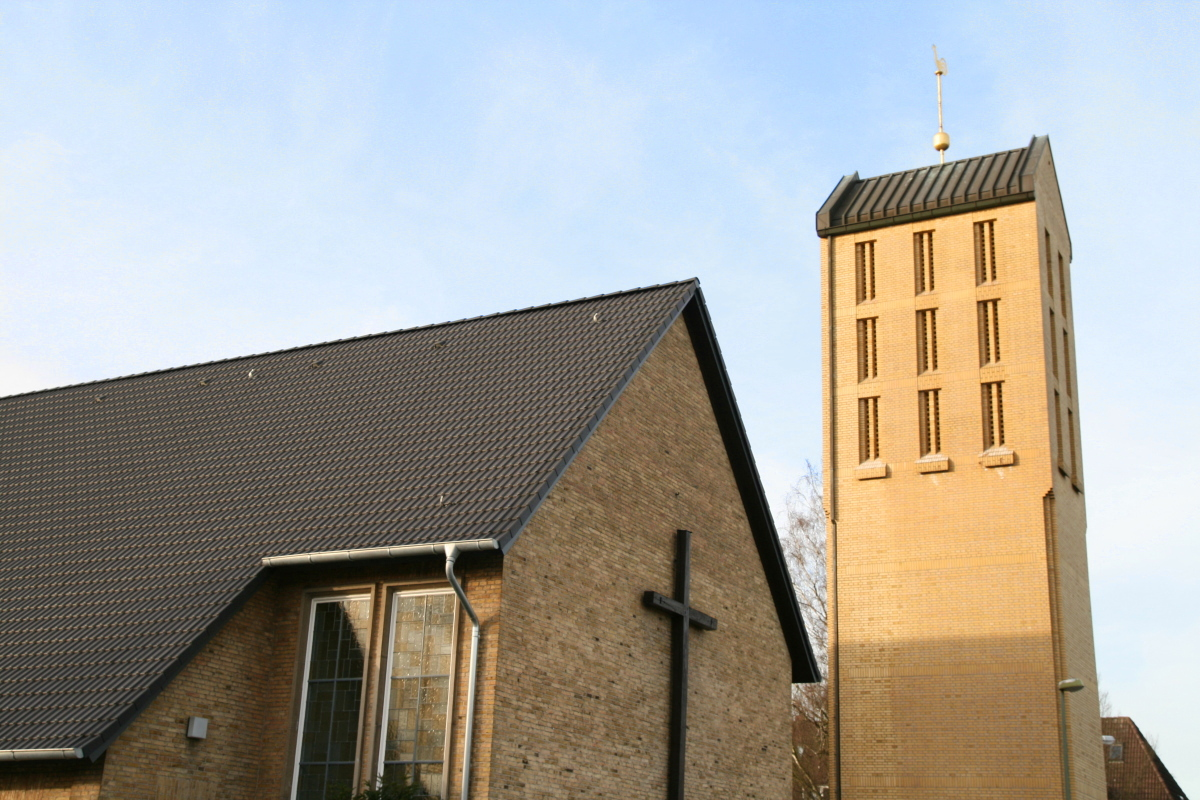
Wichernkirche

Zur Evangelisch-Lutherischen Kirche in Norddeutschland gehören in Neumünster die Andreaskirche im Norden von Tungendorf, die Anscharkirche, die Bugenhagenkirche in der Böcklersiedlung, die Christuskirche in Einfeld, die Dietrich-Bonhoeffer-Kirche, die Erlöserkirche in Gadeland, die Johanneskirche in Wittorf, die Lutherkirche im Süden von Tungendorf, die Versöhnungskirche im Stadtteil Gartenstadt, die Vicelinkirche und die Wichernkirche in Faldera.
Neumünster ist Sitz eines gleichnamigen römisch-katholischen Dekanates und gehört zum Erzbistum Hamburg. Ferner ist Neumünster Sitz der Pfarrei St. Maria–St. Vicelin, die zum Pastoralen Raum Bad Bramstedt – Bad Segeberg – Neumünster gehört. Zu ihr gehören in Neumünster die 1893 erbaute St.-Maria-St.-Vicelin-Kirche sowie die katholischen Kirchen in Bordesholm, Flintbek und Nortorf. Die drei Filialkirchen in Neumünster, St. Josef in Einfeld, St. Bartholomäus in Faldera und Heilig Kreuz in Tungendorf, wurden profaniert. Die St.-Bartholomäus-Kirche ist zu einer Kindertagesstätte umgebaut worden. In der Jonakapelle des Friedrich-Ebert-Krankenhauses finden ökumenische Gottesdienste statt.
Weitere in Neumünster vertretene Religionsgemeinschaften sind die Baptisten mit der Kreuzkirche, die Neuapostolische Kirche, die Pfingstbewegung mit dem Christus-Centrum Neumünster, die Siebenten-Tags-Adventisten, die Kirche Jesu Christi der Heiligen der Letzten Tage (Mormonen) mit Pfahlzentrum, die Zeugen Jehovas.
In der Jugendarbeit für Neumünster und die umliegenden Gemeinden engagiert sich seit 1928 der Verband Christlicher Pfadfinderinnen und Pfadfinder, VCP Neumünster, Stamm Wikinger.

### Islam
Anfang der 1990er-Jahre gründeten rund ein Dutzend Aleviten die Alevitischen Gemeinde Neumünster. Nach Hamburg war es die zweite Alevitische Gemeinde in Norddeutschland. Die Gemeinde mit Vereinsräumen in der Wasbeker Straße hat heute rund 150 Mitglieder (Stand 2016). DITIB – Türkisch Islamische Gemeinde zu Neumünster e. V. wiederum ist ein Moscheeverein der Türkisch-Islamischen Union der Anstalt für Religion (DITIB). Die Gemeinde (Neumünster Ulu Camii) ist in der Kieler Straße ansässig.
Die rund 270 Mitglieder der Islamischen Gemeinde Neumünster trafen sich bis 2016 in der ältesten der drei großen Neumünsteraner Moscheen, in der Friedrichsstraße. Die Gemeinde beherbergt seit dem Auszug eine neue Fatih-Moschee in der ehemaligen Druckerei Liekfeldt an der Mittelstraße im Bahnhofsviertel. Des Weiteren unterhält der Bildungs- und Kulturverein in Neumünster e.V eine Moschee (Merkezefendi Moschee) in der Christianstraße.

## Politik

### Ratsversammlung
Die Ratsversammlung ist die kommunale Volksvertretung der Stadt Neumünster. Über die Zusammensetzung entscheiden die Bürger alle fünf Jahre. Die letzte Wahl fand am 14. Mai 2023 statt.
- Linke: 1
- OFFENE LISTE: 1
- SPD: 14
- Grüne: 7
- BfB: 2
- BÜRGER NMS: 3
- FDP: 4
- CDU: 17
- AfD: 3
- Basis: 1
- Die Heimat: 3

| Partei / Liste                                 | Prozent 2008 | Mandate 2008 | Prozent 2013 | Mandate 2013 | Prozent 2018 | Mandate 2018 | Prozent 2023 | Mandate 2023 |
| ---------------------------------------------- | ------------ | ------------ | ------------ | ------------ | ------------ | ------------ | ------------ | ------------ |
| CDU                                            | 34,3 %       | 15           | 36,5 %       | 16           | 34,0 %       | 15           | 29,3 %       | 17           |
| SPD                                            | 33,9 %       | 15           | 34,0 %       | 14           | 27,4 %       | 12           | 25,1 %       | 14           |
| GRÜNE                                          | 8,9 %        | 4            | 12,5 %       | 5            | 16,4 %       | 7            | 12,7 %       | 7            |
| FDP                                            | 9,6 %        | 4            | 4,2 %        | 2            | 5,9 %        | 2            | 7,5 %        | 4            |
| Heimat Neumünster (bis 2018: NPD)              | –            | –            | 1,6 %        | 1            | 3,9 %        | 2            | 5,6 %        | 3            |
| Bürger für Neumünster (Bürger NMS)             | –            | –            | –            | –            | –            | –            | 5,0 %        | 3            |
| AFD                                            | –            | –            | –            | –            | –            | –            | 4,7 %        | 3            |
| Bündnis für Bürger in Schleswig-Holstein (BfB) | –            | –            | 6,1 %        | 3            | 5,7 %        | 2            | 3,7 %        | 2            |
| Die Linke                                      | 13,2 %       | 5            | 3,0 %        | 1            | 4,3 %        | 2            | 2,5 %        | 1            |
| Offene Liste Neumünster                        | –            | –            | –            | –            | –            | –            | 2,3 %        | 1            |
| BASIS                                          | –            | –            | –            | –            | –            | –            | 1,4 %        | 1            |
| Einzelbewerber Memet Celik                     | –            | –            | –            | –            | –            | –            | 0,2 %        | –            |
| LKR                                            | –            | –            | –            | –            | 2,0 %        | 1            | –            | –            |
| PIRATEN                                        | –            | –            | 2,1 %        | 1            | 0,5 %        | –            | –            | –            |
| Gesamt                                         | 100 %        | 43           | 100 %        | 43           | 100 %        | 43           | 100 %        | 56           |
| Wahlbeteiligung                                | 41,9 %       | 41,9 %       | 39,8 %       | 39,8 %       | 35,1 %       | 35,1 %       | 40,0 %       | 40,0 %       |

### Bürgermeister

#### Die Bürgermeister und Oberbürgermeister
1870 wurden Neumünster die Stadtrechte verliehen. Der erste Bürgermeister war 1870 Eduard Schlichting, gefolgt von Max Röer. Ihm wurde im Jahre 1904 der Titel Oberbürgermeister und am 27. Juni 1913 die goldene Amtskette überreicht. Zusätzlich zum Oberbürgermeister wurden bis 1997 ein Bürgermeister gewählt, welcher Stellvertreter des Oberbürgermeisters war. Die Oberbürgermeister seit 1870:
- 1870–1894: Eduard Schlichting
- 1894–1919: Max Röer
- 1919–1933: Detlef Schmidt
- 1933–1945: Max Stahmer (NSDAP)
- 1945: Bruno Köster
- 1945–1946: Gustav Bärwald (Oberstadtdirektor)
- 1946–1948: Ludolf Behnke (CDU)
- 1948–1950: Hugo Voß (SPD)
- 1950–1970: Walther Lehmkuhl (SPD)
- 1970–1988: Uwe Harder (SPD)
- 1988–1991: Franz-Josef Pröpper (SPD)
- 1991–2009: Hartmut Unterlehberg (SPD)
- 2009–2021: Olaf Tauras (CDU)
- seit 1. September 2021: Tobias Bergmann (SPD)

Die Bürgermeister waren:
- 1948–nach 1977: Kapitän zur See a. D. Max Kupfer (CDU)
- 1964–1968: Helmut Aufderheide (* 20. August 1919 in Berwicke, Vater von Enno Aufderheide)[55]
- 1969/1970: Herbert Gerisch (CDU)
- 1974–1986: Eberhard Sawade (CDU)
- 1986–1990: Kajo Schommer (CDU)

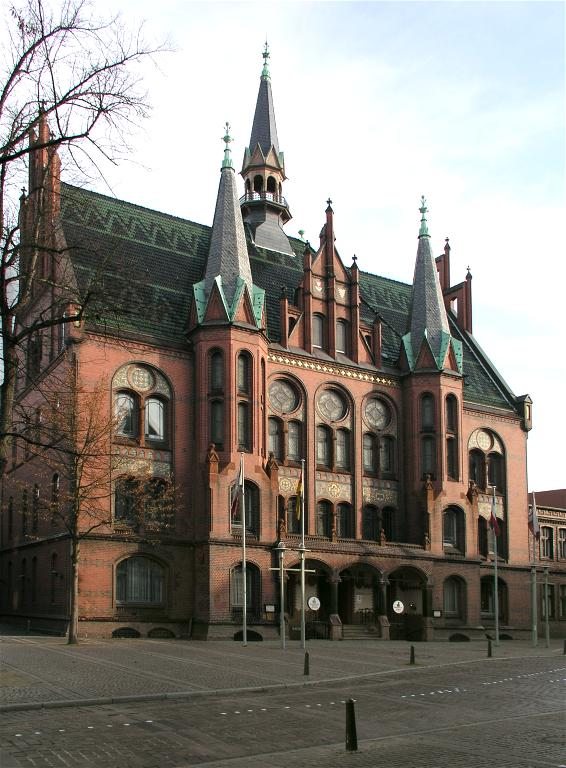
Im alten Rathaus von Neumünster tagt die Ratsversammlung

Der letzte Bürgermeister (als Vertreter des Oberbürgermeisters) war von 1991 bis 1997 Thomas Michaelis (CDU), der von April 1991 bis August 1991 zugleich interimsweise die Aufgaben des Oberbürgermeisters wahrnahm.

#### Die Stadtpräsidenten
Seit dem 4. Mai 1950 gibt es in Neumünster einen Stadtpräsidenten. Er wird von der stärksten Fraktion in der Ratsversammlung vorgeschlagen, führt den Vorsitz in der Ratsversammlung und ist deren Repräsentant. Die Stadtpräsidenten seit 1950:
- 12. Mai 1950 bis 11. Juli 1952: Paul Lohmann (SPD)
- 11. Juli 1952 bis 25. Mai 1955: Max Johannsen (SPD)
- 25. Mai 1955 bis 24. Mai 1956: Karl Rahe (CDU)
- 24. Mai 1956 bis 24. Mai 1957: Max Johannsen (SPD)
- 24. Mai 1957 bis 5. November 1957: Karl Rahe (CDU)
- 5. November 1957 bis 18. Februar 1969: Max Johannsen (SPD)
- 18. Februar 1969 bis 23. April 1974: Walter Jansen (SPD)
- 23. April 1974 bis 14. April 1978: Alexandrine von dem Hagen (CDU)
- 14. April 1978 bis 1. April 1982: Herbert Winkler (SPD)
- 1. April 1982 bis 22. April 1986: Christian-Friedrich Peter (CDU)
- 22. April 1986 bis 10. Mai 2002: Helmut Loose (SPD)
- 10. Mai 2002 bis 15. April 2003: Helga Hein (SPD)
- 15. April 2003 bis 17. Juni 2008: Hatto Klamt (CDU)
- 17. Juni 2008 bis 12. Februar 2015: Friedrich-Wilhelm Strohdiek (CDU)
  - Friedrich-Wilhelm Strohdiek ist der erste Stadtpräsident von Neumünster der während seiner Amtszeit verstorben ist.
- seit 31. März 2015: Anna-Katharina Schättiger (CDU)

### Flagge
Blasonierung: „Die Stadtflagge zeigt die Farben weiß-rot mit dem Stadtwappen.“
Die Stadtflagge Neumünsters ist nicht in der Kommunalen Wappenrolle Schleswig-Holstein eingetragen.

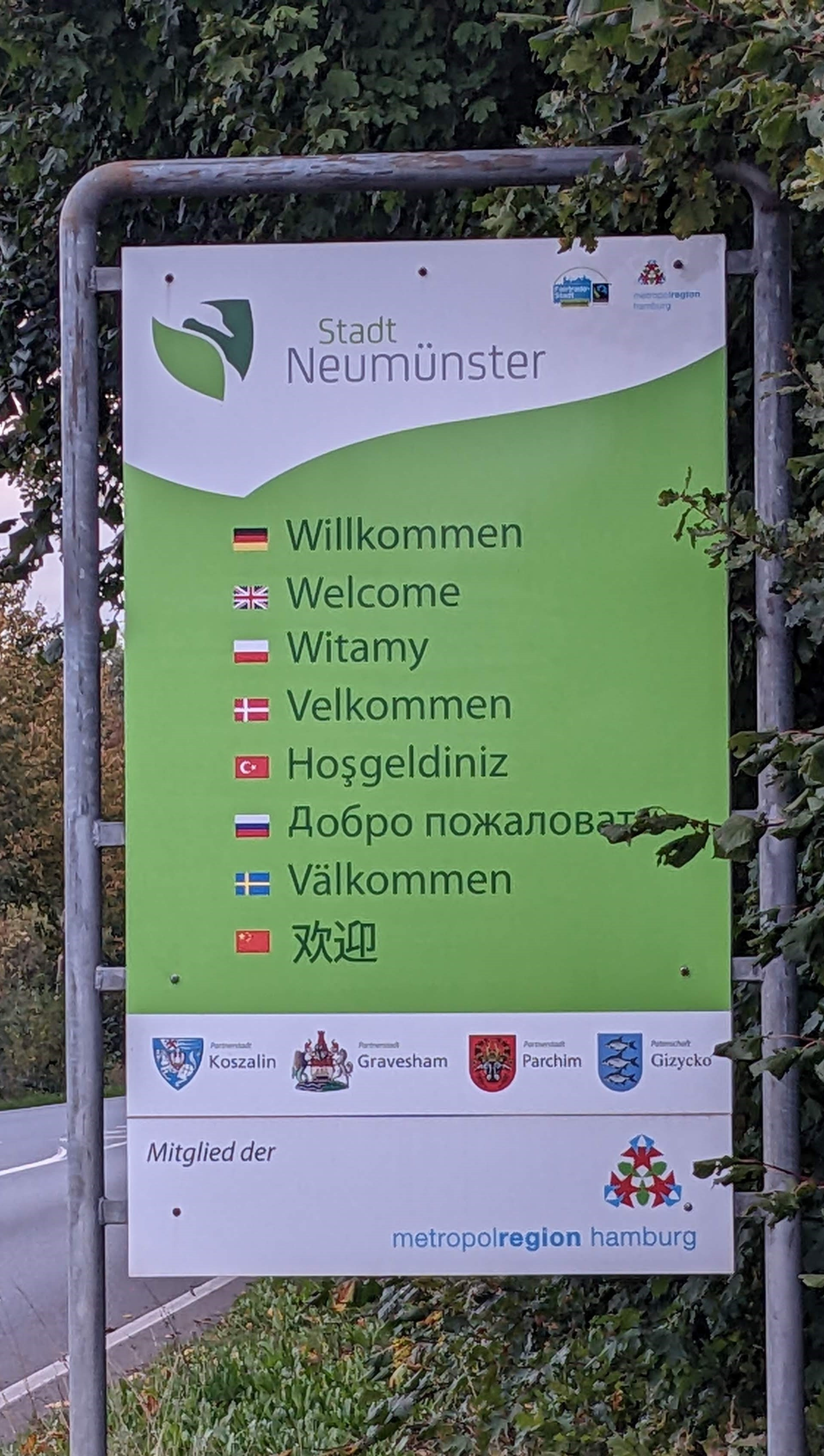
Ortseingangsschild mit Hinweis auf Städtepartnerschaften und die Mitgliedschaft zur Metropolregion Hamburg

### Wappen
Blasonierung: „In Rot eine silberne Fabrikanlage mit fünf Schloten, darunter ein silberner Schwan mit goldener Halskrone; über ihm schwebend ein silbernes Nesselblatt.“

### Verwaltungsgemeinschaften
Neumünster führt im Rahmen einer Verwaltungsgemeinschaft seit dem 15. Juni 2008 die Verwaltungsgeschäfte von Wasbek und seit dem 5. August 2009 auch die von Bönebüttel. Die Verwaltungsgemeinschaft mit Bönebüttel wurde von der Gemeinde Bönebüttel zum 31. Dezember 2025 gekündigt. Zum 1. Januar 2026 wird Bönebüttel wieder dem Amt Bokhorst-Wankendorf beitreten.

### Patenkreis
Patenkreis der kreisfreien Stadt Neumünster ist:
- Kreisgemeinschaft Lötzen (Polen, heute Giżycko, früher Ostpreußen) seit 1954[60]

### Städtepartnerschaften
Partnerstädte Neumünsters sind:
- Gravesham (Vereinigtes Königreich) seit 1980
- Koszalin (Köslin, Polen) seit 1990
- Parchim (Deutschland, Mecklenburg-Vorpommern) seit 1990
- Giżycko (Lötzen, Polen) seit 2000

## Kultur und Sehenswürdigkeiten

### Museen und Künstlerhaus
Das Museum Tuch + Technik wurde im Oktober 2007 mit neuer Ausstellung in einem neuen Gebäude eröffnet. Es zeigt die Geschichte der Textilindustrie in Neumünster im Kontext der Stadtgeschichte. Das Museum berichtet von der Entwicklung der Tuchherstellung und nimmt dazu originale Großmaschinen zur Darstellung, die noch heute funktionieren. 1914 war die Gründung des Städtischen Museums, das im Laufe der Jahre viele unterschiedliche Exponate enthielt. International bekannt wurde es durch Karl Schlabow und Klaus Tidow, die auf dem Gebiet der Textilarchäologie forschten. Seit 2010 wird das Museum für Tuch und Technik von Astrid Frevert geleitet.
Im Stadtteil Brachenfeld befindet sich die Villa Wachholtz mit einem Museum mit wechselnden Kunstausstellungen und dem Gerisch-Skulpturenpark. Der Skulpturenpark der Herbert Gerisch Stiftung liegt direkt an der Schwale und beherbergt eine große Parkanlage mit zeitgenössischen Kunstwerken. Dort werden regelmäßig kulturelle Veranstaltungen und Ausstellungen angeboten. Angelegt ist der Skulpturenpark im Stil eines englischen Landschaftsgartens und beinhaltet mehr als 20 Skulpturen.
Seit 1987 erhalten junge, internationale Keramikkünstler im Künstlerhaus Stadttöpferei Neumünster Wohn- und Arbeitsstipendien. Dort finden regelmäßige Ausstellungen statt. Für die zehn Stipendienplätze des Artist-in-Residence-Programms bewerben sich jedes Jahr Künstler aus der ganzen Welt. Das Atelier der wechselnden Gastkünstler steht für Besucher offen.
Seit 2019 renoviert und restauriert die Interessengemeinschaft Kulturlokschuppen Neumünster das Gelände des ehemaligen Bahnbetriebswerks rund um den Lokschuppen und bietet dort auch Führungen an. Die Pläne des Vereins sehen vor, bis voraussichtlich 2026 das Gebäude um 10 weitere Strahlengleise zu vergrößern sowie einen Wasserturm nach historischem Vorbild inklusive Skywalk zu errichten. Die Räume sollen multifunktional sowohl als Eisenbahnmuseum als auch als Veranstaltungsfläche genutzt werden. Zuvor befand sich auf dem Gelände das Eisenbahnmuseum Neumünster als Außenstelle des DB-Museums. Nach langen Auseinandersetzungen zwischen dem Trägerverein und der Deutschen Bahn (DB), in der die Stadt erfolglos zu vermitteln versuchte, wurde es nach dem Abzug des der DB gehörenden Fahrzeugmaterials faktisch aufgelöst.

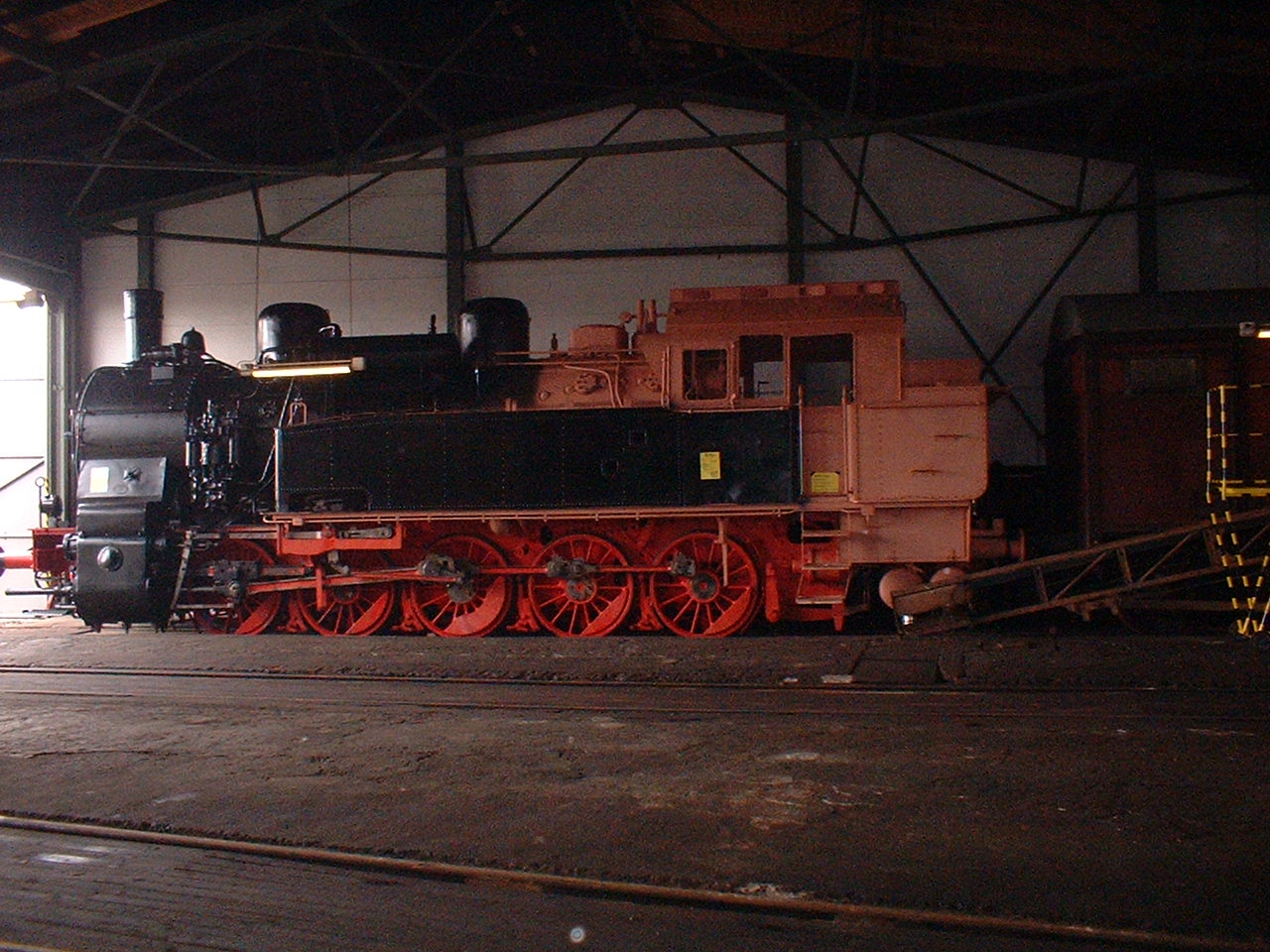
Eisenbahnmuseum – Im Lokschuppen
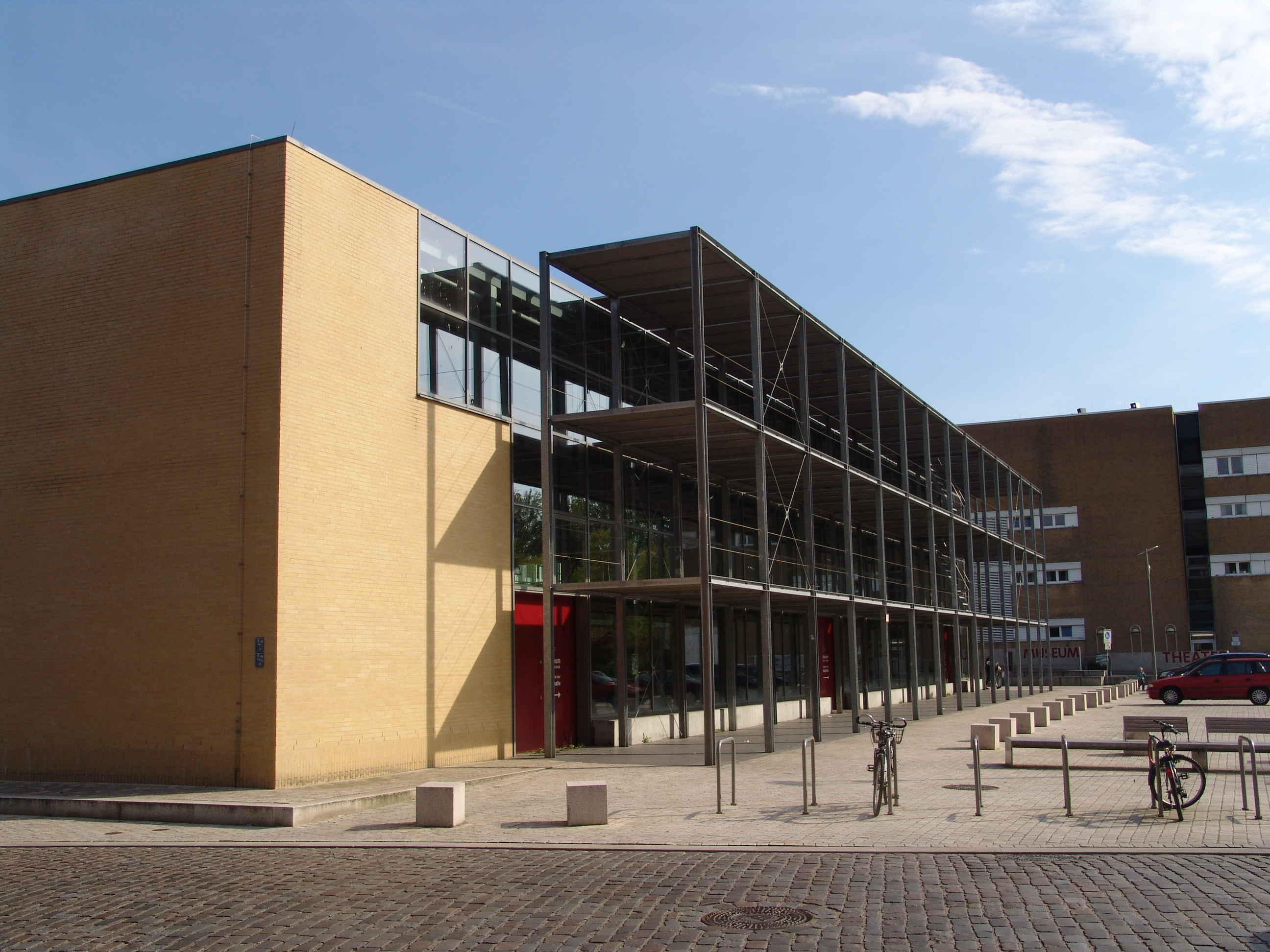
Museum Tuch + Technik
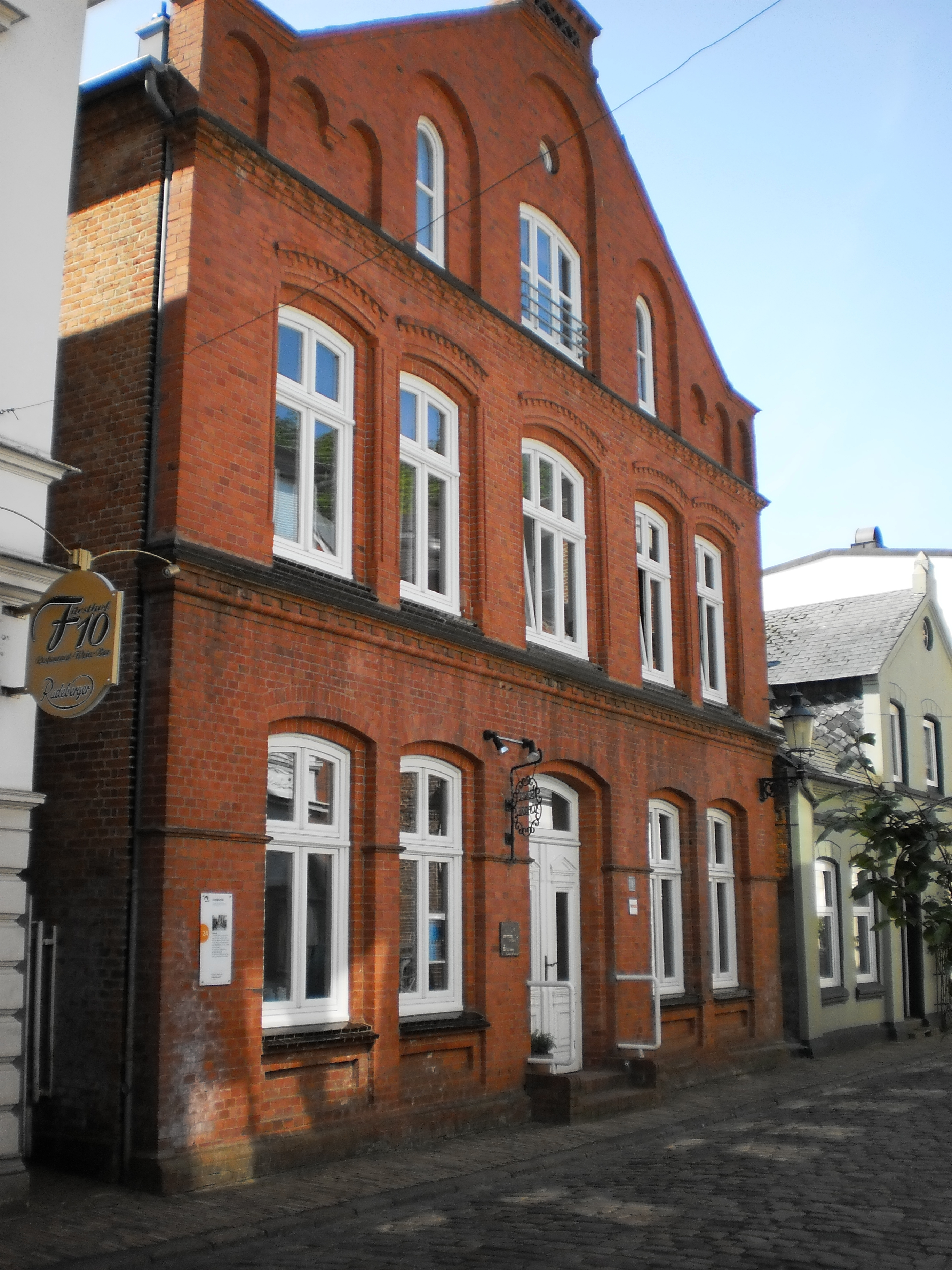
Stadttöpferei im Fürsthof
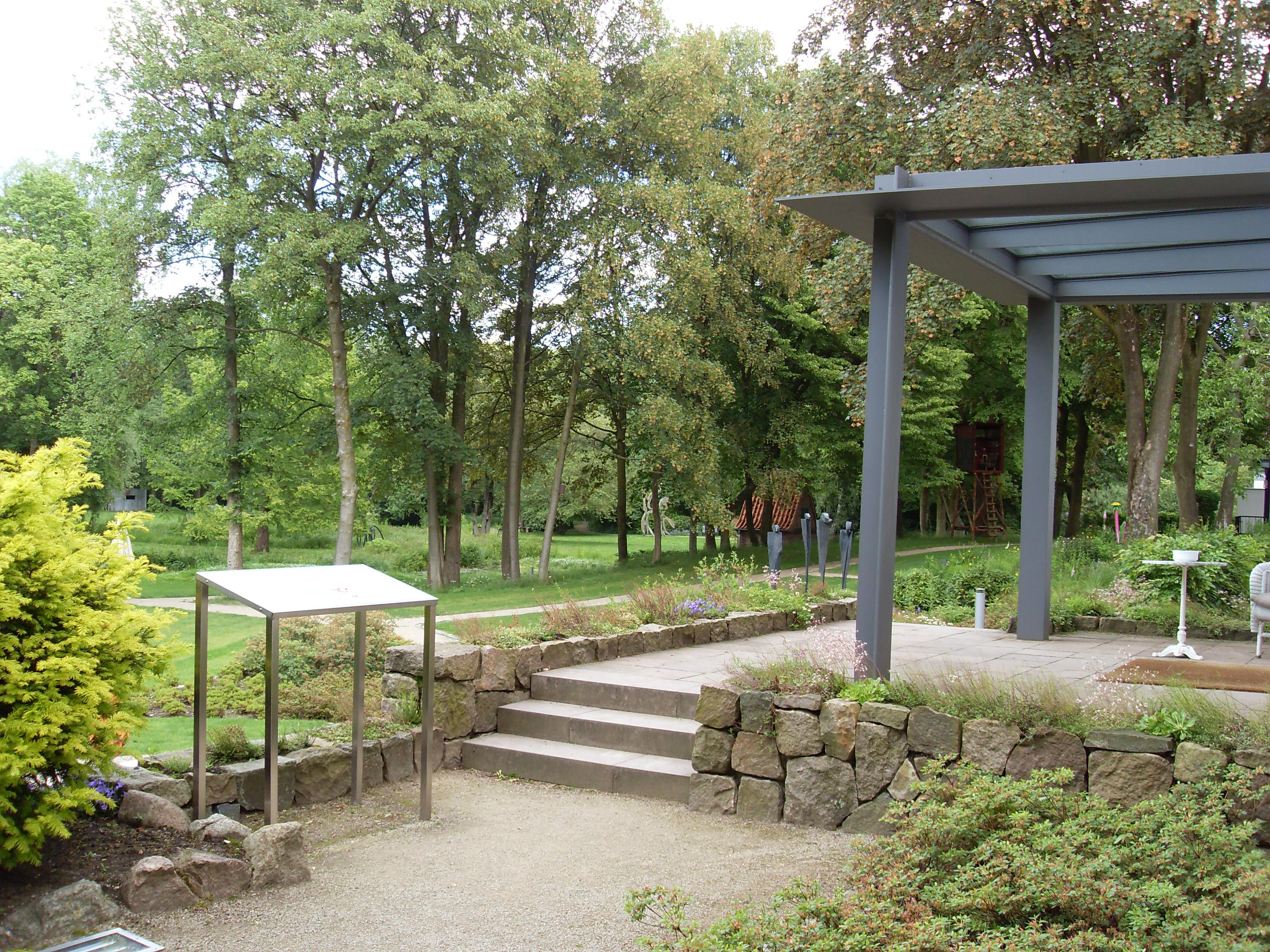
Gerisch-Skulpturenpark am Schwale-Ufer

### Theater und Musik

Die Werkhalle ist eine Spielstätte des Kunstfleckens

Das Theater in der Stadthalle bietet 570 Besuchern Platz. Das Programm umfasst neben Schauspiel, Musiktheater, Konzerten und Ballett Kabarettveranstaltungen und Kinovorführungen. Es ist Spielstätte des Schleswig-Holsteinischen Landestheaters. Schulklassen erhalten kostenfrei Führungen hinter die Kulissen, und im Rahmen der Schulkooperation „Theaterstürmer“ können Schüler aus Neumünster das Theater zu einem vergünstigten Preis besuchen. Außerdem veranstaltet das Kulturbüro Neumünster im Theater in der Stadthalle Workshops für Jugendliche und jährlich ein großes Schultheaterfestival. Bekannt geworden sind die 1923 gegründete Niederdeutsche Bühne Neumünster (NBN) und das statt-theater neumünster, gegründet 1961, in dem 25 Kinder, Jugendliche und Erwachsenen ihre Stücke selbst schreiben und aufführen.
Der Mädchen-Musikzug Neumünster ist das bisher einzige deutsche Mädchen-Blasorchester mit internationalen Auftritten.
Der gemeinnützige Kulturverein Dada e. V. am Waschpohl (KDW) bietet ein gemischtes Programm aus Konzerten, Kinovorstellungen und Lesungen. Das Gebäude bietet Platz für bis zu 100 Zuschauer.
Des Weiteren treten in der Stadthalle Künstler und Gruppen aus Neumünster und anderen Orten auf.

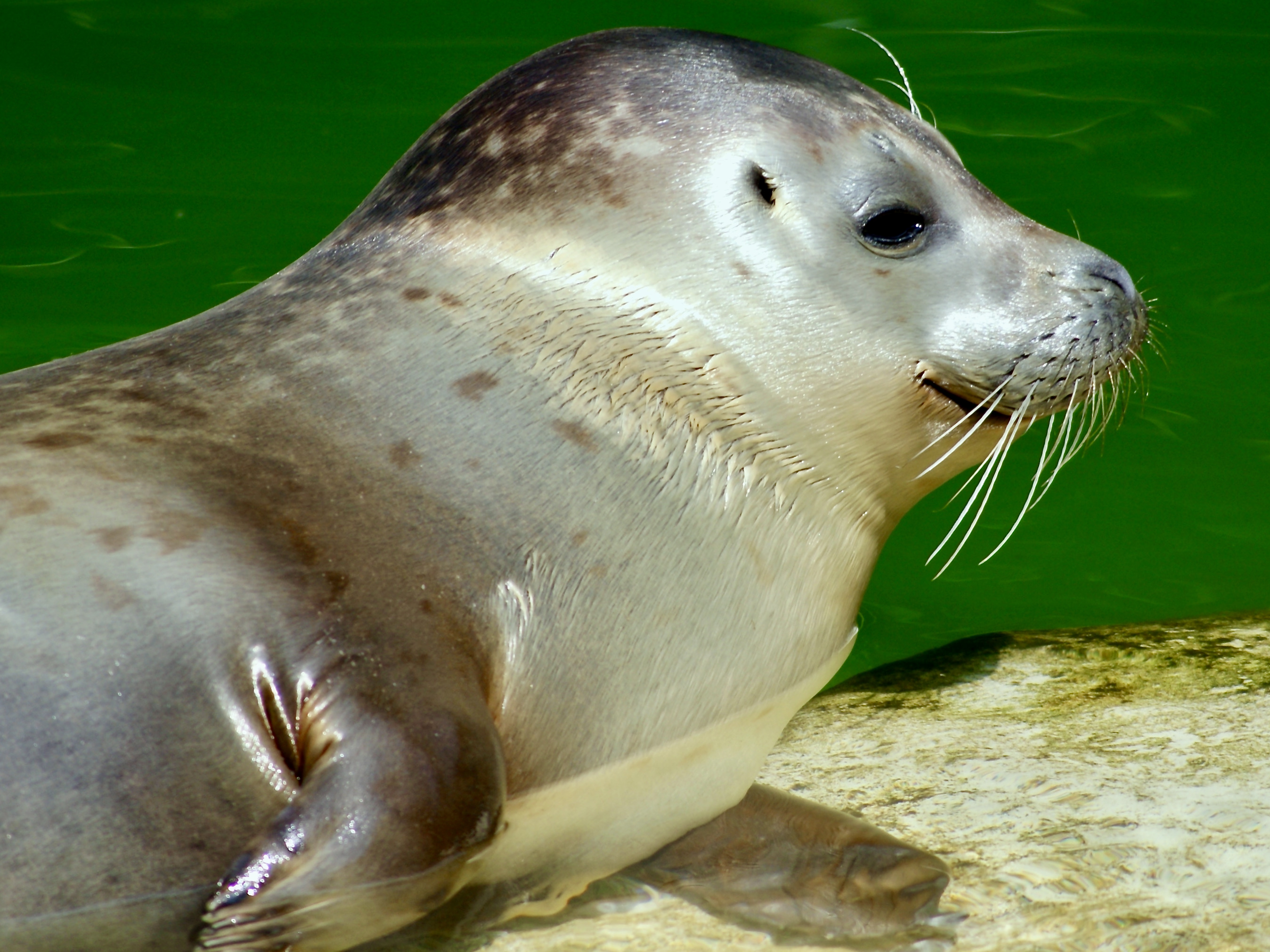
Ein Seehund im Tierpark Neumünster

### Tierpark
Im Stadtwald Neumünster befindet sich der Tierpark Neumünster. Er wurde 1951 als Heimattiergarten Neumünster gegründet und erarbeitete sich anfangs durch eine konsequente Beschränkung auf Tierarten, die in Mitteleuropa heimisch sind oder waren, ein eigenständiges Profil. Der 24 Hektar große Park in Neumünster beherbergt ca. 700 Tiere, dazu gehören auch Eisbären und Pinguine. Besucher freuen sich zudem über das weitläufige Gelände und die Spaziermöglichkeiten. Der Zoo steht heute unter der Leitung von Verena Kaspari und gibt sich das Leitbild „Bildung durch Emotion“.

### Bauwerke

#### Kirchen
- Vicelinkirche von 1834 (Architekt Christian Frederik Hansen, siehe auch Marienkirche (Husum)), evangelisch, klassizistisch. Das protestantische Gotteshaus wurde von 1829 bis 1834 gebaut und gilt als Wahrzeichen Neumünsters. Die Vicelinkirche gilt auch bis heute als bedeutendster klassizistischer Kirchenbau in Schleswig-Holstein und liegt direkt an der Schwale. Entworfen wurde die Kirche von Christian Frederik Hansen und er wählte bewusst gelbe Backsteine, damit sich die Kirche von den damals noch roten Gebäuden abhob. Der Name stammt vom Mönch Vicelin, der 1127 in Neumünster lebte.
- Anscharkirche von 1912, evangelisch, mit Jugendstilornamenten
- St.-Maria-St.-Vicelin-Kirche, erbaut 1893, katholisch, mit bemalter Holzkassettendecke im Jugendstil. Am Haupteingang befindet sich eine Gedenkplatte an Eduard Müller.

#### Weiteres
- Rathaus von 1900, neugotisch. Im Stadtzentrum von Neumünster liegt das alte Verwaltungsgebäude des Rathauses, das seit 1983 unter Denkmalschutz steht. Das neugotische Gebäude wurde 1898 bis 1900 von Magnus Schlichting gebaut. Die zwei Erkertürme am Eingang ziehen besondere Aufmerksamkeit auf sich und auch die Mosaike sind typisch für das Rathaus, da sie Symbole des Handels und der Industrie enthalten.
- Villa Köster, denkmalgeschütztes Wohnhaus am Rencks Park
- Das Caspar-von-Saldern-Haus ist das älteste Baudenkmal in Neumünster; hier finden kulturelle Veranstaltungen und Ausstellungen statt.
- Die Papierfabrik und die Alte Holsten-Brauerei sind heute Dienstleistungs- und Kulturzentren.
- Wasserturm von 1900. Der höchste Wasserturm Schleswig-Holsteins wurde von 1899 bis 1900 auf dem Wasserwerksgelände in Neumünster erbaut und ist 48 Meter hoch. Im Jahr 1900 versorgte er das erste Mal die Stadt mit Wasser. Er sorgt hauptsächlich für den Druckausgleich im Netz und als Wasserreservoir. Deshalb ist der Wasserturm auch noch heute an das 242 km lange Wasserleitungssystem der Wasserwerke angeschlossen.
- Das Kösterhaus gegenüber dem Rathaus wurde 1894 erbaut und steht unter Denkmalschutz. Von 2009 bis 2011 ließ die VR-Bank das Gebäude umbauen und renovieren. Die Backsteinfassade blieb erhalten. Die Kosten des Umbaues wurden 10,7 Millionen Euro angegeben. Die offizielle Einweihung nach dem Umbau fand am 3. Mai 2012 statt.
- Haus Westphalen ist ein denkmalgeschütztes Fachwerkhaus aus dem 18. Jahrhundert, aufgestockt 1814 und 2004 renoviert.[70]
- Das Hinselmannhaus wurde 1788 erstmals erwähnt und 1896 von dem Brauereibesitzer Detlev Hinselmann erweitert. Im Jahr 1901 erfolgte eine Umgestaltung durch den Architekten Hans Roß im Jugendstil an der Fassade und im Innenbereich. Im Zuge eines Neubaus der Volks- und Raiffeisenbank wurde das Haus komplett abgetragen und an anderer Stelle wieder original aufgebaut.[70]
- Das Café Oldehus wurde 1781 nach dem Großbrand am Großflecken aus den Trümmern der verbrannten Häuser errichtet. Um 1900 zog eine Bäckerei in das Gebäude, das sich seitdem in Familienbesitz befindet.[70]
- Die vhs-Sternwarte Neumünster ist eine Institution der Volkshochschule Neumünster und besteht seit 1971. Sie befindet sich auf dem Verwaltungsgebäude der DRK-Fachklinik Hahnknüll.[71]
- Holstenhallen. Das Veranstaltungs- und Messezentrum ist einer der bekanntesten Veranstaltungsorte im Norden Deutschlands und gleichzeitig das größte Messezentrum Schleswig-Holsteins. Vor der Gründung im Jahr 1996 wurde das moderne Gebäude mehrmals umfunktioniert, bis es in die Liste der Kulturdenkmäler in Neumünster eingetragen wurde. Die bekannteste Halle 1 wird als Holstenhalle bezeichnet und ist der Kern des Messegeländes. Die Holstenhallen veranstalten viele Events, wie klassische Konzerte, Popkonzerte und Sportevents. Besonders wichtig sind für die „Pferdestadt“ die Pferdeturniere wie beispielsweise das CSI Neumünster.
- Der Verein für Kunst im öffentlichen Raum – Polychrom beschäftigt sich mit Fassadenmalerei. Es wurden bereits mehrere Projekte im Vicelinviertel umgesetzt.[72]
- Der Fernmeldeturm Neumünster ist das höchste Bauwerk der Stadt.

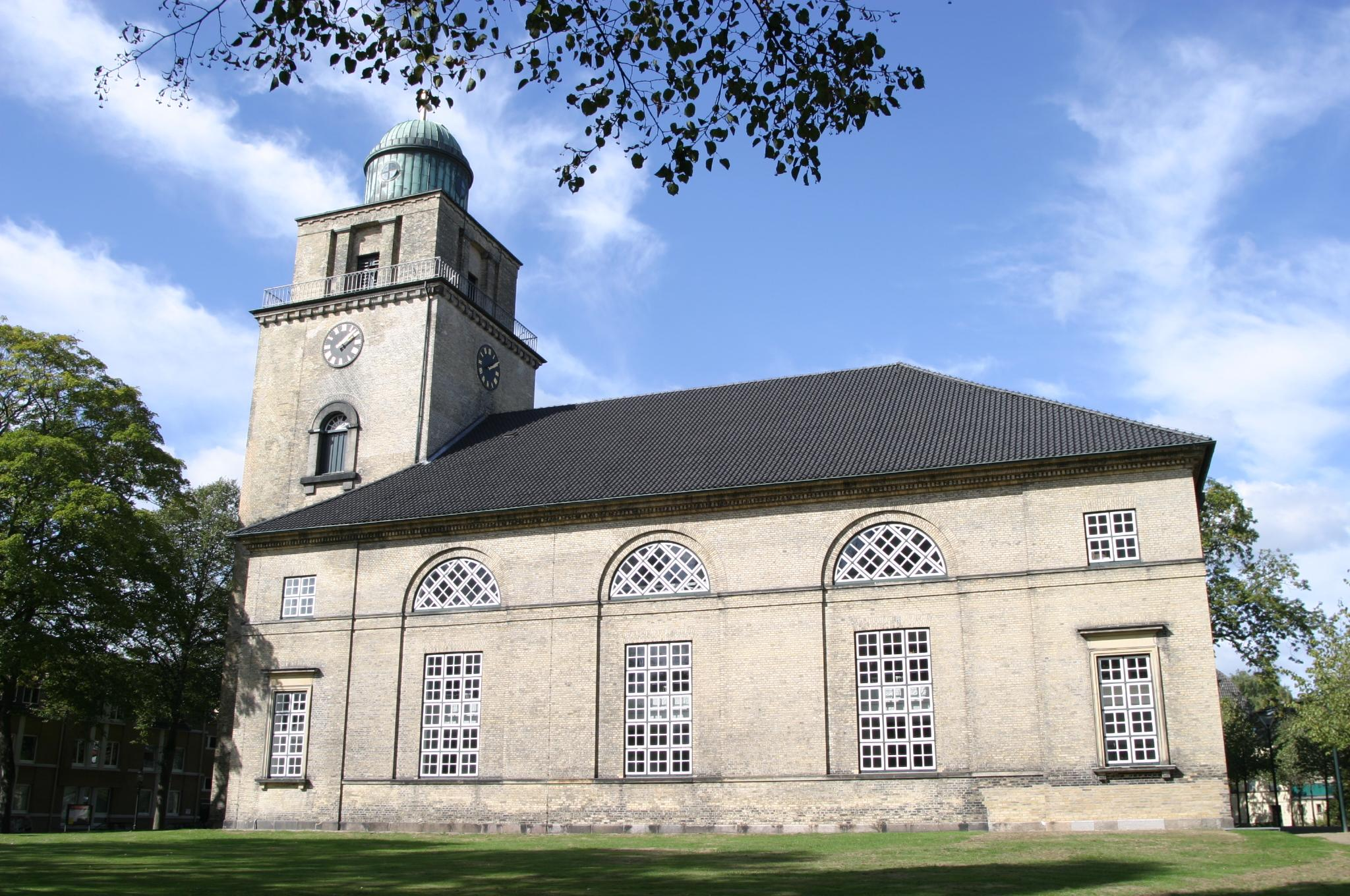
Vicelinkirche
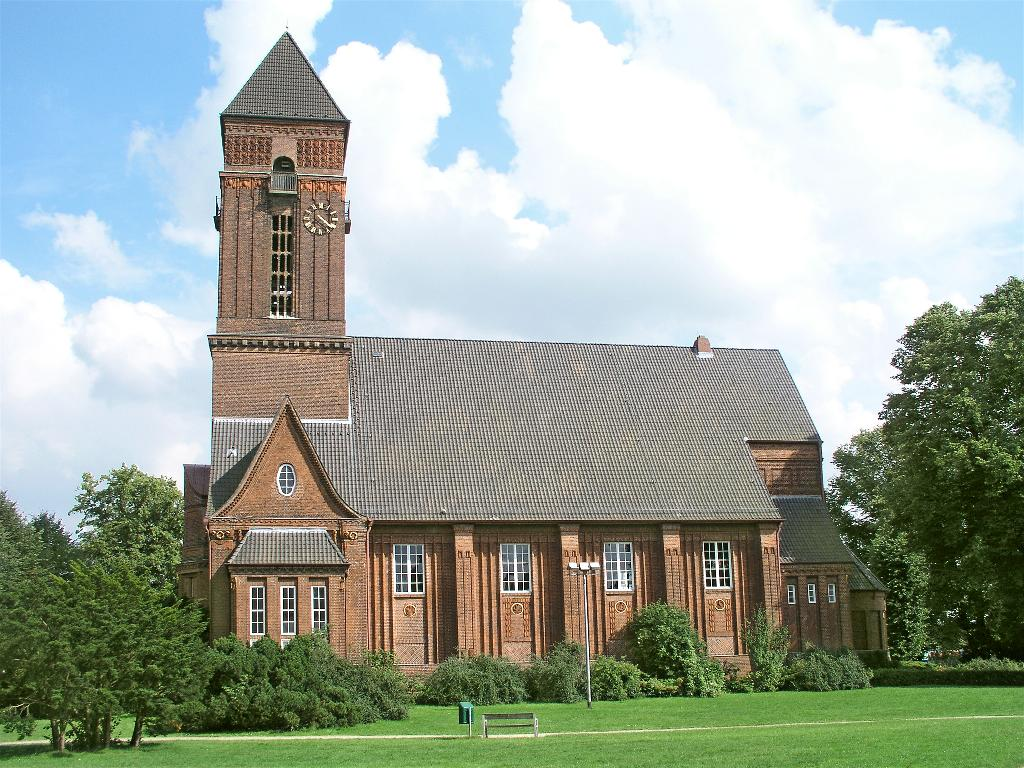
Anscharkirche
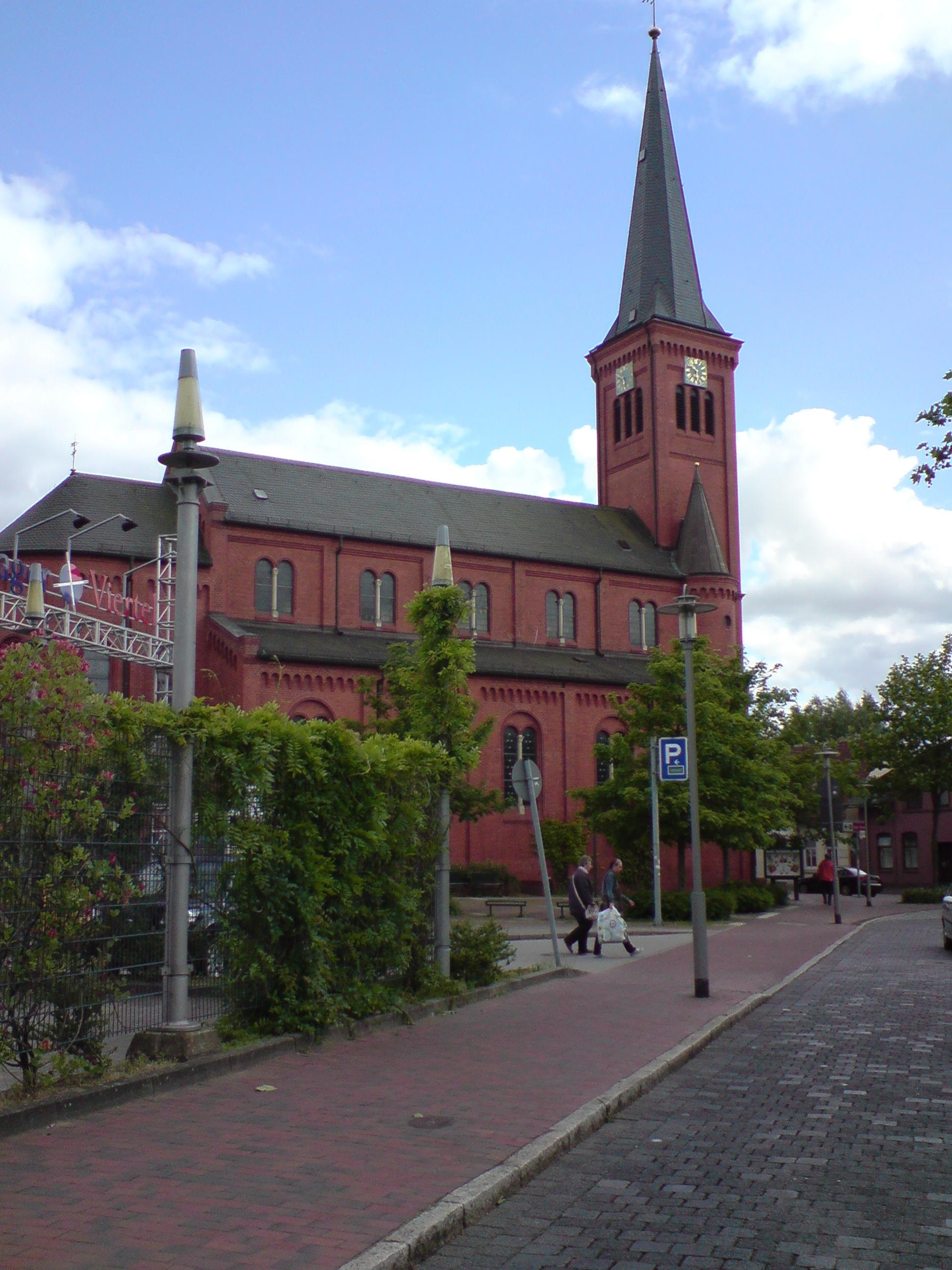
St.-Maria-St.-Vicelin-Kirche
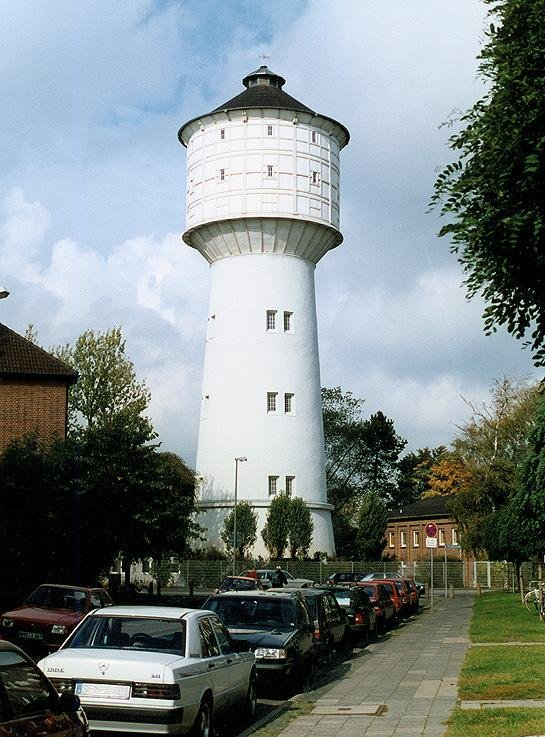
Wasserturm
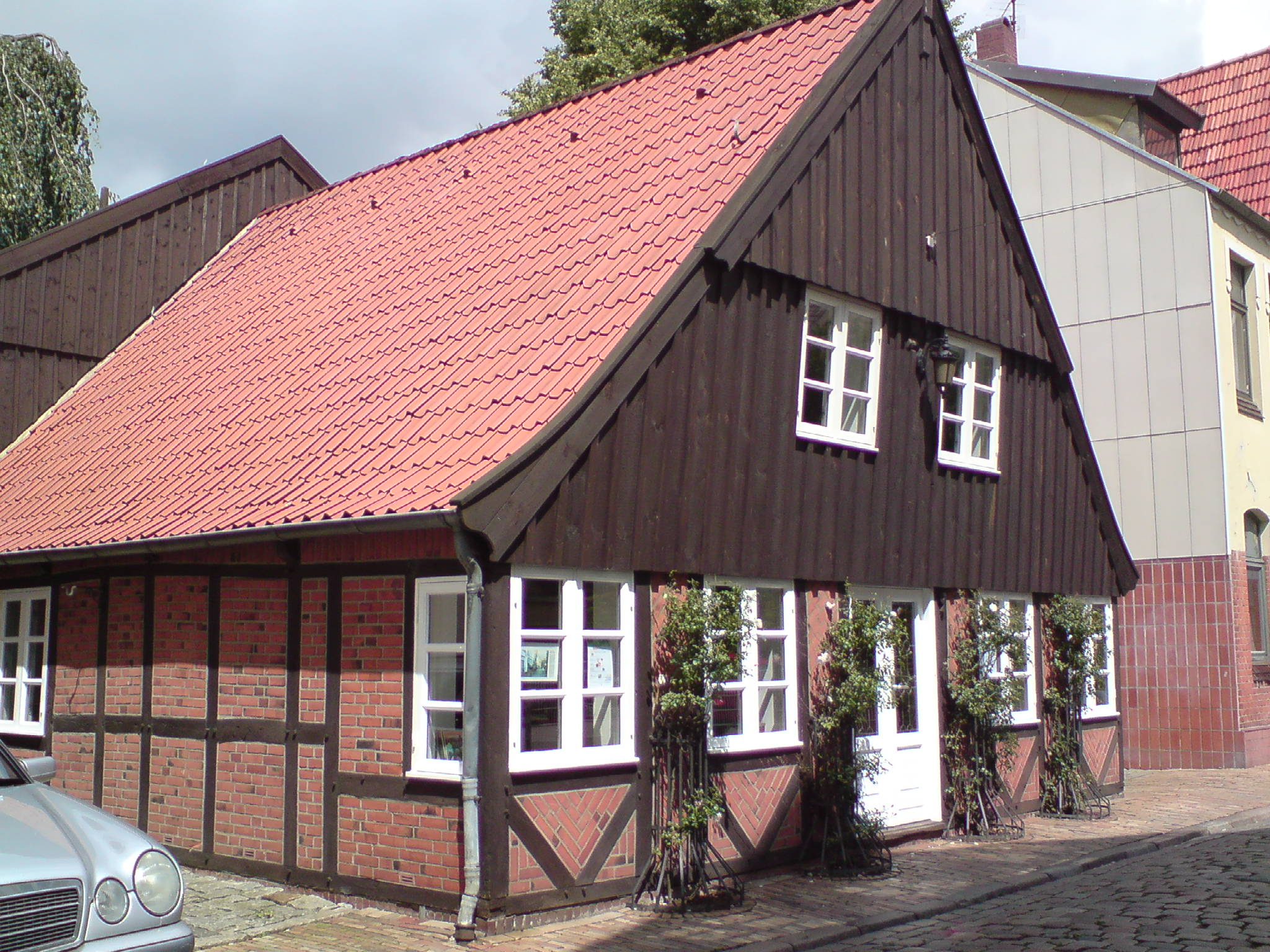
Fürsthof Nr. 9 ist das älteste Gebäude
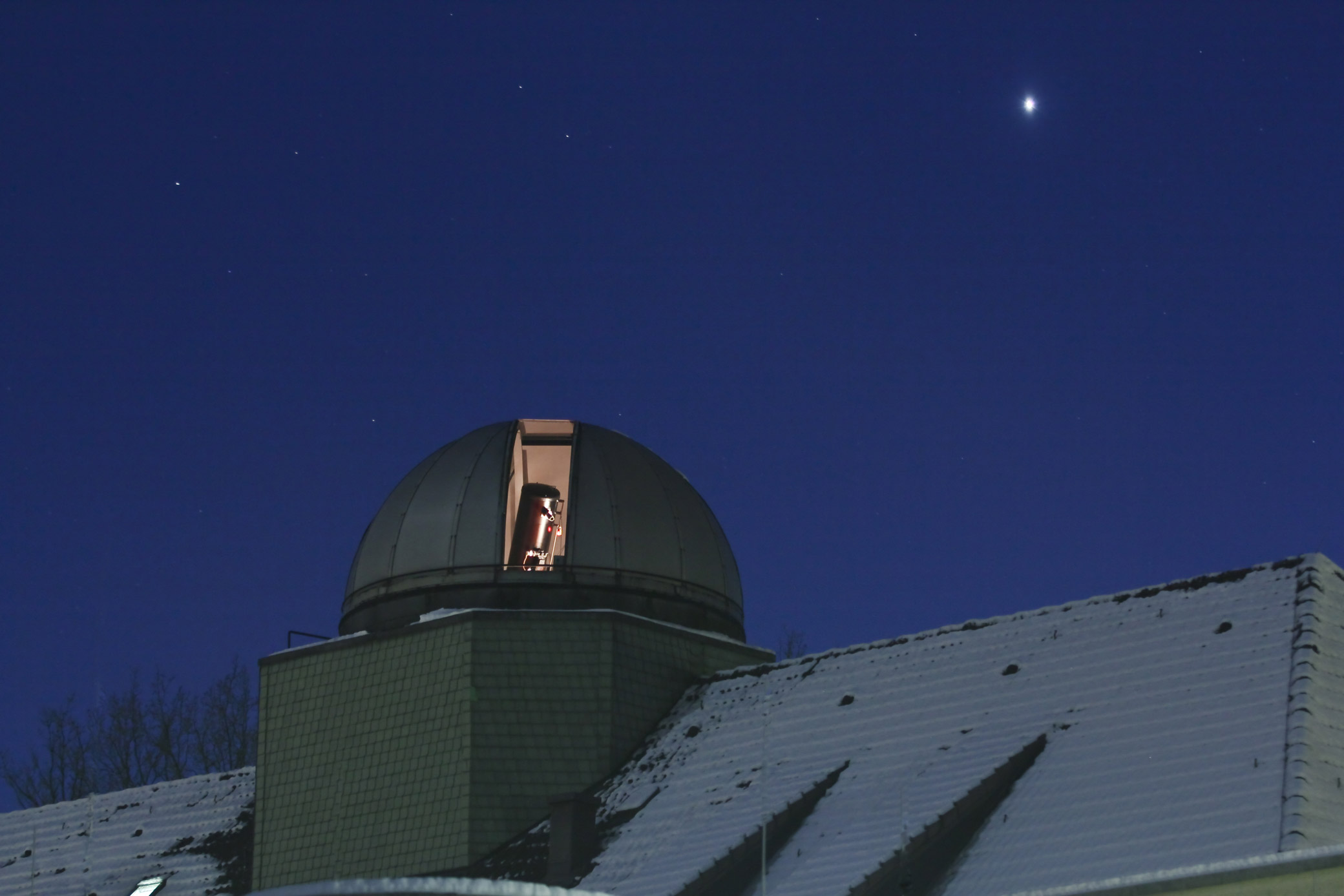
vhs-Sternwarte Neumünster

### Denkmäler und Skulpturen
In Neumünster gibt es zahlreiche Denkmäler und Kunstwerke im öffentlichen Raum.
Im Rencks Park befindet sich ein Gedenkstein für die 25-jährige Partnerschaft mit Gravesham. Die Plastik Wellen von Ernst Reiter liegt in der Mitte der Klosterinsel, der zugehörige Springbrunnen wurde wegen Vandalismus zugeschüttet. Am Zugang zur Klosterinsel steht die Skulptur Hirtengott Pan, geschaffen im Jahr 1902 von Hans Bauer (1888–1925). Einige Schritte weiter liegt ein Gedenkstein für die Opfer des Nationalsozialismus.
Im Designer Outlet Center befindet sich eine Skulptur, die einen überdimensionalen Pferdekopf darstellt. Neumünster ist durch zahlreiche Veranstaltungen rund um das Pferd auch als Pferdestadt bekannt.
2020 wurde das Bürgerkunstwerk Die 19 installiert. Auf insgesamt 19 Metallplatten am Durchgang zwischen Museum Tuch + Technik und der Stadthalle sind die 19 Grundrechte des deutschen Grundgesetzes niedergeschrieben. Durch die Übernahme von Patenschaften haben sich unterschiedliche Organisationen verpflichtet, für die Pflege des Kunstwerks zu sorgen.
Am Einfelder See befinden sich einige Skulpturen, die beim Internationalen Bildhauersymposium 1989 geschaffen wurden.

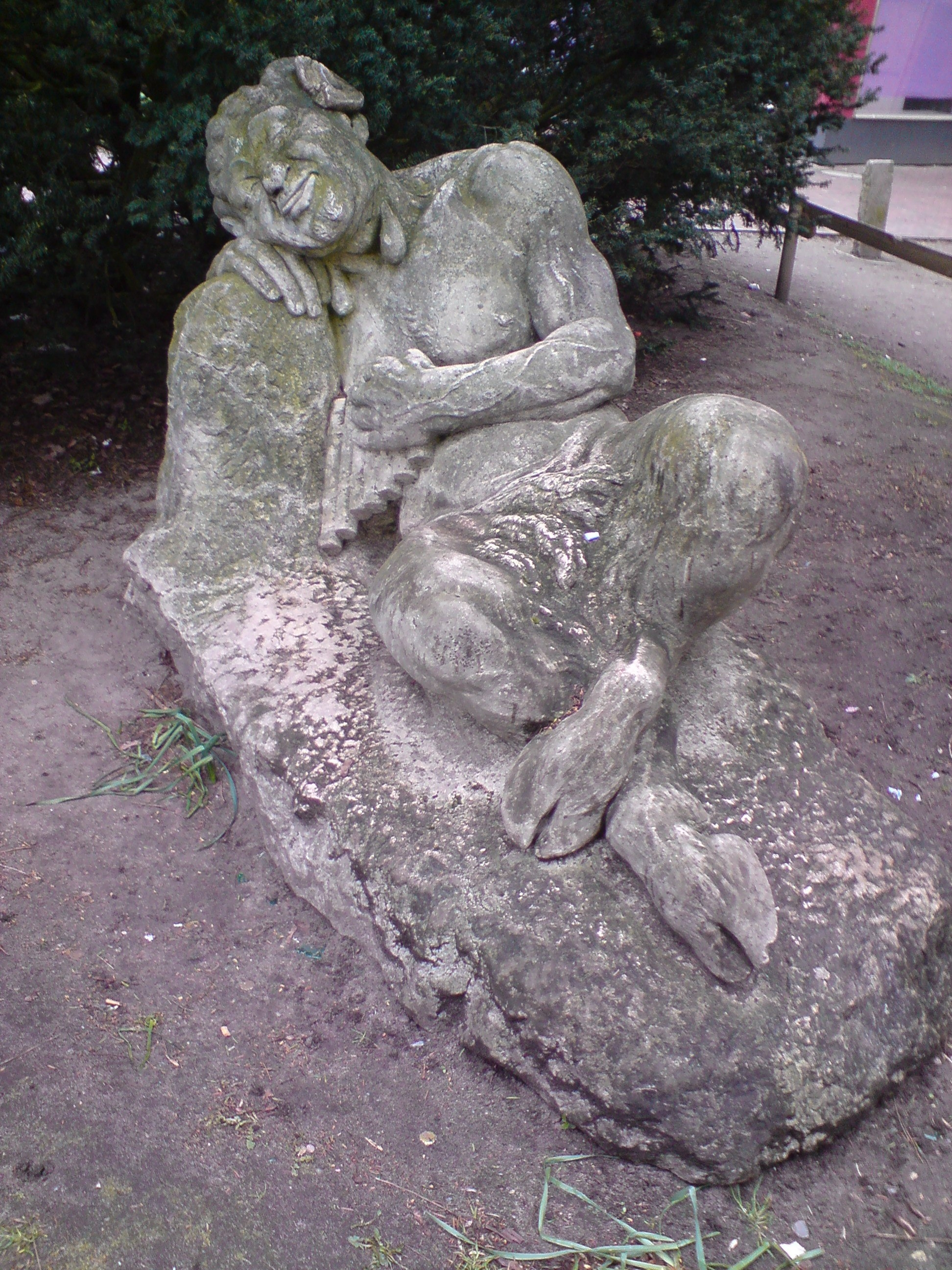
Hirtengott Pan
Die Gänseliesel vor der Holsten-Galerie
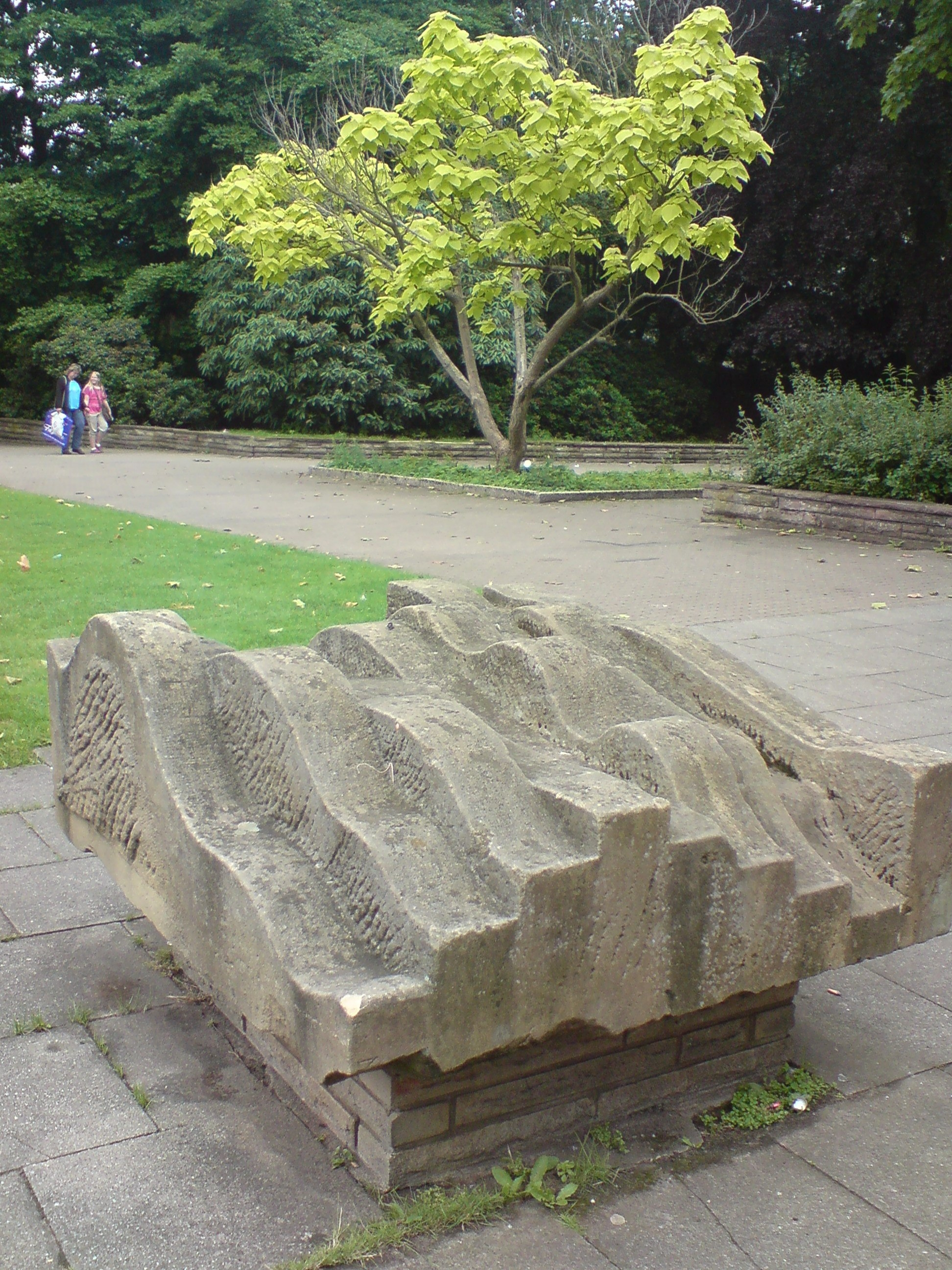
Die Plastik Wellen
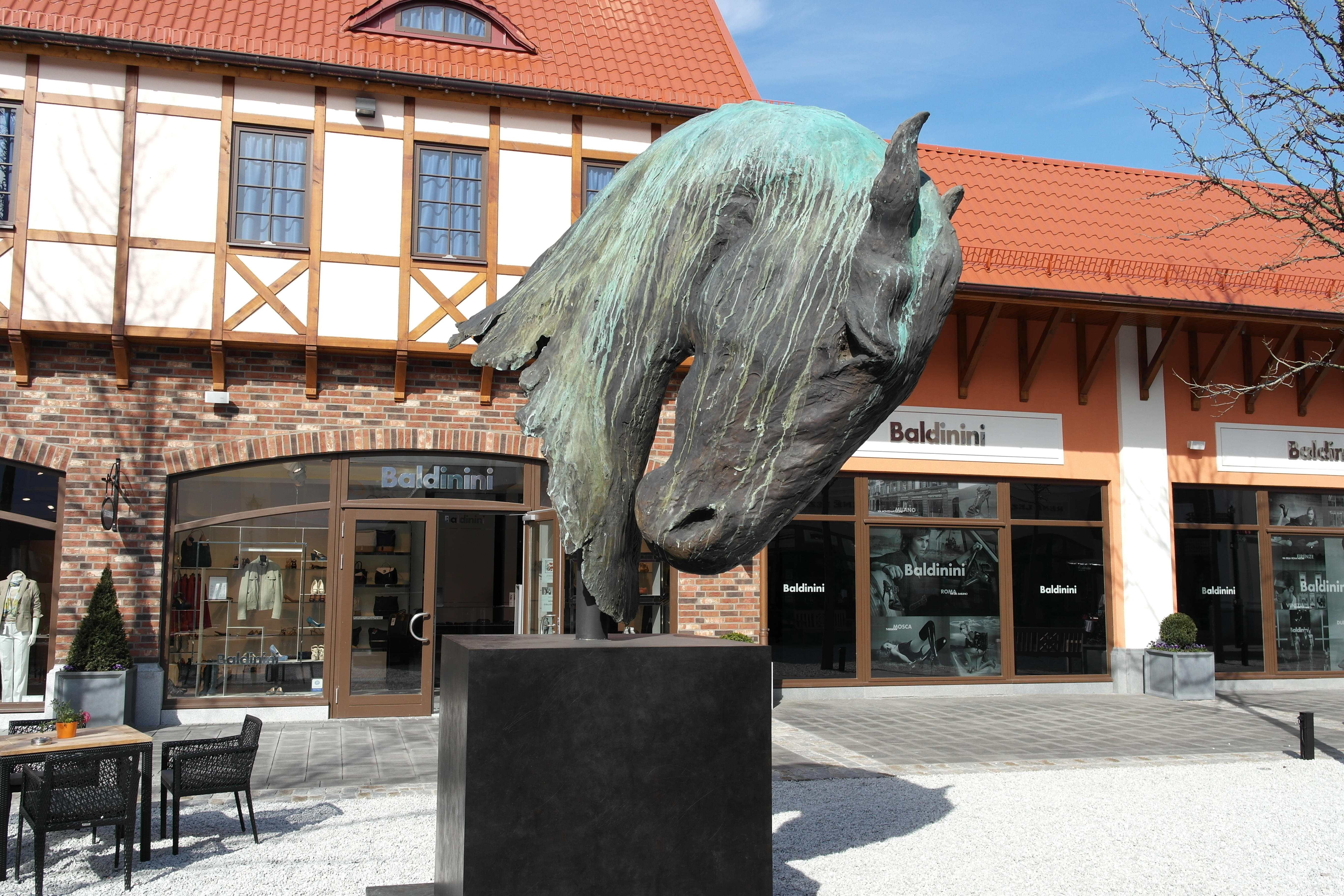
Skulptur Pferdekopf im Designer Outlet Center (DOC)
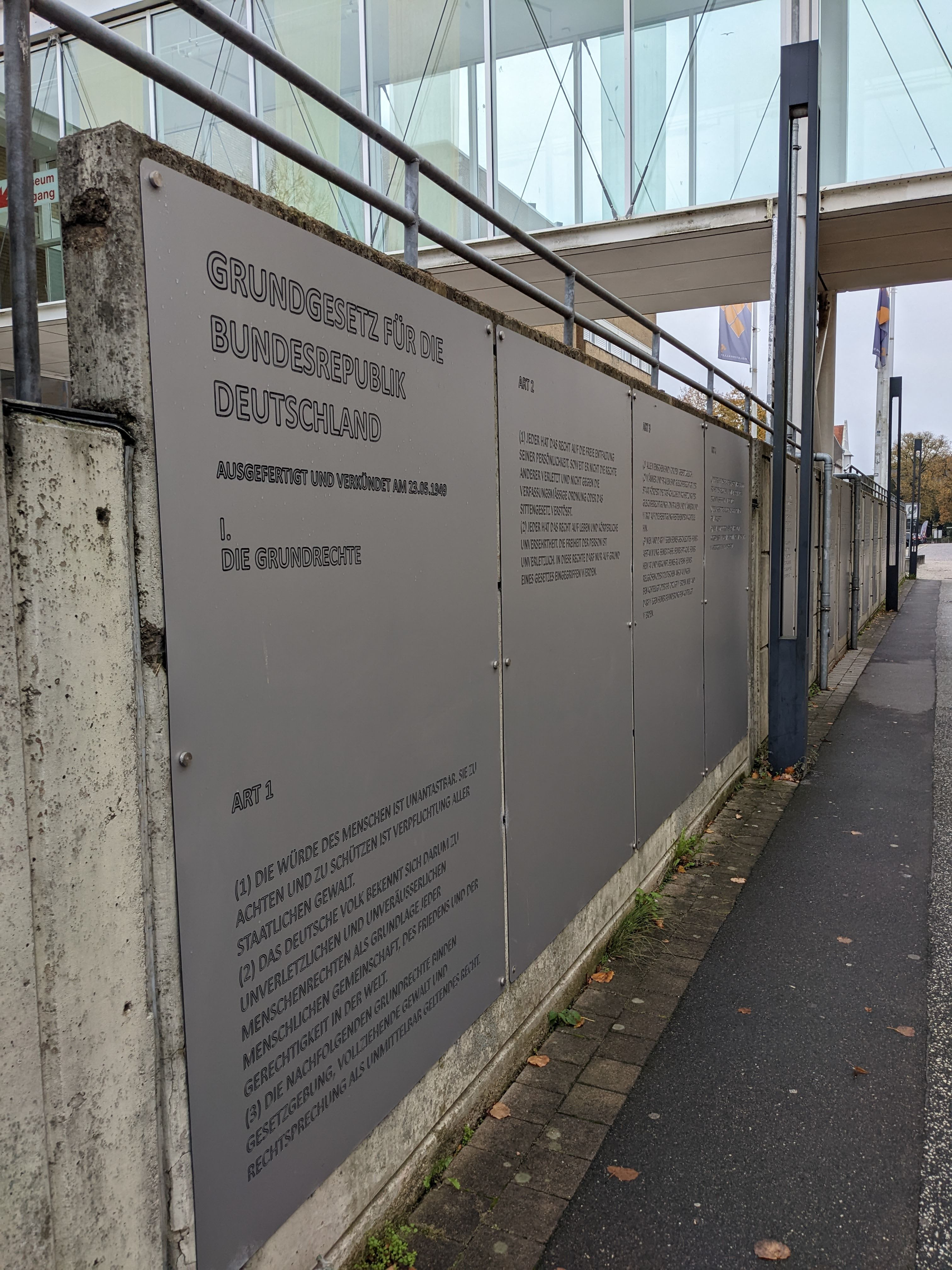
Bürgerkunstwerk Die 19
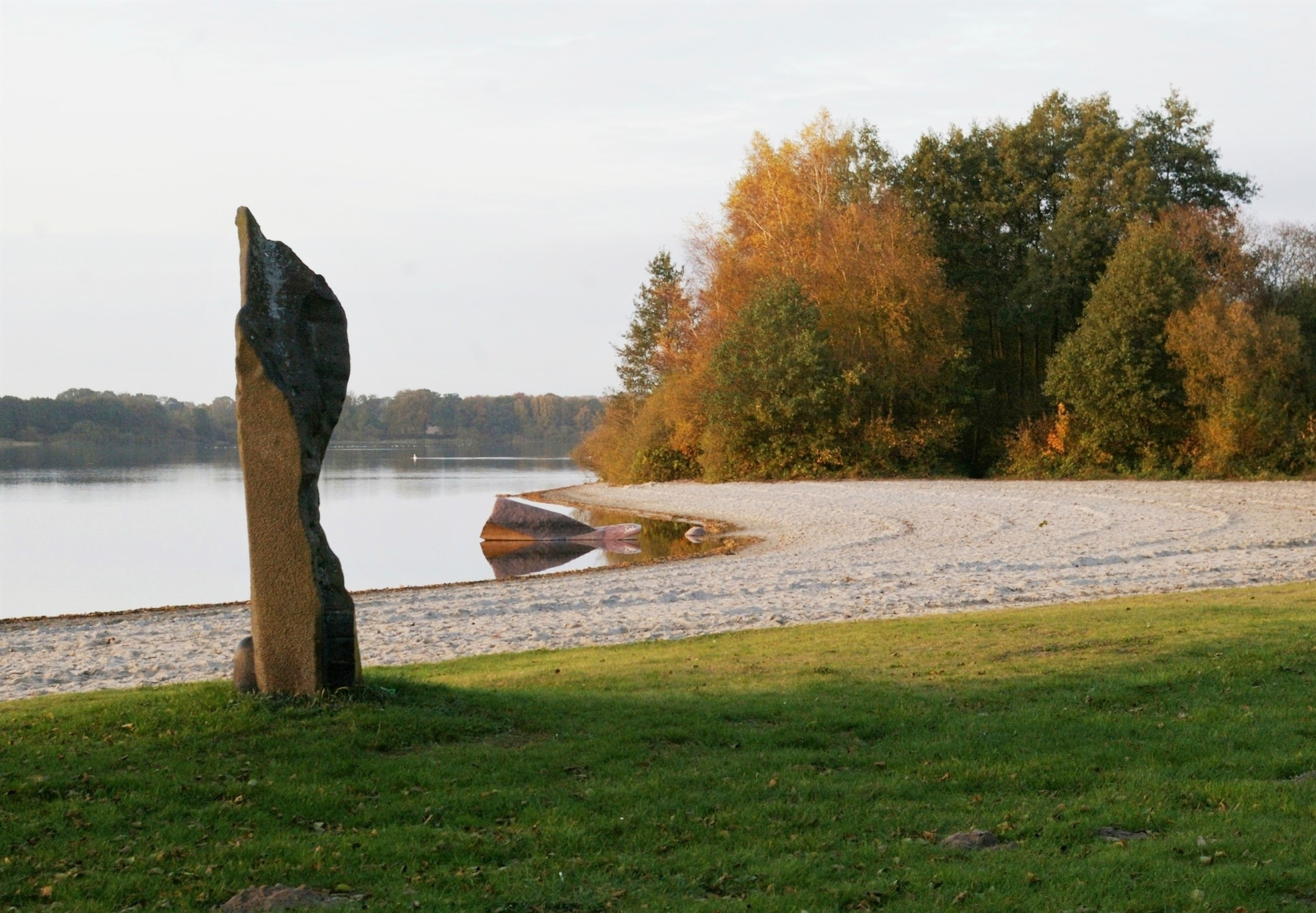
Bildhauerskulptur am Einfelder See

### Archäologische Denkmäler
- Wittorfer Burg – Reste einer Wallburg aus dem 9. Jahrhundert am Zusammenfluss von Stör und Schwale
- Margarethenschanze – Reste einer Wallburg aus dem 9. Jahrhundert am Einfelder See

### Stolpersteine

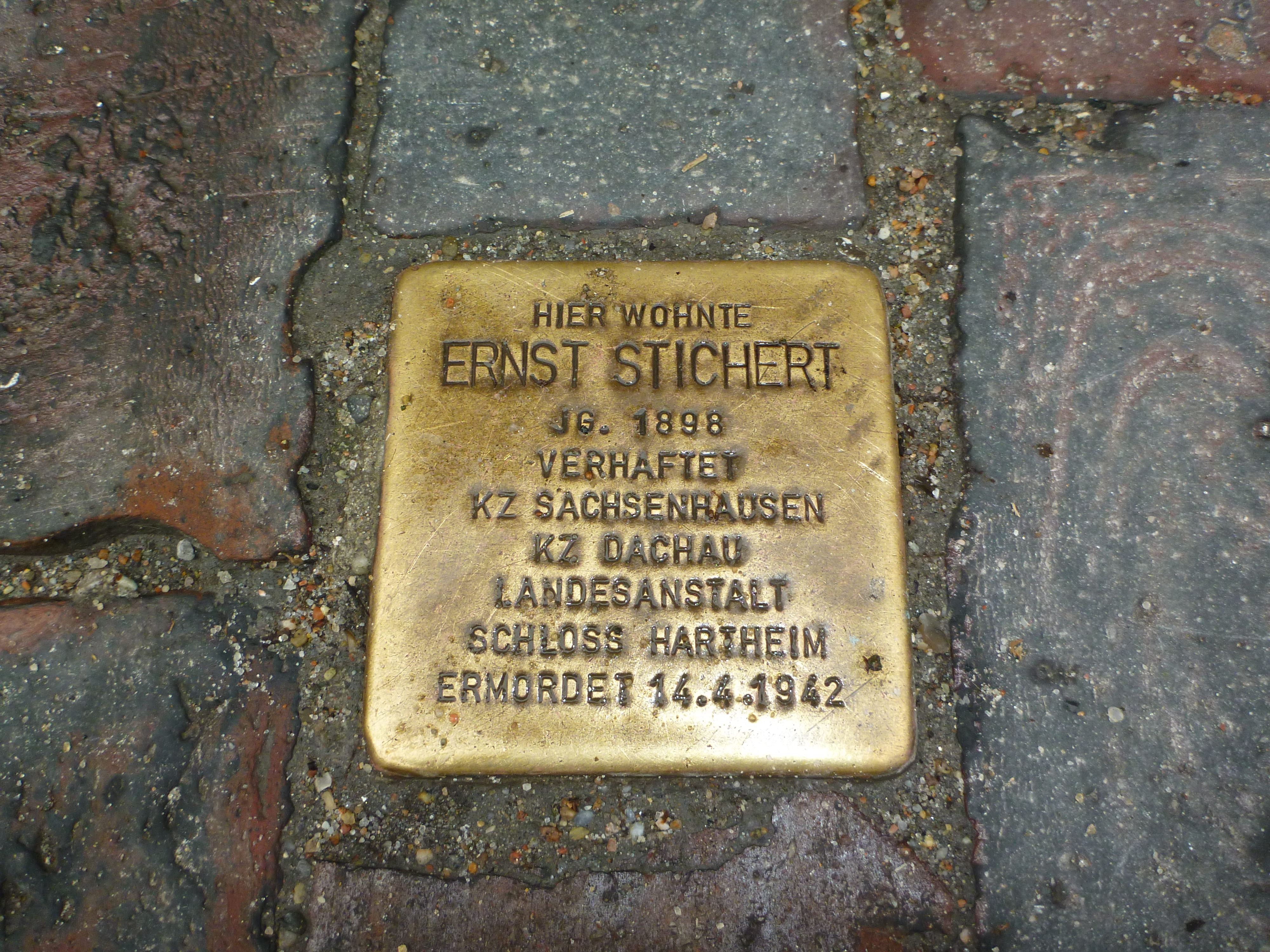
Stolperstein für Ernst Stichert in der Bahnhofstraße

In Neumünster gibt es 27 Stolpersteine zur Erinnerung an die Opfer des Nationalsozialismus.

### Hans-Fallada-Preis

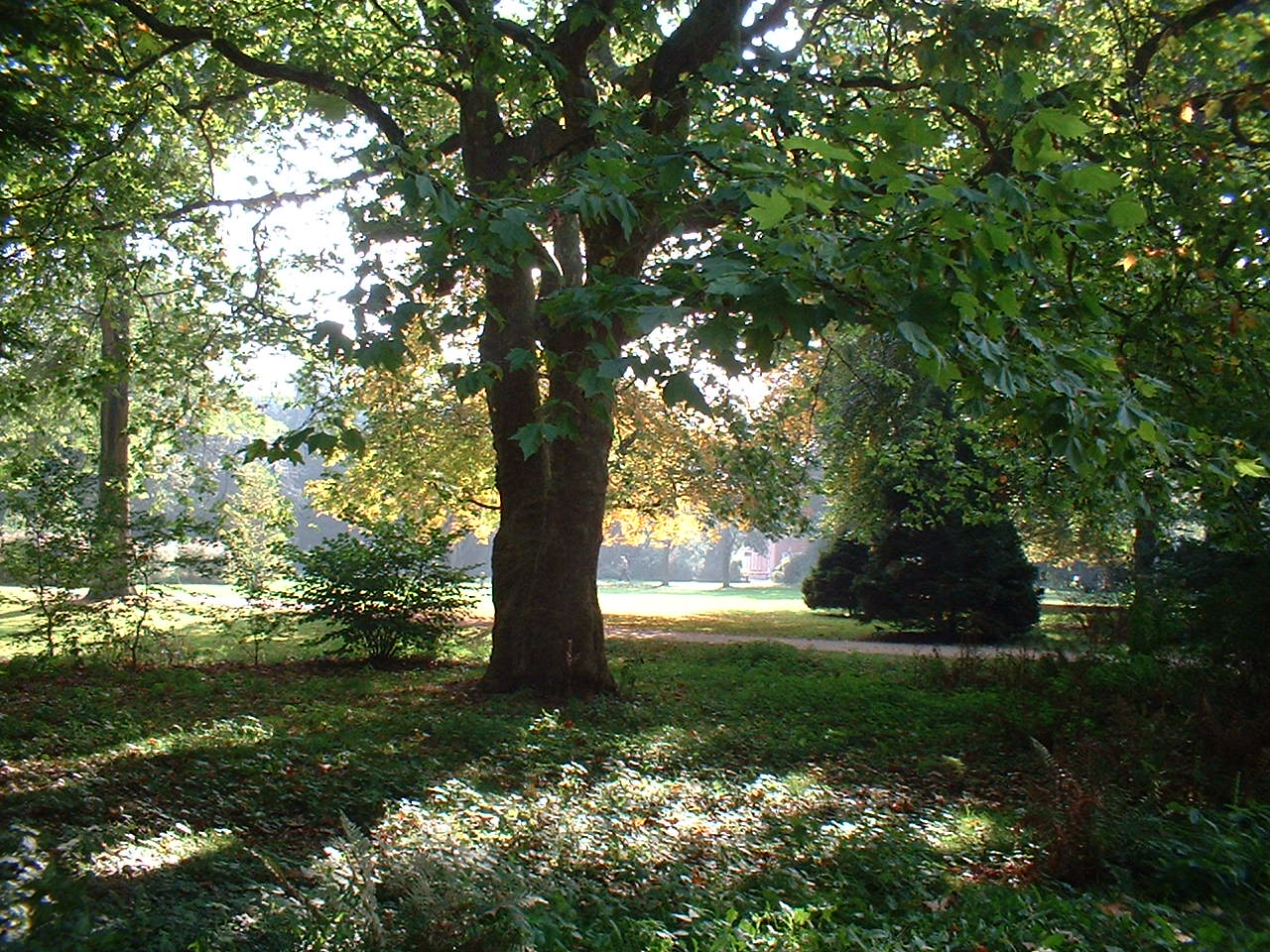
Rencks Park

Seit 1981 vergibt die Stadt alle zwei Jahre den Hans-Fallada-Preis. Der Literatur-Preis ist nach dem Schriftsteller Hans Fallada benannt, der einige Jahre in Neumünster – zeitweise als Strafgefangener – lebte. Fallada war von 1928 bis 1929 als Lokaljournalist für den General-Anzeiger tätig. Auf seinen Erfahrungen in Neumünster beruhen seine Romane Bauern, Bonzen und Bomben, der 1973 in Neumünster verfilmt wurde, und Wer einmal aus dem Blechnapf frißt, der durch seinen Gefängnisaufenthalt in Neumünster inspiriert wurde.

### Parks und Naturräume
Zentral in der Stadt liegen der Rencks Park mit der Klosterinsel, Selcks Park und der Simonssche Park. Im Stadtteil Faldera befindet sich der Falderapark, in der Gartenstadt der Osterhofpark. Im Stadtteil Wittorf sind der Igelpark und der Park an der Reuthenkoppel zu finden.
Etwas außerhalb am östlichen Stadtrand befindet sich das Brachenfelder Gehölz. An der Kieler Straße 515 befindet sich eine frei zugängliche, fast 100 Jahre alte Obstwiese mit etwa 200 alten Obstbäumen. Die Wiese ist im Besitz der Stadt und Teil der städtischen Biotopverbundachse. Weitere öffentliche Grünanlagen befinden sich am Ufer der Schwale und der Stör sowie am Einfelder See.
Im Westen liegt der Stadtpark und der Stadtwald Neumünster. Dieser ist mit knapp 120 Hektar der zweitgrößte Naturerlebnisraum Schleswig-Holsteins. Dort befinden sich unter anderem das Kinderferiendorf mit Waldspielplatz, das Kulturdenkmal Friedenshain und der Rodelberg.
2014 wurde der öffentlich zugängliche Klimawald Neumünster-Gadeland u. a. im Beisein des damaligen schleswig-holsteinischen Umweltministers Robert Habeck von der Stiftung Klimawald angelegt.
Zur Förderung der Biodiversität wurden im gesamten Stadtgebiet mehrere Blühwiesen genannte Blühstreifen angelegt.
Bis 2025 wird auf dem Gelände des ehemaligen Rangierbahnhofs ein neuer Landschaftspark angelegt. Das Projekt umfasst ca. 5 Hektar und wird mit Mitteln aus dem Bundesprogramm „Anpassung urbaner Räume an den Klimawandel“ gefördert. Zusätzlich zu diversen Sportanlagen ist auch die Einbindung der neuen Veloroute „Nord-Süd“ vorgesehen.

#### Gewässer
Stadtbildprägend sind die Flüsse Schwale und Stör sowie der Einfelder See im Norden. In der Neumünsteraner Innenstadt ist die Schwale seit dem Mittelalter zu einem Teich angestaut. Zur weiteren Entlastung des Teichs wurde zusätzlich ein Umgehungsfluss, die Schleusau, künstlich angelegt. Außerdem durchließen die Flüsse Geilenbek, Wührenbek, Dosenbek, Bullenbek und Aalbek die Stadt. Dazu gibt es einige Baggerseen vor allem entlang der A7. Darunter sind der Silbersee, an dem sich ein Campingplatz befindet, und der Roose-See.
Der Einfelder See lädt zum Baden, Wandern, Surfen und Segeln ein und ist wegen der leichten Hügellandschaft gut geeignet fürs Radfahren. Mit seinen 168 Hektar Fläche gehört er in Schleswig-Holstein zu den größeren Seen. Die vielen Freizeitmöglichkeiten machen den See zu einem beliebten Naherholungsort in der Stadt.

### Naturschutzgebiete
- Das Hochmoor Dosenmoor bei Einfeld nordöstlich von Neumünster hat eine Fläche von 521 Hektar und ist das größte und am besten erhaltene Hochmoor Schleswig-Holsteins. Durch den guten Zustand des Moores lässt sich hier eine vielfältige Flora und Fauna erkunden. Es gibt dort mehrere Wanderwege mit unterschiedlichen Schwierigkeitsgraden. Der Ursprung des Namens des Sees ist nicht ganz geklärt. Wahrscheinlich geht er zurück auf einen Bauernritter im 12. Jahrhundert oder auf die Tatsache, dass mehrere Moore als Dose bezeichnet werden. Seit 2021 wird das Gebiet vom NABU betreut.[82]
- Westufer des Einfelder Sees – 13 Hektar großer Uferbereich mit Röhricht und Bruchwald.Panorama-Aufnahme vom Südufer des Einfelder Sees

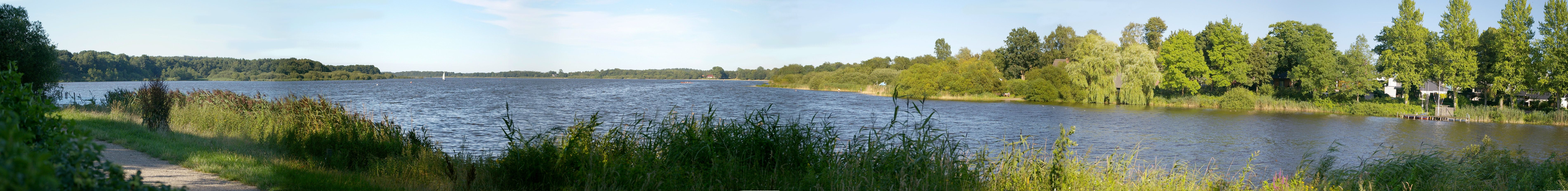
Panorama-Aufnahme vom Südufer des Einfelder Sees

### Sport
Sport spielt in Neumünster eine große Rolle. Dies zeigt sich nicht nur bei den vielen Veranstaltungen, Wettkämpfen und Turnieren, sondern auch beim jährlichen Ball des Sports, der im Januar stets über 2.500 Besucher in die Holstenhallen lockt.

#### Sportvereine
58 Sportvereine und -verbände gibt es in der Stadt. Der erste „Männerturnverein“ wurde 1859 gegründet. Nach der Zusammenlegung mit dem SC Olympia von 1909 entstand 1936 der heutige MSTV Olympia.
Die größten und bekanntesten Sportvereine sind der VfR Neumünster, der SV Tungendorf, THC Neumünster, MTSV Olympia Neumünster, PSV Union Neumünster, Gut-Heil Neumünster, Turn- und Sportverein Einfeld, TSV Gadeland und Blau-Weiß Wittorf, dessen Handballabteilung zusammen mit den Handballern der Freien Turnerschaft Neumünster (FTN) die Spielgemeinschaft (SG) WiFT Neumünster bilden. Die Badmintonmannschaft Wittorfs spielt in der 1. Badminton-Bundesliga. Der Volleyball Club Neumünster (VCN) ist eine Spielgemeinschaft von fünf Neumünsteraner Sportvereinen und dem SV Wasbek. Einer der mitgliederstärksten Vereine Neumünsters ist die Behinderten-Sportgemeinschaft (BSG Neumünster).
Durch den Einfelder See bietet die Stadt gute Möglichkeiten für Wassersportarten. Hier sind der Erste Kanuklub Neumünster, der Ruder-Club Neumünster und der Segel-Club Neumünster ansässig.
Auf dem Flugplatz Neumünster bietet der Flugsport-Club Neumünster e. V. Motorflug, Motorsegelflug und Segelflug an.

#### Sonstige Sportanlagen

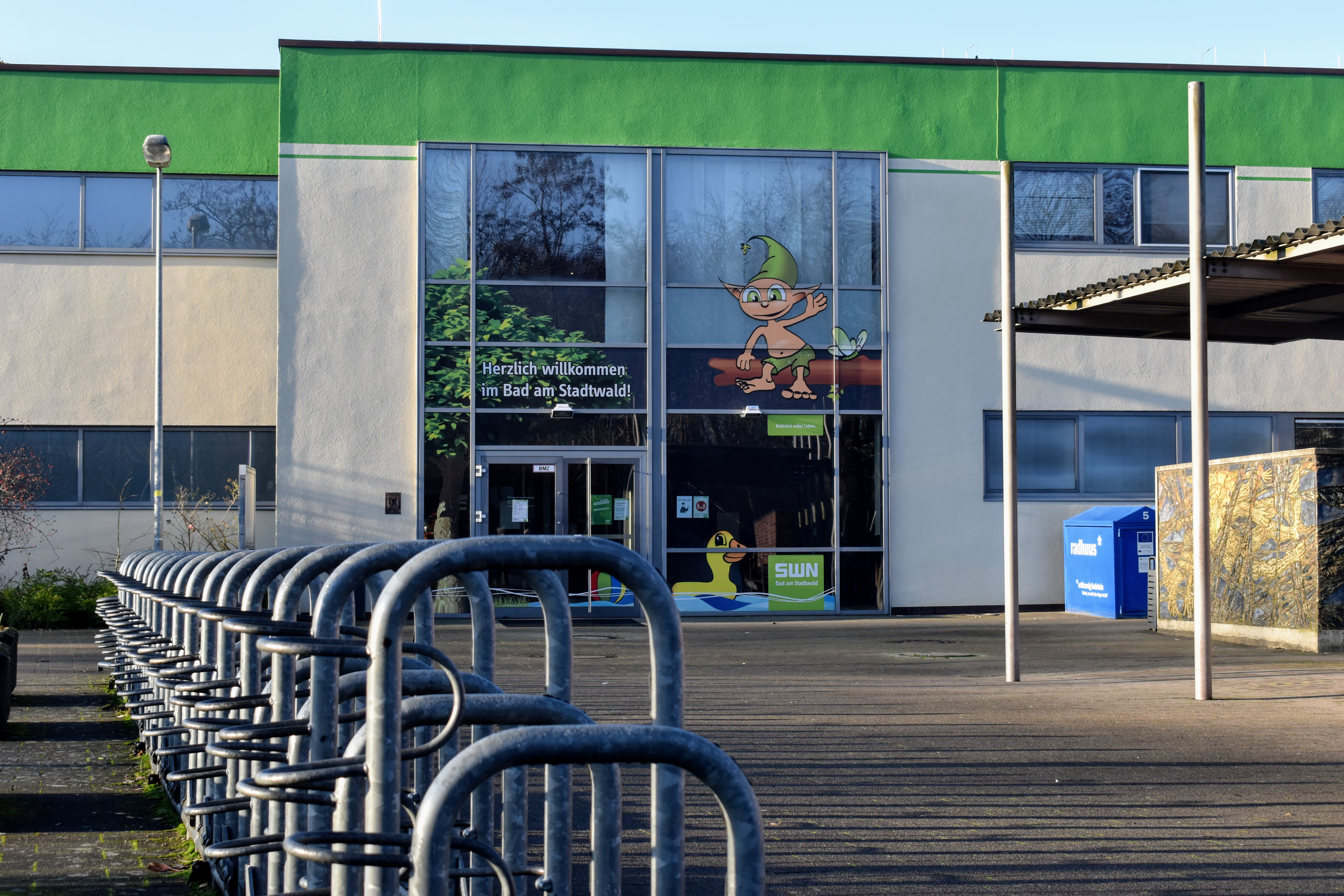
Bad am Stadtwald

Das Bad am Stadtwald bietet im Hallenbad ein 25 m Schwimmerbecken. In einer Cabrio-Halle befindet sich ein weiteres 50 m Schwimmerbecken.
Der SC Gut-Heil Neumünster betreibt zudem einen Hochseilgarten an der Schillerstraße.
Der Rodelberg von Neumünster ist eine künstliche Erhöhung (42 m) im Stadtwald, die in den Jahren zwischen 1905 und 1925 als Müll- und Schuttberg entstand. Seit den 1930ern wird dieser u. a. im Winter zum Schlittenfahren (Rodeln) genutzt. Ab 1961 wurden die Grünanlagen und Aufgänge neu angelegt und gestaltet.

#### Sonstige Sportveranstaltungen
Im Rahmen des Stadtfestes Holstenköste richtet der SV Tungendorf jährlich den Holstenköstenlauf mit etwa 2.000 Teilnehmern aus.
Des Weiteren findet jedes Jahr in den Holstenhallen das Reitturnier CSI Neumünster (auch VR-Classics genannt) als internationales Sping- und Dressurreitturnier statt. Weiterhin wird jährlich das Springreitturnier SH International ebenfalls in den Holstenhallen ausgerichtet.
Der Kanusportverein Erster Kanuklub Neumünster (EKN) veranstaltet unter anderem die Norddeutschen Meisterschaften im Kanumarathon sowie alljährlich den Nikolauslauf rund um den Einfelder See.
Außerdem wurde die Wrestling Legends Tour 2012 in Neumünster ausgetragen.

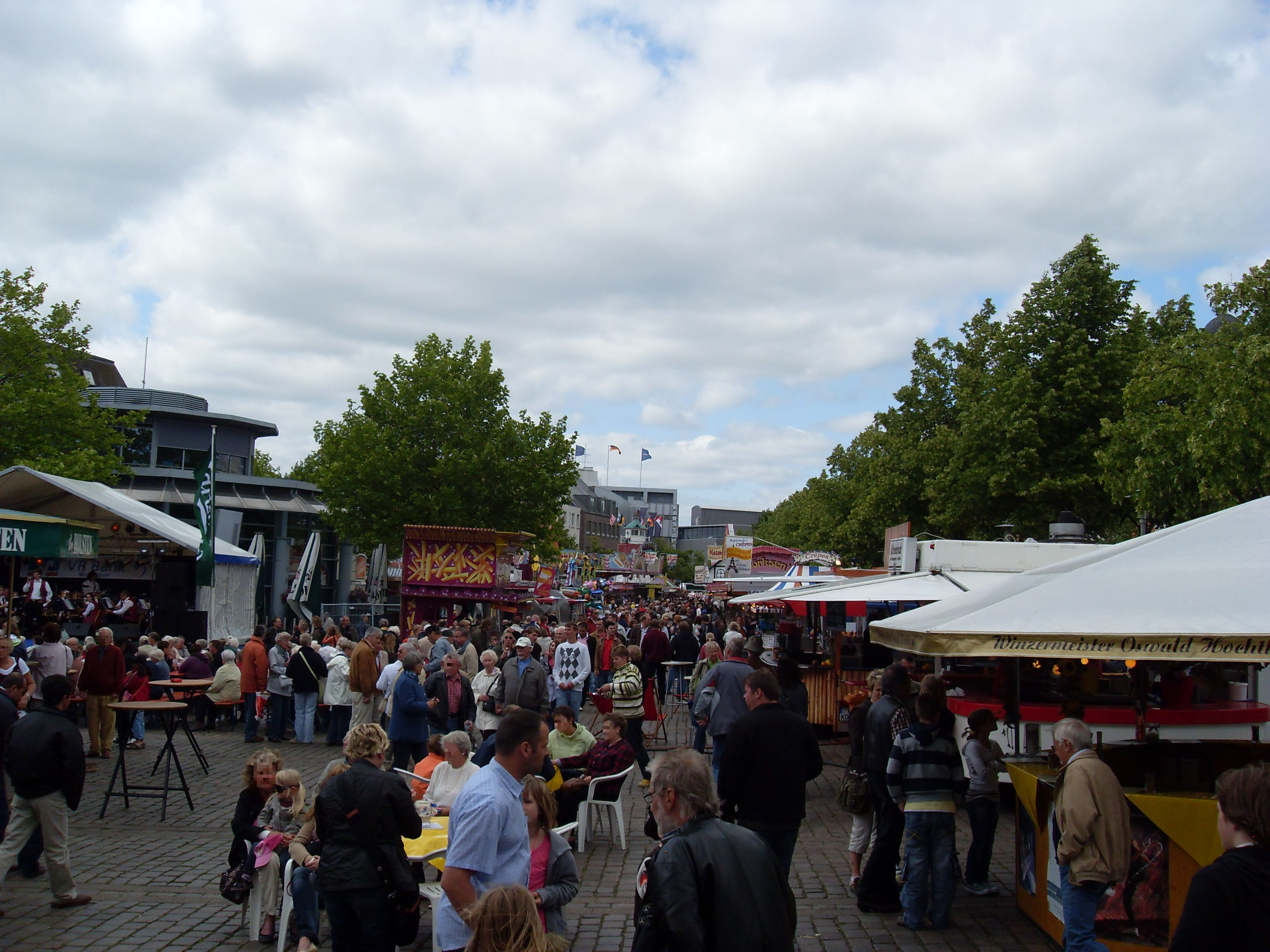
Holstenköste 2009

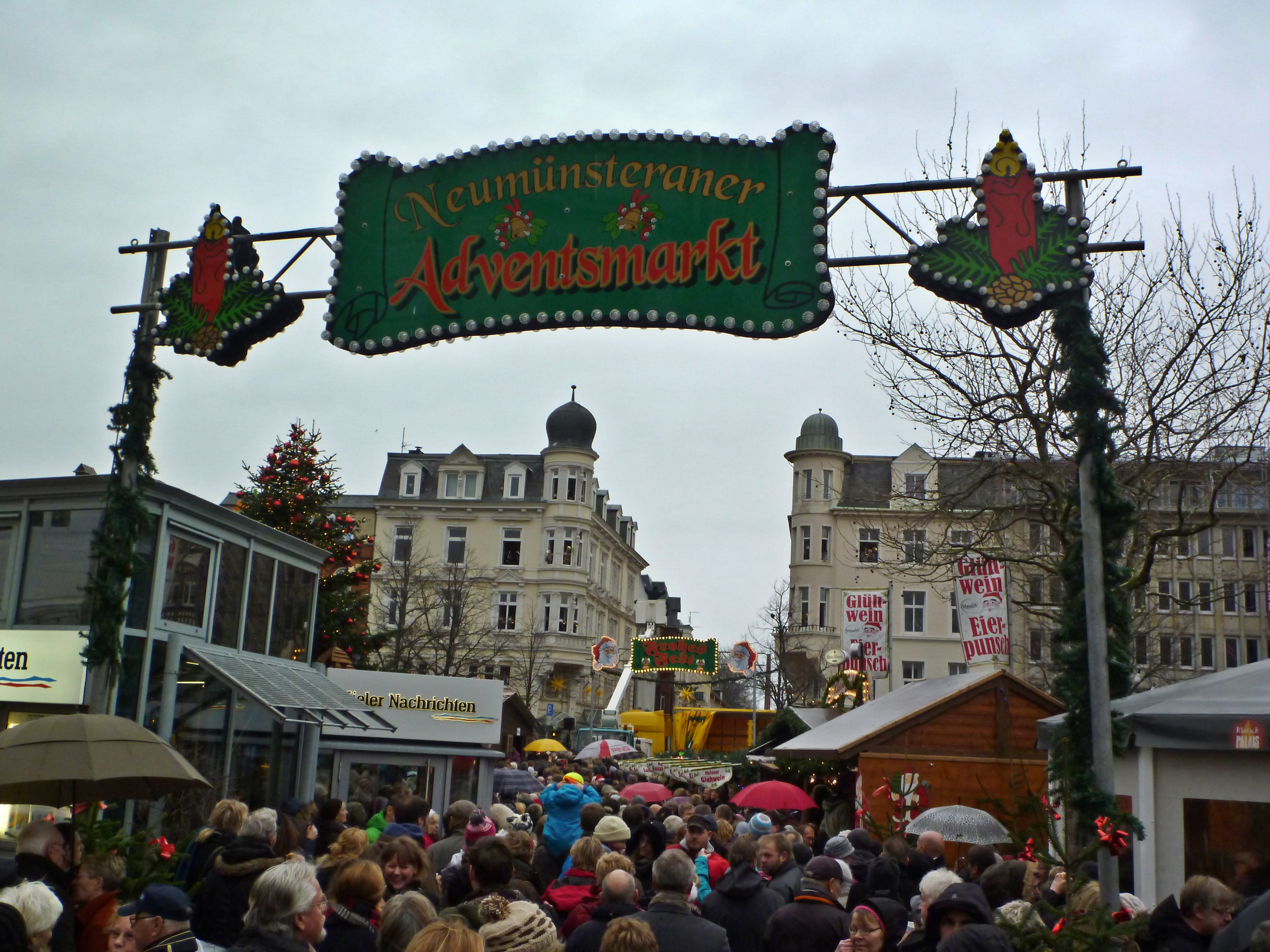
Adventsmarkt auf dem Großflecken und Heiligabend Turmkonzert aus den Gebäuden an der Holstenstraße

### Regelmäßige Veranstaltungen
In Neumünsters Innenstadt finden auf und rund um den zentralen Plätzen Großflecken und Kleinflecken ganzjährig Veranstaltungen statt:
- Holstenköste: Seit 1974 wird an den vier Tagen, die dem ersten Donnerstag im Juni folgen, in Neumünster die Holstenköste gefeiert. Dieses Stadtfest, das zwei Wochen vor der Kieler Woche stattfindet, lockt jährlich über 200.000 Besucher in die Innenstadt. Neben Jahrmarktatmosphäre gibt es Musikdarbietungen unterschiedlicher Stilrichtungen rund um den Großflecken und den Kuhberg. Während des Open-Air-Festivals und des „Koeste-Rocks“ auf der Klosterinsel traten bis 2011 einheimische und internationale Bands auf. Am jeweiligen Samstag der Holstenköste findet eine Kindermeile im Rencks Park und am jeweiligen Sonntag findet neben dem stets gut besuchten Gottesdienst am Riesenrad auf dem Großflecken auch ein Flohmarkt in der gesamten Innenstadt statt.

- BaDaBoom: Seit 2009 findet jährlich das „BaDaBoom“-Straßenmusikfest mit rund 350 Bands und 1.000 Musikern statt, das über 10.000 Besucher hat.
- Weinköste: Anfang September wird die Weinköste mit jährlich etwa 15.000 Besuchern über vier Tage am Teichufer gefeiert.[89]

- Bierköste: Das Craft-Beer-Festival Bierköste fand 2023 zum ersten Mal statt. Sowohl nationale als auch internationale Brauereien stellten sich mehreren Tausend Besuchern auf dem Kleinflecken vor. Aufgrund des Erfolgs der ersten Auflage soll die Veranstaltung in Zukunft jährlich stattfinden.
- Schlemmerköste: Am 24. August 2012 wurde erstmals die Naschköste auf dem Kleinflecken eröffnet. 2016 wurde sie zur Schlemmerköste umbenannt. Hier werden den Besuchern während eines Wochenendes nationale und internationale Spezialitäten angeboten; dazu gibt es Musikvorführungen und umfangreiche Aktionen. Die Schlemmerköste findet zweimal jährlich (jeweils im Frühjahr und im Herbst) statt.
- Stoffköste: Die Stoffköste ist ein Stoffmarkt, der zweimal jährlich (jeweils im Frühjahr und im Herbst) mit mehr als 100 Ausstellern auf dem Kleinflecken stattfindet.

- Kunstflecken: Seit 1999 findet im September das Kulturfestival Kunstflecken mit vielen Konzerten und Ausstellungen statt. Das Festival dauert drei Wochen und findet in der Innenstadt statt, unter anderem in historischen Industrieräumen, Geschäftsräumen, Ateliers und der Künstlerhaus Stadttöpferei Neumünster. Das Festival besteht aus Konzerten, Lesungen, Kabarett- und Filmvorführungen, Ausstellungen sowie Poetry-Slams.

- Adventsmarkt: In der Adventszeit befindet sich ein Adventsmarkt auf dem Großflecken. Während dieser Zeit wird dort zentral auch eine portable Schlittschuhbahn aufgebaut. Traditionell wird Heiligabend um 12 Uhr ein Open-Air Turmkonzert aus den beiden Häusern an der Holstenstraße gegeben, zu dem sich jährlich etwa 4.000 Besucher einfinden.[90]
- Wochenmarkt: Dreimal pro Woche findet auf dem Großflecken ein Wochenmarkt statt.

Vom 11. bis 13. Juli 2008 fand in Neumünster der Schleswig-Holstein Tag statt. Er wurde vom damaligen Ministerpräsidenten des Landes Schleswig-Holstein, Peter Harry Carstensen, eröffnet und stand unter dem Motto „So bunt wie das Land“. Der Schleswig-Holstein-Tag steht im Zeichen der Vereine und des Ehrenamtes und über 220 Organisationen, Vereine, Verbände und Initiativen präsentieren sich der breiten Öffentlichkeit.
Weiterhin finden regelmäßig Veranstaltungen in den Holstenhallen und der Dr. Uwe Harder-Stadthalle statt

### Pferdestadt

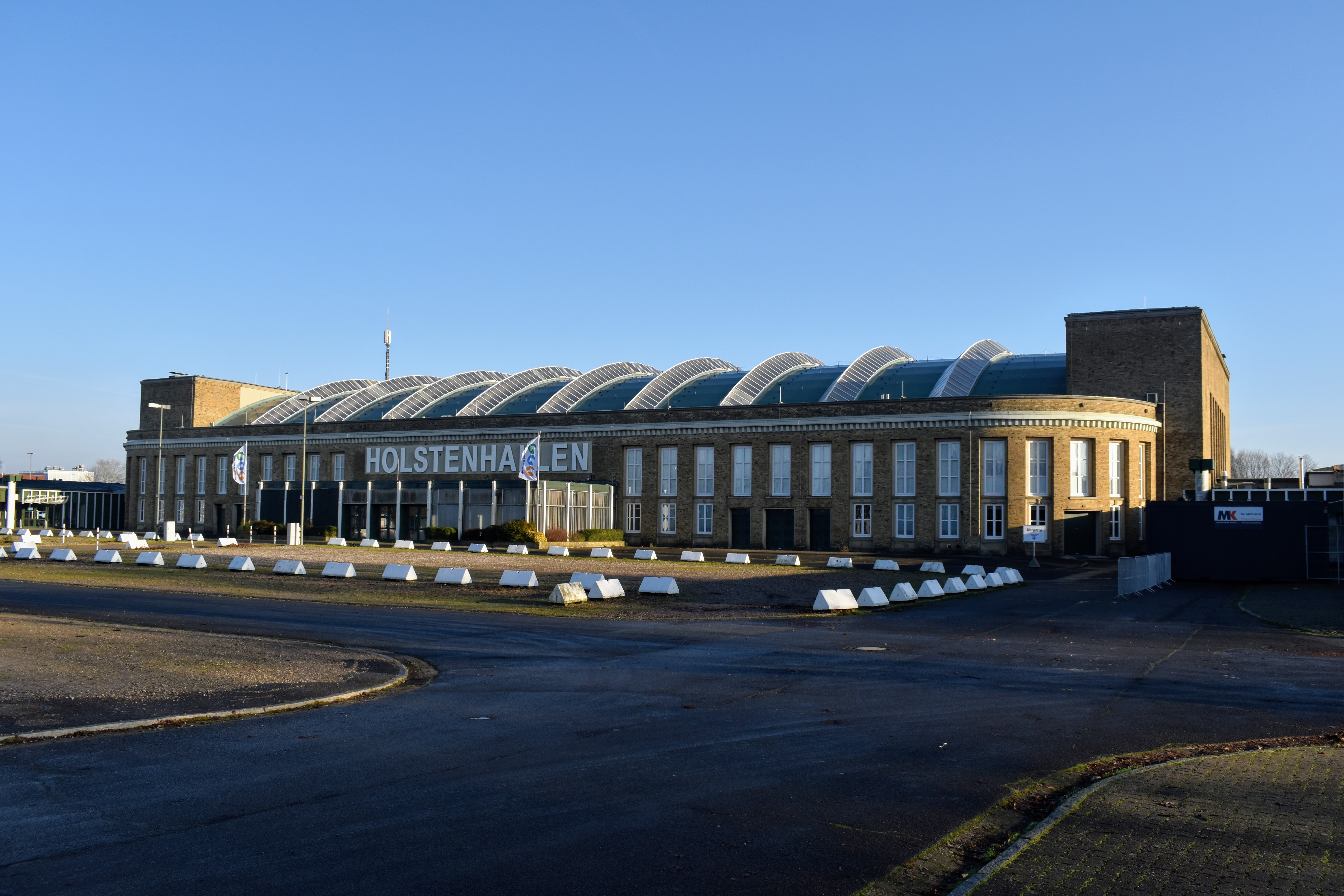
Die Holstenhallen bieten viele Veranstaltungen rund ums Pferd

Insbesondere durch viele Veranstaltungen rund um das Pferd hat sich Neumünster einen Ruf als Pferdestadt erarbeitet. Darunter sind unter anderem:
- CSI Neumünster (internationales Spring- und Dressurreitturnier)
- SH International (Springreitturnier)
- Nordpferd (Messe mit Seminarreihen und Pferde-Theatershow)
- Trakehner Hengstmarkt
- Hengstkörung des Holsteiner Verbandes
- Ball der Pferdefreunde (auch Reiterball genannt)

Die Stadt Neumünster wurde zudem in den Jahren 2002, 2012 und 2014 als Pferdefreundliche Gemeinde ausgezeichnet.

### Regionale Spezialitäten
- Die Wittorfer Brauerei braut in der ehemaligen Lederfabrik Emil-Köster unter anderem das Dunkle Arbeiterbier – D.H. Hinselmann, welches 2019 den European Beer Star in Gold für das beste dunkle Kellerbier gewann.
- Seit 1931 ist die Kaffeerösterei Holstein Kaffee an der Kieler Straße ansässig.[92]

## Wirtschaft und Infrastruktur

### Wirtschaft
Im Jahr 2020 erbrachte Neumünster, innerhalb der Stadtgrenzen, ein Bruttoinlandsprodukt (BIP) von 3,569 Milliarden €. Das BIP pro Kopf lag im selben Jahr bei 44.583 € (Schleswig-Holstein: 33.914 €, Deutschland 40.495 €) und damit über dem regionalen und nationalen Durchschnitt. In der Stadt gab es 2020 rund 54.100 erwerbstätige Personen. Die Arbeitslosenquote lag im Dezember 2018 bei 7,7 %.
Seit dem 1. Mai 2012 ist Neumünster Mitglied der Metropolregion Hamburg und wurde am 16. September 2016 als Fair-Trade-Stadt ausgezeichnet.

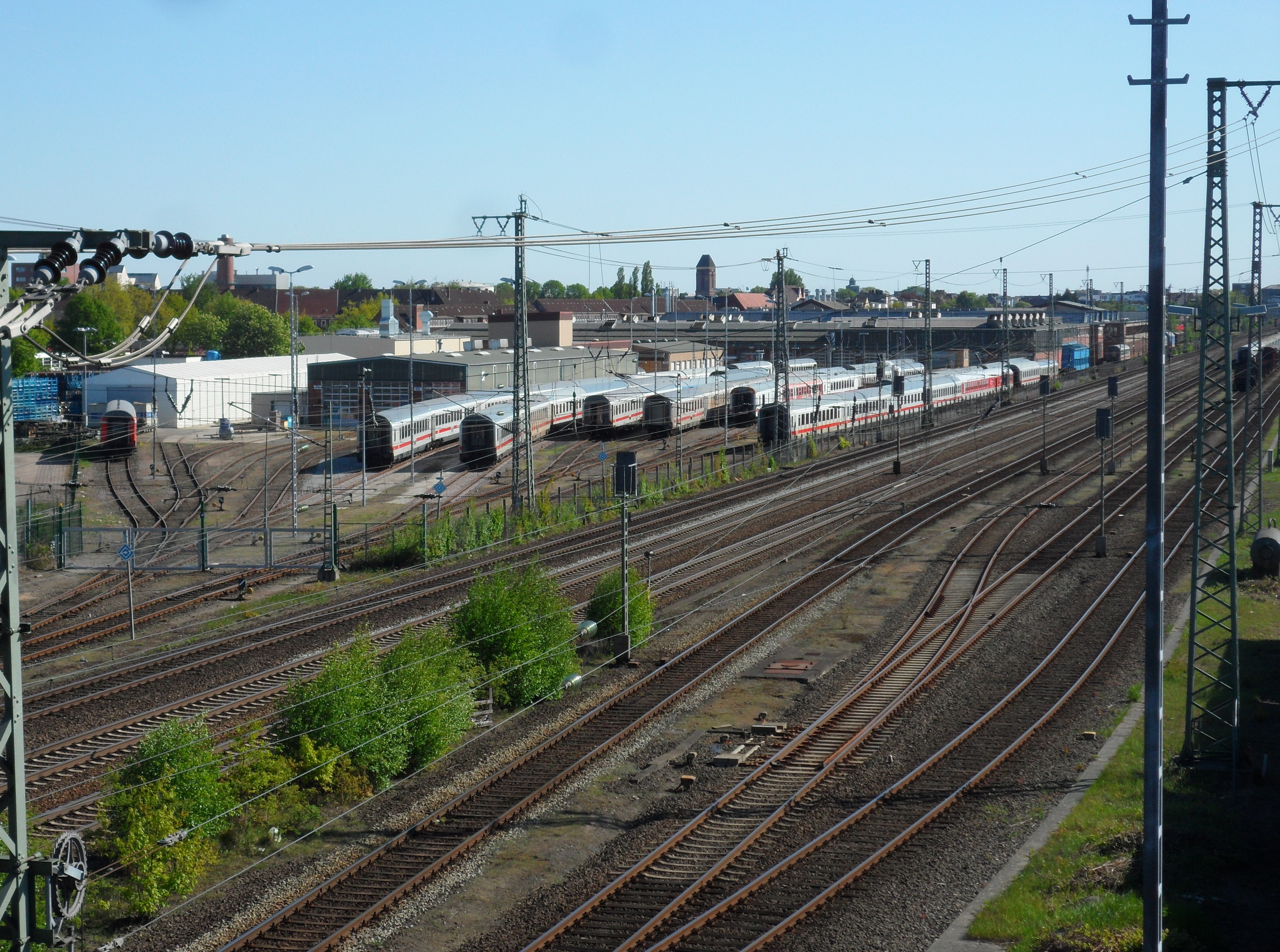
Das Ausbesserungswerk der Deutschen Bahn ist ein wichtiger Arbeitgeber

Hauptbranchen sind Maschinen- und Apparatebau, Kommunikationselektronik, Elektrotechnik, EDV und Softwareentwicklung, Chemiefaser- und Druckindustrie, Stahl- und Leichtmetallbau, Feuerverzinkerei und Metallveredelung, Eisenguss, Kunststoff- und Teppichindustrie, Recycling, Transportwesen und Logistik, Groß- und Versandhandel sowie großflächiger (Fach-)Einzelhandel.
Beschäftigungsstruktur/Arbeitsplatzzahlen:
- Versicherungspflichtig beschäftigte Arbeitnehmer 38.476 (Stand 30. Juni 2017)
davon im Wirtschaftsabschnitt:
  - Land- und Forstwirtschaft, Fischerei: 341
  - Produzierendes Gewerbe: 8.147
  - Verarbeitendes Gewerbe: 5.046
  - Baugewerbe: 2.412
  - Dienstleistungsgewerbe: 29.988
  - Handel, Verkehr und Gastgewerbe: 12.219

(alle Zahlen lt. Statist. Amt für Hamburg und Schleswig-Holstein)
Zu den größten Arbeitgebern der Stadt zählen u. a. 
- das Friedrich-Ebert-Krankenhaus,
- die Sparkasse Südholstein,
- die VR Bank zwischen den Meeren,
- das Handelsunternehmen Edeka Nord,
- der Textilmaschinenbauer Oerlikon Neumag,
- Danfoss Power Solutions
- sowie die Stadtwerke Neumünster.

Darüber hinaus gibt es das Frachtpostzentrum im Industriegebiet Süd, wo die Deutsche Post AG eines ihrer bundesweit 22 Frachtpostzentren unterhält. 
Das Eisenbahnausbesserungswerk Neumünster der Deutsche Bahn AG (DBAG) ist mit 600 Beschäftigten und  Ausbildungsplätzen der größte DBAG-Standort in Schleswig-Holstein. 
Tilray betreibt eine GMP-zertifizierte Cannabisanbauanlage in Neumünster.
Das LOG-IN Gründerzentrum wird von der Wirtschaftsagentur Neumünster GmbH betrieben. Es bietet sowohl bis zu 80 Einzelbüros für junge Unternehmen als auch einen Coworking Space.
Die Stadt Neumünster ist Mitglied von NORDGATE. In dieser Kooperation mit Bad Bramstedt, Kaltenkirchen, Henstedt-Ulzburg, Quickborn und Norderstedt werden gemeinsam Gewerbeflächen vermarktet. Am 25. und 26. April 2012 fand in Neumünster erstmals die wirtschaftNORDGATE statt, eine Messe für kleine und mittlere Unternehmen in Schleswig-Holstein.

### Einzelhandel

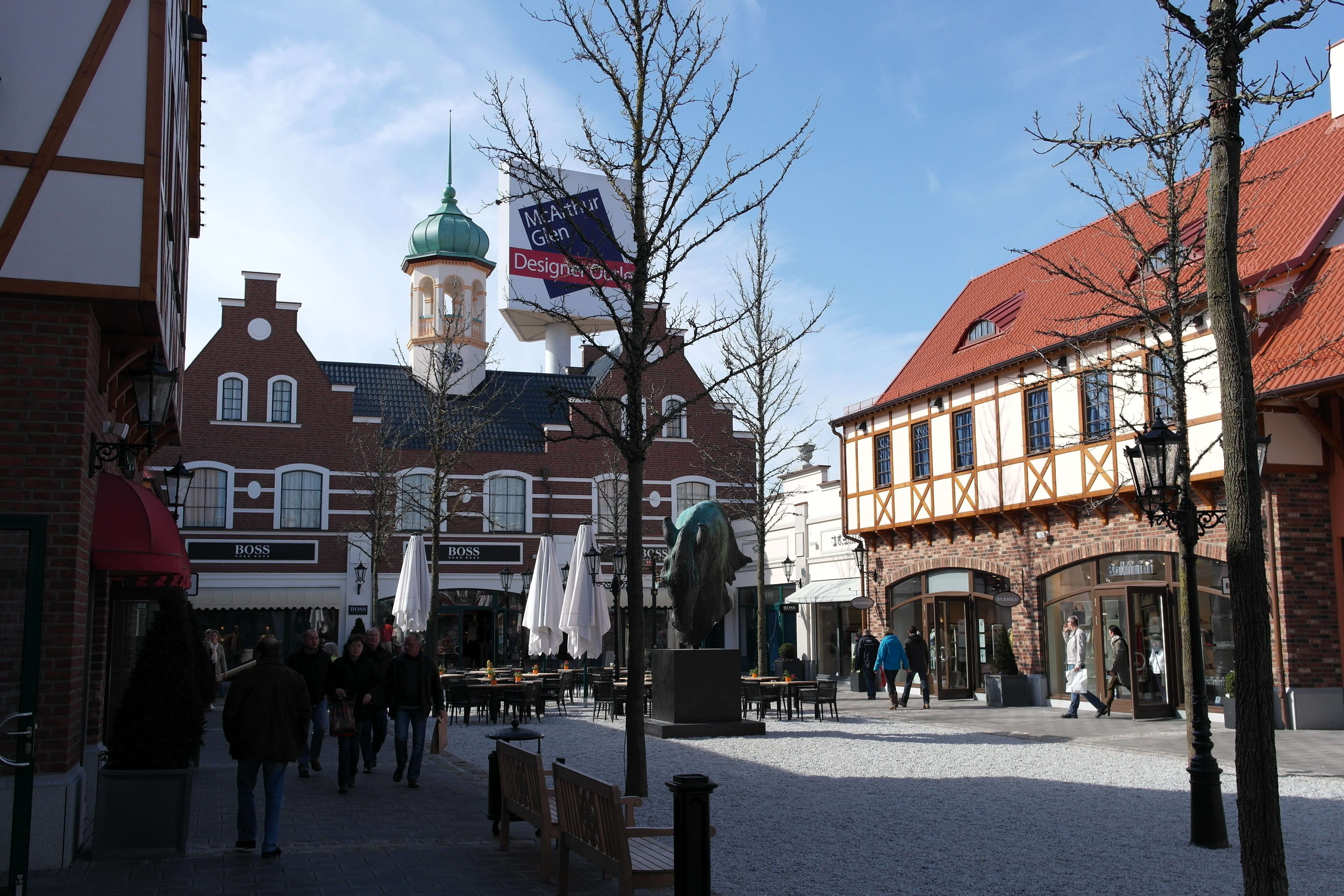
McArthurGlen Designer Outlet Neumünster

Das historische Einzelhandelszentrum liegt in der Neumünsteraner Innenstadt rund um Großflecken, Kleinflecken und Lütjenstraße.
Weiterhin finden sich in der Stadt folgende nennenswerte Einzelhandelsstandorte:
- Das McArthurGlen Designer Outlet Neumünster befindet sich an der Bundesstraße 205 und beinhaltet ca. 120 Geschäfte auf 20.000 m² Verkaufsfläche. Das Outlet hat überregionale Relevanz und zieht Tagestouristen aus ganz Schleswig-Holstein, Dänemark und Hamburg an.[100] Im Jahr 2019 konnte das Center über 2.000.000 Besucher begrüßen.[101]
- Die Holsten-Galerie ist ein Shopping-Center in der Innenstadt. Hier befinden sich etwa 90 Fachgeschäfte, Cafés, Restaurants und Dienstleistungsbetriebe auf einer Verkaufsfläche von 22.800 m². Bis 1990 befand sich an dem Standort die Tuchfabrik C. Sager Söhne & Co.
- Das Mode-Center Nortex befindet sich am Grünen Weg.
- Das Freesen Center befindet sich an der B 430 und beinhaltet mehrere großflächige Einzelhandelsgeschäfte und gastronomische Einrichtungen.
- Der Störpark ist ein Einzelhandels- und Dienstleistungszentrum auf dem Gelände der ehemaligen Emil Köster Lederfabrik.

### Verkehr

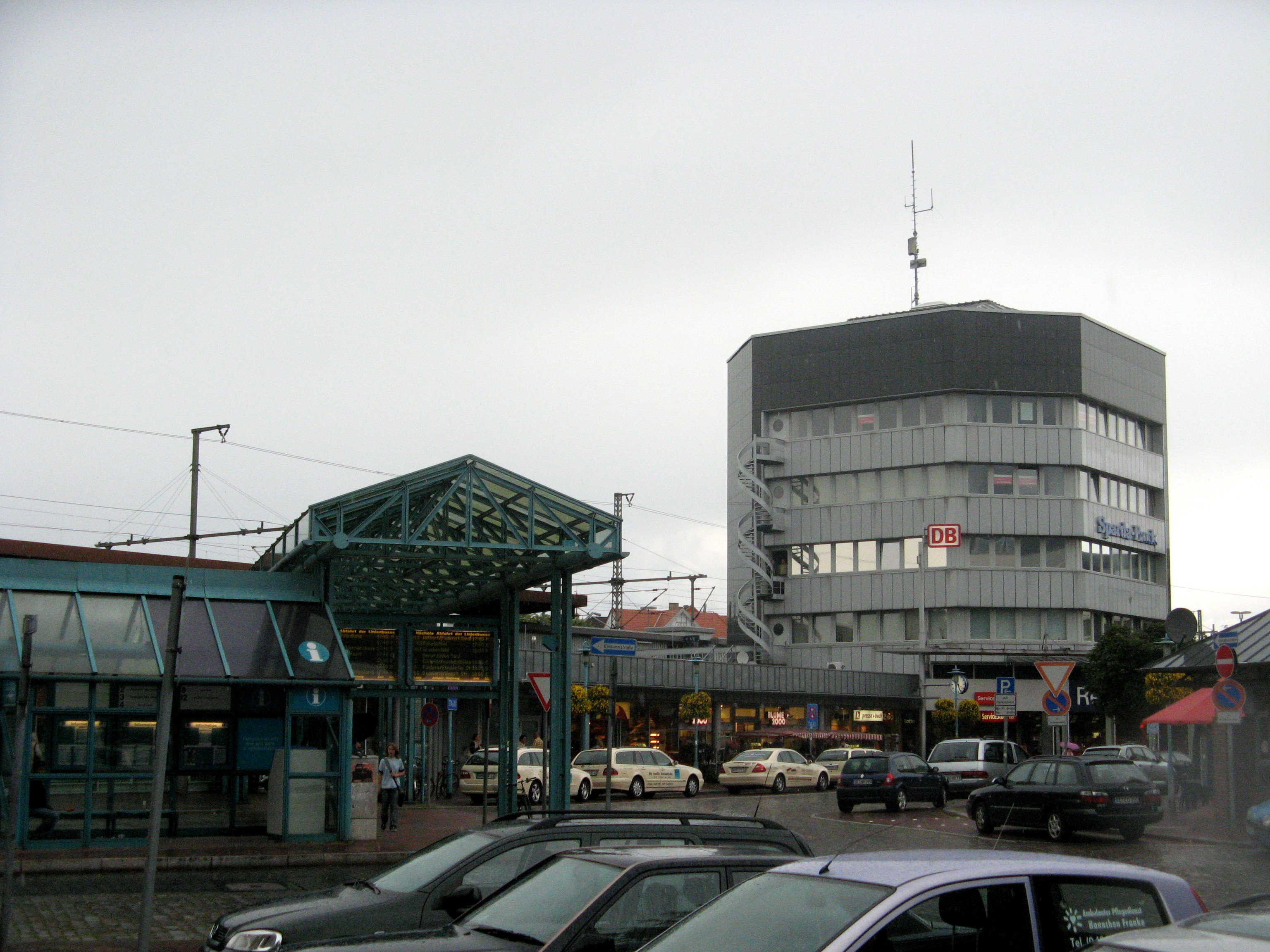
Bahnhof Neumünster

Als einzige der vier kreisfreien Städte Schleswig-Holsteins hat Neumünster keinen Zugang zum Meer. Dafür ist die Stadt ein wichtiger Verkehrsknoten: Sie liegt an der Bundesautobahn 7 am Kreuzungspunkt der Bundesstraßen 205 und 430. Die Bundesstraße 4 führte früher – in Nachfolge der Altona-Kieler Chaussee, der ersten Kunststraße Schleswig-Holsteins – durch Neumünster, sie wurde aber von Bad Bramstedt nach Norden – ebenso wie die Fortführung der B 205 nach Rendsburg – zur Landesstraße zurückgestuft. Ebenfalls liegt Neumünster an den Eisenbahnstrecken von Hamburg nach Kiel und Flensburg, die von hier abzweigen, und damit an zwei der Hauptverkehrsadern nach Skandinavien. Neumünster ist neben Lübeck die Stadt in Schleswig-Holstein mit den meisten, nämlich sechs, Eisenbahnstrecken.
Die Stadt hat sich unter anderem zum Ziel gesetzt, Mobilität bis 2035 klimaneutral zu gestalten sowie 15-Minuten-Stadt zu werden. Dazu wurde 2023 ein neues Mobilitätskonzept, der sogenannte „Masterplan Mobilität“, verabschiedet. Zudem hat sich Neumünster der Initiative „Lebenswerte Städte durch angemessene Geschwindigkeiten“ des deutschen Städtetages angeschlossen, welche fordert, dass Städten und Gemeinden mehr Spielraum bei der Anordnung von Geschwindigkeitsbegrenzungen in Straßenverkehr eingeräumt wird.

#### Bahnverkehr
Im Neumünsteraner Stadtgebiet liegen vier Eisenbahn-Stationen:
- Bahnhof Neumünster (ICE, EC, IC sowie Halt regionaler Züge – zudem war der Bahnhof früher Halt für den CNL)
- Neumünster Süd (Betrieb durch AKN und Nordbahn)
- Neumünster Stadtwald (Betrieb durch Nordbahn)
- Neumünster-Einfeld (Betrieb durch DB Regio AG)

Zudem betreibt die Norddeutsche Eisenbahngesellschaft Niebüll ein Kombiverkehrsterminal im Stadtgebiet.
- Bahnstrecke Hamburg-Neumünster-Kiel: Die Regionalbahn Schleswig-Holstein fährt Neumünster aus Kiel oder Hamburg mit Regionalexpress- und Regionalbahnzügen halbstündlich, stündlich oder zweistündlich an.

- Bahnstrecke Hamburg-Altona-Neumünster: Die AKN Eisenbahn fährt montags bis samstags stündlich und sonn- und feiertags zweistündlich (einige Zusatzzüge) mit ihren Triebwagen von Neumünster aus über Bad Bramstedt, Kaltenkirchen und Henstedt-Ulzburg nach Norderstedt Mitte mit der HVV-Linienbezeichnung A 2. Die Strecke wird laut dem aktuellen Landesnahverkehrsplan (2022–2027) bis 2025 zu einer Expresslinie ausgebaut.

- Bahnstrecke Neumünster-Bad Oldesloe: Seit dem 15. Dezember 2002 fährt die Nordbahn zwischen Neumünster, Bad Segeberg und Bad Oldesloe im Stundentakt. Die Bahnstrecke Neumünster – Bad Segeberg war nach 18 Jahren Betriebsruhe im Dezember 2002 wiedereröffnet worden. Die Nordbahn ist eine Tochtergesellschaft der AKN.
- Bahnstrecke Neumünster-Heide: Seit dem 11. Dezember 2011 bedient die Nordbahn im Zwei-Stunden-Takt (Neumünster–Hohenwestedt im Stundentakt) eine weitere Bahnstrecke von Neumünster über Hohenwestedt, Albersdorf und Heide (Holstein) nach Büsum. Im Rahmen der Ansiedlung des Batterieherstellers Northvolt bei Heide wird derzeit der Ausbau der Strecke geprüft, um die Fabrik über die Schiene mit Gütern versorgen zu können.[104]

- Bahnstrecke Neumünster-Flensburg: Bis Dezember 2005 betrieb die Nord-Ostsee-Bahn den 2002 eingeführten und bis 2003 von der dann in Insolvenz gegangenen Flex Verkehrs-AG den Flensburg-Express (FLEX) von Padborg in Dänemark nach Hamburg Hbf mit Halten in Flensburg, Tarp, Schleswig, Rendsburg, Nortorf, Neumünster und Elmshorn. Seit Dezember 2005 wird der Regionalverkehr auf dieser Strecke jedoch nur noch ab Flensburg von der Regionalbahn Schleswig-Holstein als Schleswig-Holstein-Express bedient.

- Bahnstrecke Neumünster-Ascheberg: Seit September 1985 liegt die Bahnstrecke von Neumünster nach Ascheberg bei Plön für den Personenverkehr still. Ein Abzweig der Strecke diente zur Versorgung der drei größten Betriebe in Tungendorf (Nordfaser GmbH, Neumag GmbH und NWBM). Im November 1995 wurde der Güterverkehr auf dieser Strecke offiziell eingestellt. Über das Schicksal dieser Strecke ist noch nicht abschließend befunden worden. Sie ist in ein Sicherungsprogramm des Landes aufgenommen worden, um eine eventuelle Wiederinbetriebnahme in der Zukunft zu ermöglichen. Im Landesnahverkehrsplan (2022–2027) wird eine Reaktivierung der Strecke empfohlen, allerdings ist die Finanzierung noch nicht geklärt. Auf einem Abschnitt der Strecke findet durch private Initiative ein touristischer Draisinenverkehr statt.

Weiterhin ist Neumünster Endpunkt der Linie S5 der geplanten S-Bahn Kiel. Im Rahmen dieses Projektes ist auch die Einrichtung einer Haltestelle Neumünster-Tungendorf vorgesehen.

#### Busverkehr
Der öffentliche Personennahverkehr (ÖPNV) im Stadtgebiet wird mit Omnibussen und Kleinbussen als Ridepooling-Angebot betrieben. 1956 übernahmen die Verkehrsbetriebe Hamburg-Holstein (VHH) den Omnibusbetrieb in Neumünster von der Firma Glau und Habild. 1981 gingen die Konzessionen für den Stadtbusverkehr auf die Stadtwerke Neumünster (SWN) über, die VHH fuhr seitdem im Auftrag der SWN. Die neu angeschafften Busse gehörten nun den Stadtwerken. Seitdem sind sie helltürkis/weiß lackiert. 2007 wurde der Stadtlinienverkehr europaweit ausgeschrieben. Im Mai 2007 wurde mit der VHH als Gewinner der Ausschreibung ein Vertrag geschlossen, der bis Ende 2014 galt. Diese führte vom 1. Januar 2008 bis zum 31. Dezember 2014 den Stadtbusverkehr im Auftrag der SWN wieder in eigener Regie durch. Die vorhandenen Busse, davon 22 Erdgasbusse des Typs MAN Lion’s City CNG, gingen in das Eigentum der VHH über. Die zehn ältesten der MAN-Erdgasbusse wurden Ende 2014 verkauft und durch Dieselbusse des Typs Mercedes-Benz Citaro ersetzt. Am 1. Januar 2015 übernahm das neue SWN-Tochterunternehmen SWN Verkehr GmbH den Neumünsteraner Stadtbusverkehr mit dem Betriebshof an der Rendsburger Straße einschließlich der Beschäftigten und dem Fahrzeugpark von der VHH. Im August führten die Stadtwerke einen On-Demand-Verkehr mit dem Namen „Hin&Wech“ ein. Seit August 2022 wird sonn- und feiertags der ganze Stadtverkehr der Stadtwerke Neumünster mit Hilfe der On-Demand-Plattform abgebildet. Der Shuttledienst ersetzt damit den klassischen Linienverkehr.
Die Deutsche-Bahn-Tochter Autokraft bietet mit dem Kielius eine stündliche Bus-Direktverbindung zum Flughafen Hamburg und Kiel an. Zudem betreibt sie Linien nach Rickling, Arpsdorf und Nortorf.
Die Verkehrsbetriebe Kreis Plön betreiben die Linien nach Plön sowie nach Schmalensee und Trappenkamp.
FlixBus fährt Neumünster auf seiner Linie Flensburg–Berlin an.

#### Radverkehr

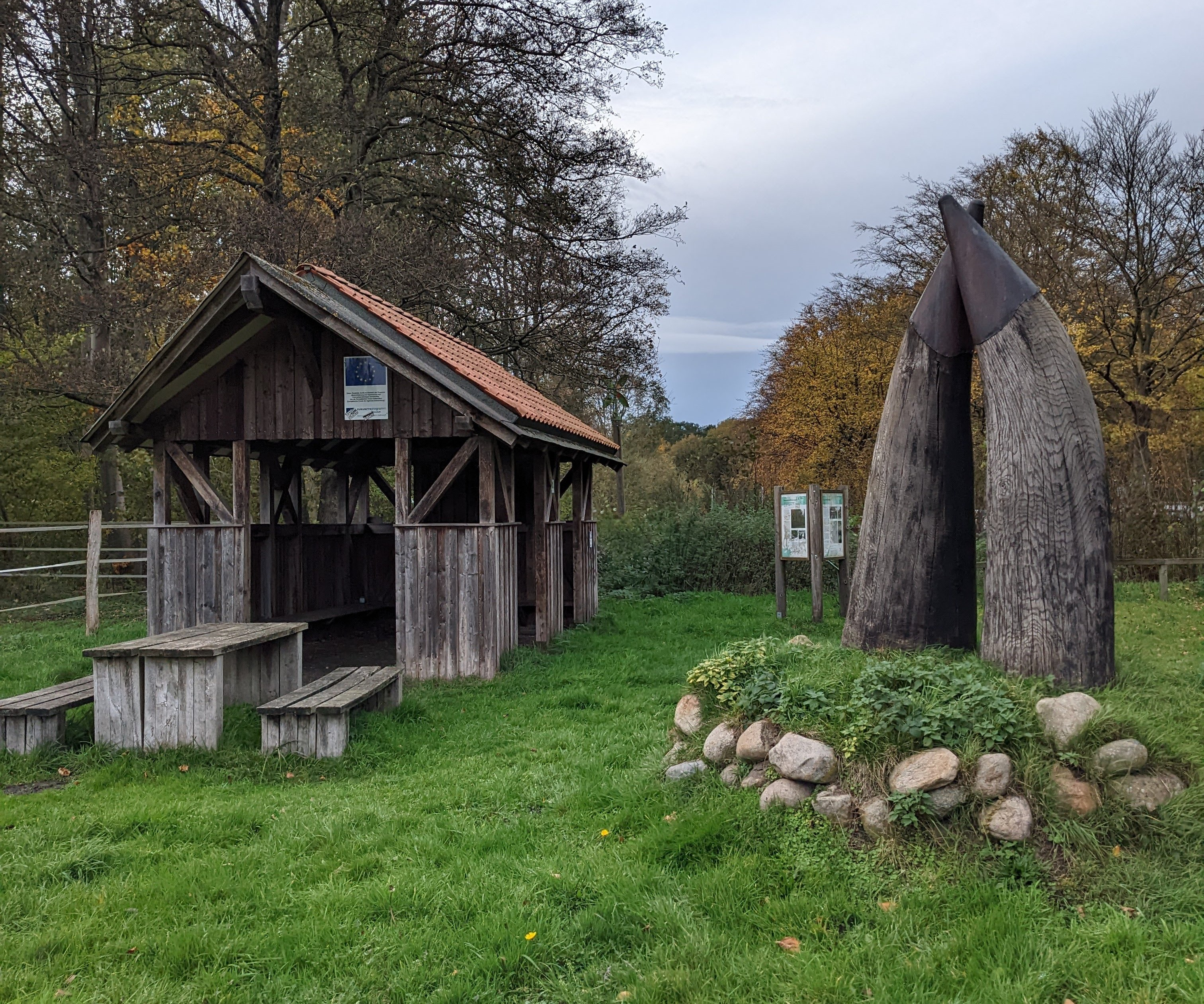
Schutzhütte am Ochsenweg nahe dem Tierpark Neumünster

Neumünster bietet durch seine flache Topographie günstige Voraussetzungen für Radfahrer. Der Anteil der mit dem Rad zurückgelegten Binnenwege betrug 2018 24 %.
Die Stadt wird u. a. vom Radfernweg Ochsenweg durchquert. Weiterhin kann über den Vicelinrundweg auf ca. 100 km das Leben und Wirken des heiligen Vicelin nachvollzogen werden.
Am Hauptbahnhof und am Bahnhof Neumünster Süd stehen Bike+Ride Stationen zur Verfügung.
Seit 2017 nimmt die Stadt jährlich an der Kampagne Stadtradeln zur Förderung des Radverkehrs teil.
Aktuell befindet sich die KielRegion in der Planungsphase für eine Premiumradroute von Kiel über Bordesholm nach Neumünster.

#### Weitere Verkehrsarten
Am westlichen Stadtrand liegt der Flugplatz Neumünster.
Seit September 2022 bietet Tier Mobility E-Tretroller zur Leihe im Stadtgebiet an.

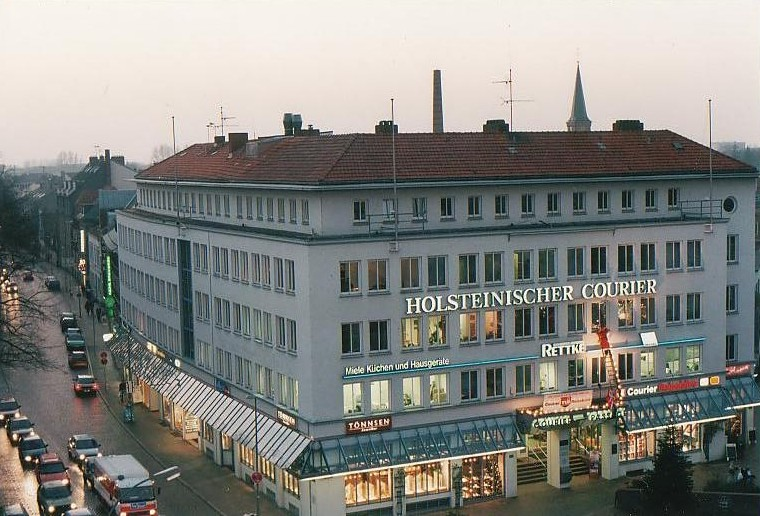
Das ehemalige Holsteinischer Courier-Haus am Gänsemarkt

### Medien

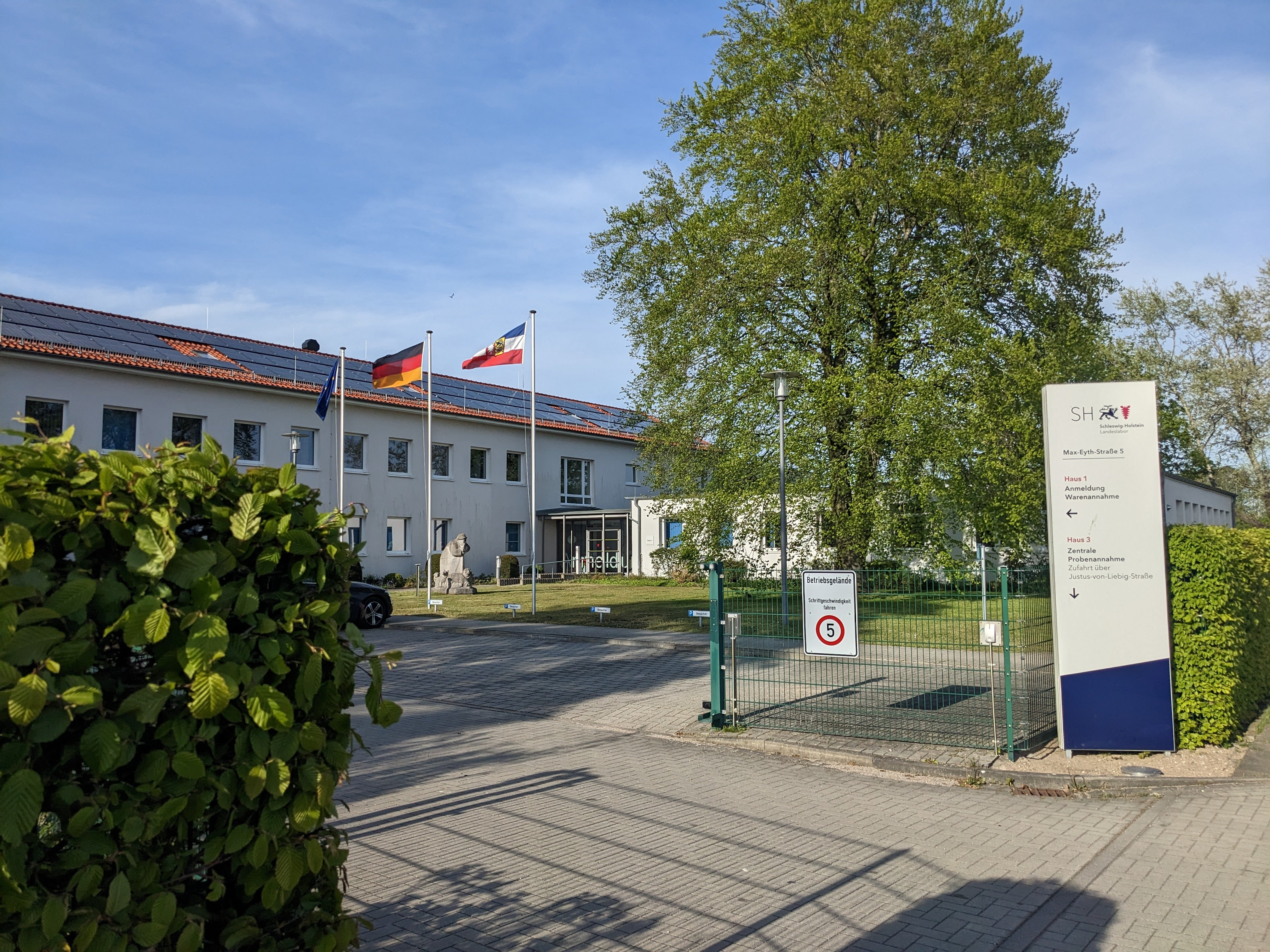
Landeslabor Schleswig-Holstein

In Neumünster erscheint die Tageszeitung Holsteinischer Courier in einer Auflage von etwa 16.000 Stück. Diese Zeitung wurde 1872 gegründet und blieb bis 2001 selbstständig. Danach wurde sie vom Schleswig-Holsteinischen Zeitungsverlag übernommen. Die Kieler Nachrichten bieten mit der täglichen Beilage Holsteiner Zeitung ebenfalls eine Regionalausgabe für Neumünster und das Umland. Darüber hinaus erscheinen verschiedene wöchentliche Anzeigenblätter wie der Wochenanzeiger, die Prima Sonntag, hallo Neumünster und monatliche Veranstaltungsmagazine wie After Dark und Treffpunkt. Der Wachholtz Verlag, in dem vor allem Sachbücher erschienen, wurde 1925 gegründet. Im August 2012 wurde er an den Murmann Verlag Hamburg verkauft.
In der Nähe von Neumünster, in Ehndorf, betrieb die Deutsche Telekom AG einen Mittelwellensender für den Deutschlandfunk. Obwohl die Anlage sich auf dem Gebiet der Gemeinde Ehndorf befand, wird dieser Sender oft als „Sender Neumünster“ bezeichnet.
Seit dem 9. Dezember 2019 sendet mit dem Freien Radio Neumünster ein lokal orientiertes freies Radio auf UKW.
Neumünster Medien e. V. bietet mit seinem Angebot „NMS TV“ mehrsprachige Informationen zu lokalen Themen via YouTube und in sozialen Medien.

### Öffentliche Einrichtungen
Das Friedrich-Ebert-Krankenhaus ist ein akademisches Lehrkrankenhaus für die medizinischen Fakultäten der Christian-Albrechts-Universität zu Kiel und der Universität Hamburg und das größte Lehrkrankenhaus Schleswig-Holsteins. Das FEK verfügt über insgesamt 640 Betten.
In Neumünster befinden sich zwei Gerichte, das Amtsgericht Neumünster und das Arbeitsgericht Neumünster.
Seit Mai 2009 befindet sich auf dem Gelände der ehemaligen Hindenburgkaserne das Gefahrenabwehrzentrum Neumünster. Hier werden die Kräfte des Katastrophenschutz an einem Ort der Stadt gebündelt. Auf dem Gelände der Kaserne entsteht aktuell ein sogenannter Blaulicht-Campus. Bis 2026 werden hier ein Einsatztrainingszentrum des Zolls und ein Neubau für den THW-Ortsverband errichtet.
Das Landeslabor Schleswig-Holstein hat seinen Sitz in Neumünster. Die knapp 200 Mitarbeitenden betreiben dort ein modernes behördliches Dienstleistungszentrum und eine Überwachungsbehörde für den gesundheitlichen Verbraucherschutz in Schleswig-Holstein.
Das Landesamt für soziale Dienste Schleswig-Holstein hat seinen Hauptsitz an der Steinmetzstraße.
Weiterhin befindet sich der Hauptsitz des Landesamts für Zuwanderung und Flüchtlinge Schleswig-Holstein in der ehemaligen Scholtz-Kaserne am Haart.
Die Schleswig-Holsteinischen Landesforsten betreuen von ihrem Hauptsitz an der Memellandstraße aus knapp 50.000 Hektar Waldfläche.
An der Boostedter Straße befindet sich die Justizvollzugsanstalt Neumünster. Sie ist mit 454 Haftplätzen die zweitgrößte JVA Schleswig-Holsteins.

### Energieinfrastruktur
An der Bismarckstraße befindet sich das von den Stadtwerken Neumünster betriebene Kraftwerk Neumünster. Unter Verwendung von Restmüll in einer Thermischen Ersatzbrennstoff-Verwertungsanlage sowie Erdgas hat es eine elektrische Leistung von 58 MW netto. Zudem wird das Kraftwerk zur Fernwärmeerzeugung genutzt. Die Umstellung des Kraftwerks von Kohle- auf Erdgaskessel erfolgte 2023.
Die Klimastrategie der Stadtwerke Neumünster hat das Ziel, den Treibhausgasausstoß des Unternehmens im Vergleich zum Jahr 2021 bis 2035 um 90 % zu senken. Dazu ist u. a. der Bau einer Großwärmepumpe am Klärwerk Neumünster vorgesehen. Weiterhin ist der Bau eines saisonalen Erdbeckenspeichers geplant.
Im März 2024 gab die INFENER AG ihre Pläne bekannt, in Neumünster bis 2026 ein Hub zur Produktion von grünem Wasserstoff zu eröffnen. Die geplante Anlage verfügt über eine Elektrolysekapazität von 50 MW und soll jährlich bis zu 5.000 t Wasserstoff produzieren. Das geplante Investitionsvolumen beträgt 133 Mio. Euro. 
Am Wasserwerk Neumünster befindet sich ein Batteriespeicher der Firma BESS mit einer Kapazität von 26 MWh.

## Bildung

### Hochschule

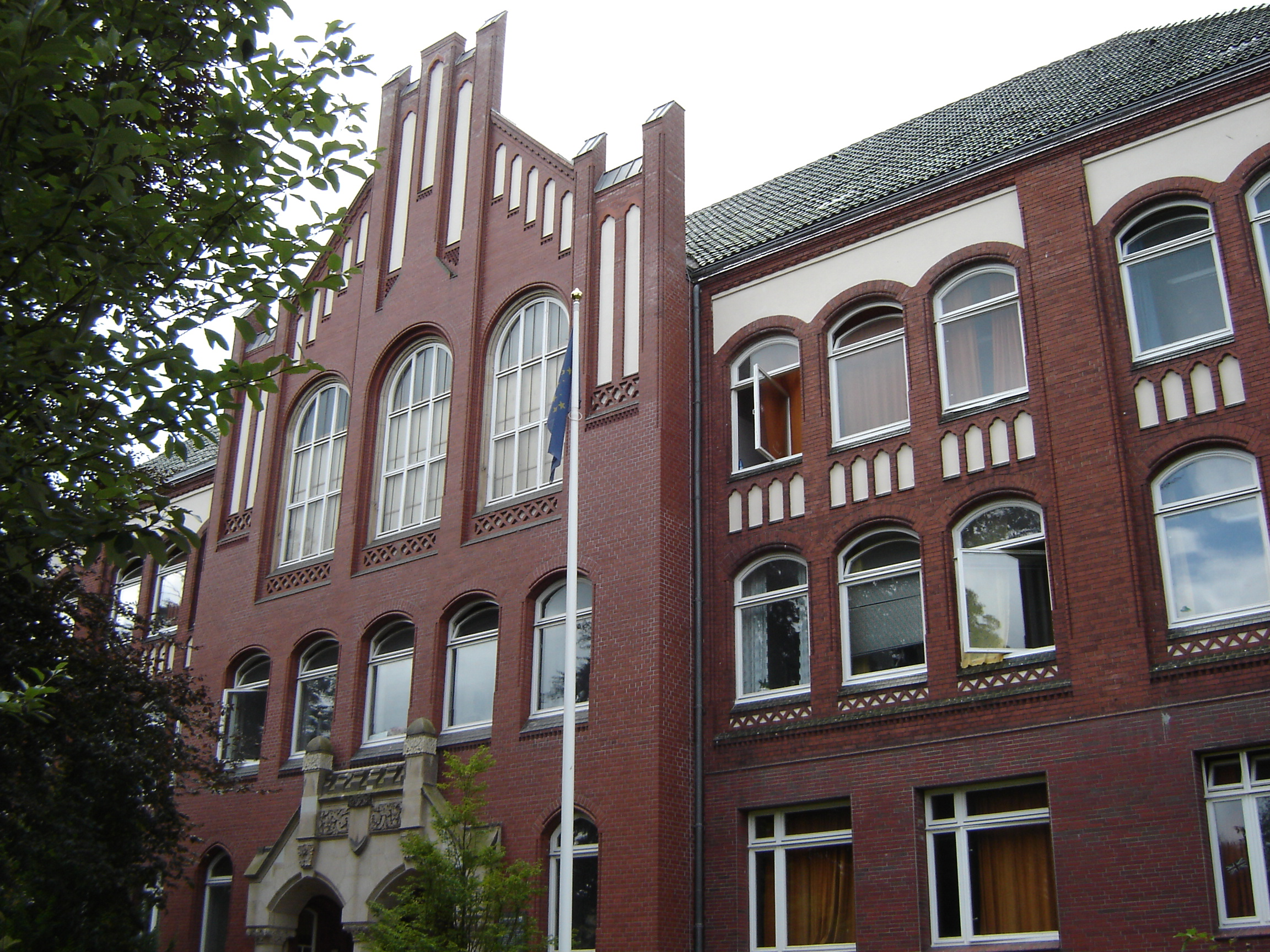
Die Holstenschule ist das älteste Gymnasium der Stadt

Seit dem Beginn des Sommersemesters 2023 bietet die Fachhochschule Kiel in Kooperation mit dem Friedrich-Ebert-Krankenhaus den dualen Studiengang Pflege am Standort Neumünster an. Mittelfristig soll hier auch der Studiengang Physiotherapie sowie ein weiterer medizinischer Studiengang angeboten und ein Fachbereich Gesundheit gegründet werden. Dazu ist vorgesehen, bis Anfang 2026 einen Neubau zu errichten sowie das Bestandsgebäude aufzustocken.
Zudem bietet die Steinbeis Business Academy in Kooperation mit dem Lebensmittelinstitut KIN e. V. den Bachelorstudiengang „Business Development Food Products“ am Standort Neumünster an.
Der Förderverein Hochschule Neumünster e. V. setzt sich gemeinsam mit weiteren Akteuren in der Stadt für die Ansiedlung eines Studiengangs aus dem Bereich Logistik ein.

### Schulen
- Allgemeinbildende Schulen
  - Förderzentren (FöZ)
    - Gustav-Hansen-Schule (FöZ Lernen), Dithmarscher Straße (36 Schüler in 4 Klassen, 400 Betreute), 1906 gegründet[118]
    - Fröbelschule (FöZ Geistige Entwicklung und Lernen), Flensburger Straße, (138 Schüler in 13 Klassen, 56 Betreute)

  - Grundschulen (GS)
    - GS Gadeland, Norderstraße (313 Schüler in 14 Klassen)
    - Gartenstadtschule, Nachtredder (250 Schüler in 12 Klassen)
    - Johann-Hinrich-Fehrsschule, Wilhelmstraße (289 Schüler in 14 Klassen)
    - Mühlenhofschule, Mühlenhof (193 Schüler in 9 Klassen)
    - Rudolf-Tonner-Schule, Preußerstraße (227 Schüler in 10 Klassen)
    - Timm-Kröger-Schule, Hauptstraße (257 Schüler in 12 Klassen)
    - GS an der Schwale, Uker Platz (279 Schüler in 13 Klassen)
    - Vicelinschule, Vicelinstraße (231 Schüler in 12 Klassen)
    - GS Wittorf, Lindenstraße (262 Schüler in 12 Klassen)
    - Pestalozzischule, Am Kamp (204 Schüler in 9 Klassen)

  - Gemeinschaftsschulen ohne Oberstufe (GemS) / mit Grundschulteil (GGemS)
    - Freiherr-vom-Stein-Schule (GemS), Schillerstraße (GemS: 511 Schüler in 22 Klassen)
    - Hans-Böckler-Schule (GGemS), Elchweg (GS: 81 Schüler in 4 Klassen, GemS: 460 Schüler in 22 Klassen)
    - GGemS Einfeld, Dorfstraße (GS: 243 Schüler in 11 Klassen, GemS: 379 Schüler in 17 Klassen)
    - Wilhelm-Tanck-Schule (GemS), Färberstraße (357 Schüler in 18 Klassen)

  - Gemeinschaftsschulen mit gymnasialer Oberstufe
    - GemS Neumünster-Brachenfeld, Pestalozziweg (1140 Schüler in 49 Klassen)
    - GemS Faldera, Franz-Wieman-Straße (775 Schüler in 37 Klassen)

  - Gymnasien
    - Holstenschule (Europaschule), Altonaer Straße (671 Schüler in 27 Klassen), 1842 gegründet[119]
    - Immanuel-Kant-Schule, Mozartstraße (610 Schüler in 25 Klassen)
    - Klaus-Groth-Schule, Parkstraße (786 Schüler in 30 Klassen)
    - Alexander-von-Humboldt-Schule, Roschdohler Weg (1008 Schüler in 43 Klassen)

Schülerzahlen aus dem Schuljahr 2020/2021
- Das Technikum der Berufsbildungszentren Neumünster wurde 2023 eröffnetBerufsbildende Schulen

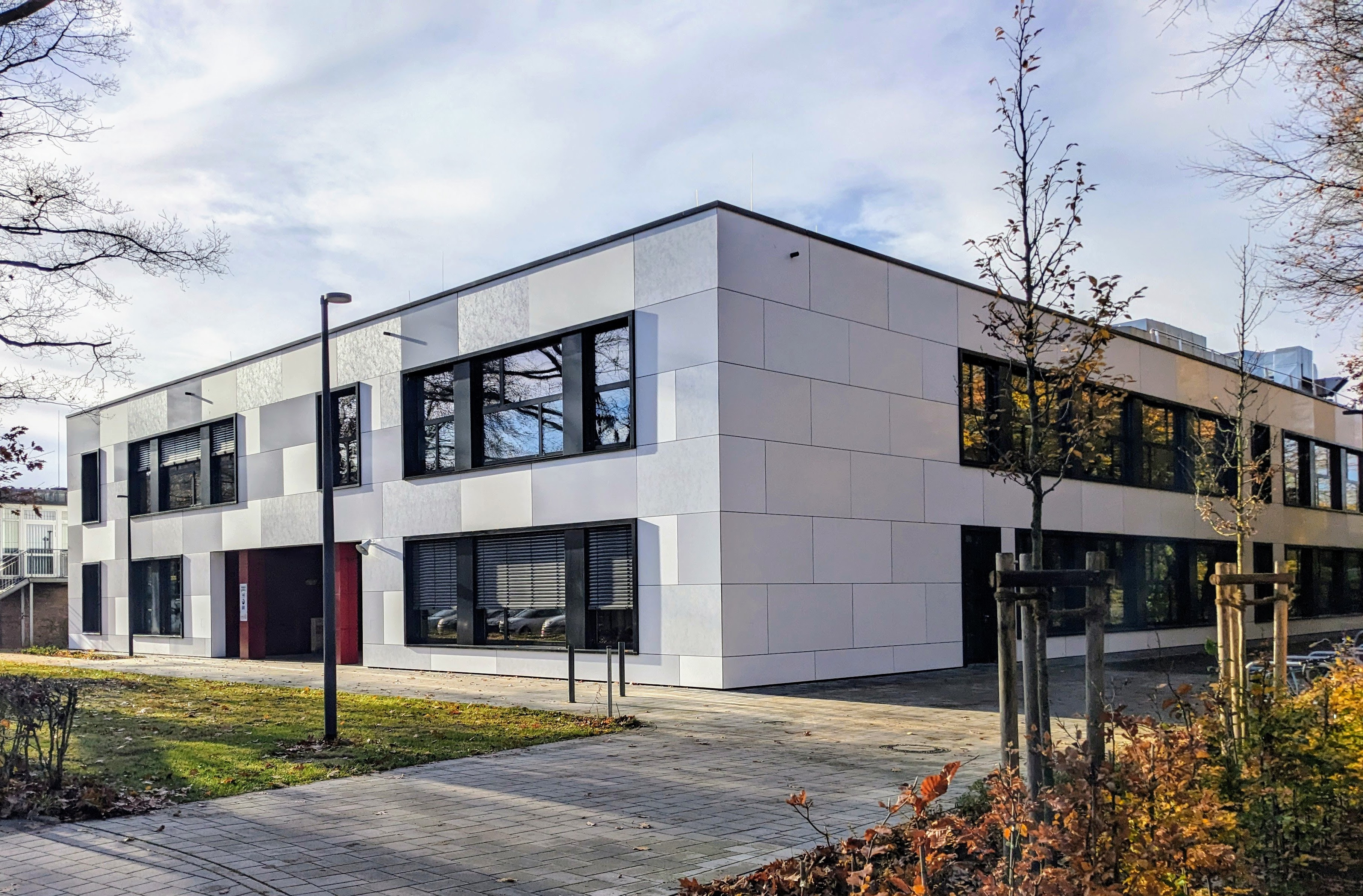
Das Technikum der Berufsbildungszentren Neumünster wurde 2023 eröffnet

  - Walther-Lehmkuhl-Schule (Regionales Berufsbildungszentrum (BBZ)), Roonstraße (2837 Schüler in 169 Klassen)
  - Elly-Heuss-Knapp-Schule (BBZ der Stadt Neumünster), Carlstraße (2232 Schüler in 126 Klassen)
  - Theodor-Litt-Schule (Regionales BBZ), Parkstraße (1997 Schüler in 122 Klassen)
  - Friedrich-Ebert-Krankenhaus, Schule für Pflegeberufe, Haart (k. A.)
  - Lebensmittelinstitut KIN, Fachschule für Lebensmitteltechnik, Wasbeker Straße (k. A.)
  - Deutsche Angestellten-Akademie (DAA), div. Angebote, Gartenstraße (k. A.)
  - IBAF, Schulungszentrum Neumünster, Gartenstraße (k. A.)
  - Landesberufsschule für Zahntechnik, Roonstraße (k. A.)

Schülerzahlen aus dem Schuljahr 2020/2021

### Sonstige Bildungseinrichtungen
In Neumünster ist ebenfalls eine Volkshochschule ansässig, welche auch die Sternwarte Neumünster betreibt.
Die Wirtschaftsakademie Schleswig-Holstein bietet am Standort in der ehemaligen Holsten-Brauerei berufliche Weiterbildungen an.
Der Verein für Jugendmusik e. V. betreibt seit 1990 die Musikschule Neumünster.
Aktuell entstehen im ehemaligen Karstadt-Haus in bester Innenstadtlage neue Räumlichkeiten für die Stadtbücherei Neumünster.
Der Zoll gab 2021 bekannt, ein Einsatztrainingszentrum auf dem Gelände der ehemaligen Hindenburg-Kaserne zu planen.

## Sonstiges
- Der Verein Schüler Helfen Leben hat seinen Sitz in Neumünster. Von hier aus wird unter anderem das jährliche Spenden-Event Sozialer Tag organisiert.
- Die Stadt Neumünster gewann für ihre besonderen Leistungen im umweltorientierten Städte- und Wohnungsbau den Landeswettbewerb 1986/1987 der Stadterneuerung „Bürger, es geht um Deine Gemeinde“.[123]

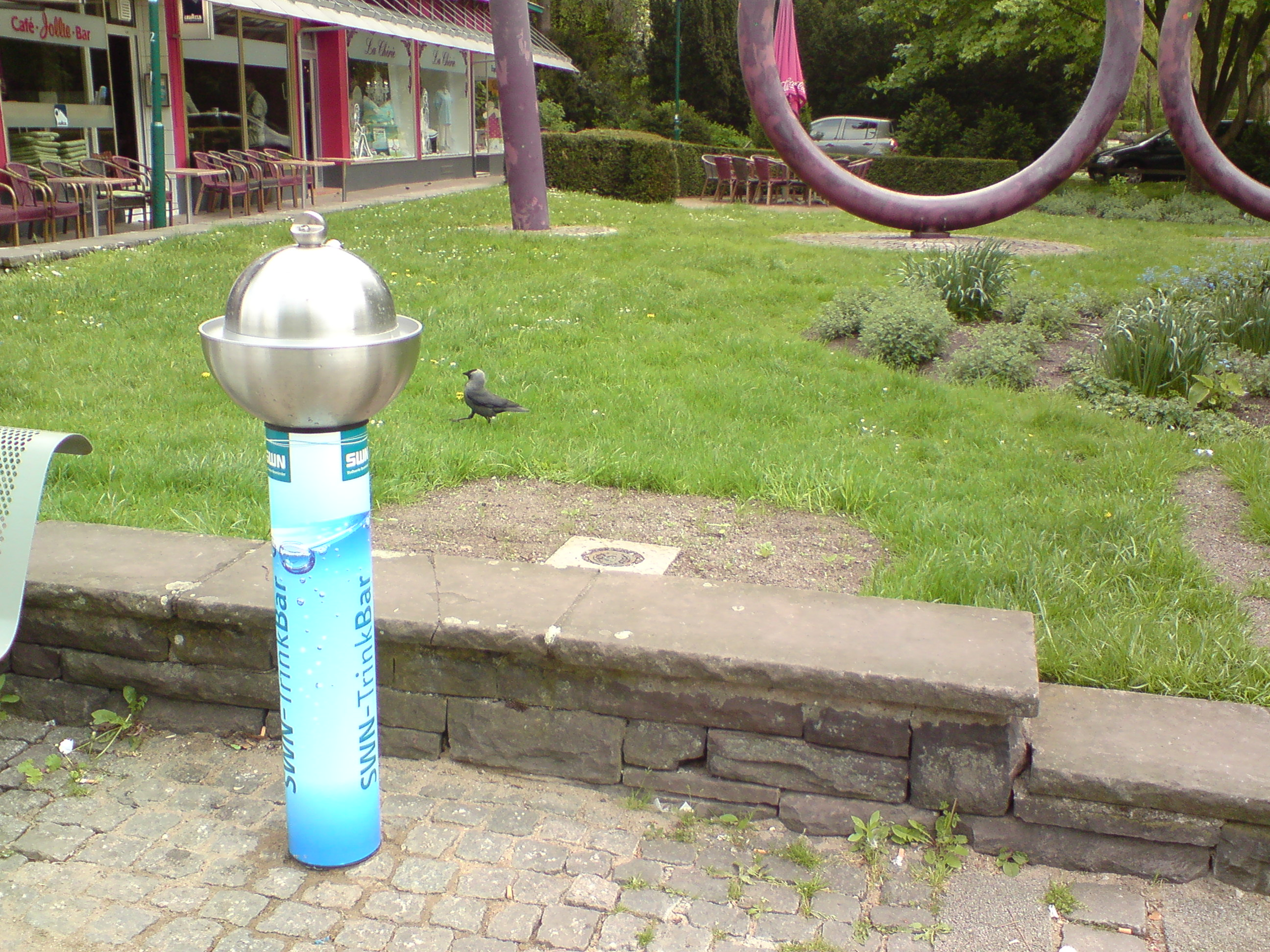
Öffentlicher Trinkbrunnen

- Öffentlicher TrinkbrunnenAm 14. Mai 2013 wurde der erste öffentliche Trinkbrunnen der Stadt durch die Stadtwerke Neumünster in Betrieb genommen. Er ist direkt an die Trinkwasserversorgung angeschlossen.[124]
- Im April 2019 benannte die Internationale Astronomische Union (IAU) den bisherigen Kleinplaneten 2008 RV26 in „342000 Neumünster“ um. Die IAU ehrt damit die Stadt, weil sie seit 1969 die Astronomie durch den Betrieb einer Sternwarte fördert.[125]
- Die Bewohner Neumünsters werden „Neumünsteraner“ genannt.